# Isis
Vous lisez un « article de qualité » labellisé en 2014.
Pour les articles homonymes, voir Isis (homonymie).
Isis est une reine mythique et une déesse funéraire de l'Égypte antique. Le plus souvent, elle est représentée comme une jeune femme coiffée d'un trône ou, à la ressemblance d'Hathor, d'une perruque surmontée par un disque solaire inséré entre deux cornes de vache.
L'astucieuse Isis est l'une des divinités de l'Ennéade d'Héliopolis. Elle est la sœur et l'épouse du roi Osiris, un être généreux qui plaça son règne sous le signe de l'harmonie cosmique. Ce temps heureux prend subitement fin avec l'assassinat d'Osiris lors d'un complot organisé par son frère Seth, un dieu violent et jaloux. Isis retrouve le corps d'Osiris et le cache dans les marécages de Chemnis. Lors d'une partie de chasse, Seth trouve le cadavre et, fou de colère, le dépèce en quatorze morceaux. Durant une longue quête, Isis, secondée par Nephtys, Thot et Anubis, retrouve les membres disjoints et reconstitue le corps d'Osiris en le momifiant. Après avoir revivifié Osiris, Isis fait de lui le souverain éternel de la Douât, un monde paradisiaque peuplé d'esprits immortels. Pour assurer sa protection, elle le place sous la garde attentive du dieu canin Anubis, son fils adoptif.
Isis, sous la forme d'un oiseau rapace, s'unit à la momie de son époux et conçoit Horus. Élevé dans les marais de Chemnis et fortifié par le lait maternel d'Isis, Horus parvient à l'âge adulte. Durant de nombreuses décennies, Horus et Isis combattent Seth, soutenu par Rê, lequel est assez mal disposé envers Horus. Après de nombreuses péripéties, Horus réussit à se faire reconnaître comme le successeur légitime de son père, devenant ainsi le modèle du pharaon idéal.
Le culte d'Isis apparaît à la fin de l'Ancien Empire aux alentours du XXIVe siècle avant notre ère. D'abord cantonnée au domaine funéraire, Isis devient, durant le premier millénaire avant notre ère, une déesse très populaire à la puissance universelle. La dévotion des pharaons ptolémaïques dote la déesse Isis de deux lieux de cultes grandioses : l'Iséum en Basse-Égypte et Philæ en Nubie. Entre la fin du IVe siècle avant notre ère et la fin du IVe siècle de notre ère, le culte d'Isis se répand à travers le bassin méditerranéen et un nombre important de sanctuaires lui sont élevés en Grèce et en Italie. En ces nouveaux lieux s'opère un syncrétisme où les rites égyptiens voués à la déesse sont adaptés à la pensée religieuse gréco-romaine. L'iconographie et le culte d'Isis s'hellénisent, et, par un rapprochement avec la quête de Perséphone par Déméter (Mystères d'Éleusis), se créent les Mystères d'Isis, organisés sous la forme d'un cérémonial initiatique, progressif et secret.
Face à la montée du christianisme, le culte d'Isis périclite puis disparaît au tournant des Ve et VIe siècles de notre ère. Toutefois, le souvenir d'Isis ne disparaît pas car il est entretenu par la scolastique monacale et universitaire. Cependant, la lecture des hiéroglyphes étant perdue, son image est biaisée car uniquement perçue à travers le filtre des auteurs grecs et latins de l'Antiquité tardive. Vers la fin du Moyen Âge, Isis devient un objet de curiosité de la part des érudits laïcs. Ce phénomène s'accentue durant la Renaissance. Nombreux sont alors les humanistes qui intègrent Isis à leurs objets d'étude en élaborant des mythographies historicisantes à son propos. Le mythe d'Isis se fond dans celui de la nymphe Io transformée en vache par Héra et l'aspect d'Isis est confondu avec celui de l'Artémis multimammia d'Éphèse. Au cours du siècle des Lumières, certains philosophes francs-maçons épris d'égyptomanie portent leur attention sur les Mystères d'Isis et tentent de les réinventer dans le cadre des rituels de leurs loges initiatiques. Les artistes et les poètes, quant à eux, ont sans cesse spéculé sur l'image de la déesse voilée et fait d'Isis le symbole des lois cachées de la Nature.
Depuis le déchiffrement des hiéroglyphes et la mise en place de la science égyptologique au XIXe siècle, les aspects purement égyptiens de la déesse ont été redécouverts et vulgarisés par les savants auprès du grand public. La personnalité d'Isis ne s'est toutefois pas entièrement débarrassée de son aura ésotérique longuement élaborée depuis le XIVe siècle par les alchimistes et les mystagogues européens. Isis reste ainsi l'objet de réflexions théologiques et hermétiques au sein de cercles confidentiels. Depuis les années 1950, aux États-Unis surtout, Isis est particulièrement vénérée auprès des convents kémitistes de la Wicca où un culte païen moderne lui est adressé en tant que grande déesse originelle, maternelle et lunaire.

## Déesse égyptienne
Isis est l'une des déesses les plus populaires du panthéon égyptien. On ne sait rien d'elle pour les plus hautes époques. Elle semble apparaître à la fin de l'Ancien Empire aux alentours du XXIVe siècle avant notre ère. Rusée, grande magicienne et épouse exemplaire, elle revivifie Osiris, son bien-aimé, après son assassinat et son démembrement ; mère aimante, elle élève son fils Horus et le protège des assauts de Seth. Le culte d'Isis est actif tout au long de l'histoire de l'Égypte antique et ne s'éteint qu'au cours des Ve et VIe siècles, le dernier bastion de la croyance étant la région nubienne située autour du temple de Philæ.

### Dénomination

#### Hiéroglyphes
| Q1 | X1 | B1 |

| Q1 | X1 | B1 |

| G1 | Q1 | X1 | B1 |

| G1 | Q1 | X1 | B1 |

| Q1 | X1 | G7 |

| Q1 | X1 | G7 |

| Q1 · D4 | A40 |

| Q1 · D4 | A40 |

| Q1 | X1 · O1 |

| Q1 | X1 · O1 |

| Q1 | X1 · O1 | F34 · Z1 |

| Q1 | X1 · O1 | F34 · Z1 |

| Q1 | X1 | B1 |

| Q1 | X1 | B1 |

| G1 | Q1 | X1 | B1 |

| G1 | Q1 | X1 | B1 |

| Q1 | X1 | G7 |

| Q1 | X1 | G7 |

| Q1 · D4 | A40 |

| Q1 · D4 | A40 |

| Q1 | X1 · O1 |

| Q1 | X1 · O1 |

| Q1 | X1 · O1 | F34 · Z1 |

| Q1 | X1 · O1 | F34 · Z1 |

Le théonyme Isis est la transcription en alphabet latin de la forme hellénisée Ίσις issue de l'égyptien ancien (Aset, Iset, Eset, Iouset, Ese). Le théonyme d'Isis, à l'instar de celui d'Osiris son époux, est basé sur le hiéroglyphe du « trône » (set en langue égyptienne). Ce siège est figuré assez haut, pourvu d'un dossier et reposant sur un piédestal.
Par rapport à d'autres divinités, telles Neith ou Anubis, Isis apparaît relativement tard dans l'histoire égyptienne, vers la fin de l'Ancien Empire, au cours du XXIVe siècle. En l'état actuel des connaissances, les premières mentions certaines de la déesse figurent dans les textes de la pyramide d'Ounas, un roi de la Ve dynastie. À cette époque, le nom d'Isis est majoritairement écrit uniquement avec le symbole du trône sans aucun signe phonétique complémentaire. L'égyptologue Peter Kaplony[réf. incomplète] a relevé des noms théophores, basés sur le hiéroglyphe du « trône », portés par des notables et datés de la période archaïque (3000 à 2700 avant notre ère). Il semble toutefois que l'on ne puisse pas les attacher à la déesse car dans ces occurrences, ils ne semblent désigner que le siège royal. L'Allemand Hermann Kees a pensé pouvoir traduire le nom Hem-set figurant sur un relief du temple solaire du roi Niouserrê (vers 2389 avant notre ère) par « Serviteur d'Isis ». Très vite, son compatriote Hermann Junker a rejeté cette traduction en avançant que l'on ne pouvait pas la lier à la déesse et traduisit plutôt par « Serviteur du Trône ».

#### Étymologie
Dès les débuts de la science égyptologique, des universitaires se sont efforcés d'avancer une explication raisonnée du nom de la déesse en établissant son étymologie. La plus ancienne analyse remonte à l'Allemand Kurt Sethe, professeur à l'université de Göttingen, qui voyait en la déesse une personnification du trône royal set. Ses arguments majeurs sont que la déesse est le plus souvent représentée avec le sigle du trône sur la tête et qu'un passage des Textes des pyramides (chapitre 511) semble évoquer cette personnification. En 1974, Jürgen Osing, professeur à l'université libre de Berlin[réf. incomplète], remet en question cette vision et fait remarquer que dans le texte en question, Isis n'est probablement pas identifiée au trône. En partant de la forme phonétique du nom Aset (courante durant le Moyen Empire), de la graphie Iouset (rare mais attestée sous Ramsès II), du dérivé copte Mse, des formes grecque Isis et méroïtique Wosh / Wosa, Jürgen Osing pense que le théonyme de la déesse est un dérivé féminin de la racine égyptienne as / asi / asou / ouasi, le mot as signifiant « mésentère (repli du péritoine) », ouas « avoir du pouvoir » et ouasi « périr / expirer ». D'après lui, Isis exprime le concept de la puissance seigneuriale et traduit son nom par « Celle du pouvoir / Celle à la puissante influence ». Cette réflexion ne recueillit pas l'approbation de tous les spécialistes et ouvrit la voie à de nouvelles études. En 1978, Winfried Barta[réf. incomplète] envisage plutôt de s'appuyer sur la racine as (« viscères / intestins ») et de traduire le nom d'Isis par « Celle qui appartient à l'utérus »,.

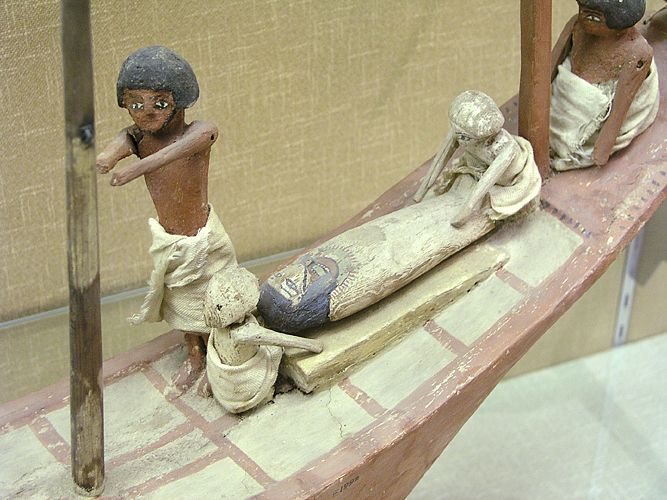
Momie sous la protection de deux jeunes pleureuses. Maquette d'une barque funéraire.

Selon une réflexion menée en 1999 par l'Allemand Hartwig Altenmüller, professeur à Hambourg, les noms d'Isis et de Nephtys, Aset et Nebet-Hout en langue égyptienne, ne seraient à l'origine que de simples épithètes servant à identifier les deux principales pleureuses assignées à la protection du défunt. L'épithète « Aset » devait désigner originellement la pleureuse assignée à la tête du défunt. Cette dernière se postait devant le cadavre durant la momification, puis devant la momie lors de l'acheminement vers la nécropole. Il est probable que ce rôle rituel tire son origine du cérémoniel funéraire des premiers souverains égyptiens. Dans ce cadre, l'épithète « Aset » pourrait signifier « Celle de l'appui-tête », le terme égyptien Aset pouvant être une déformation du mot ouresit (« appui-tête / repose-tête / chevet »). Sa partenaire Nebet-Hout est quant à elle assignée aux pieds du défunt. La signification de son nom est « Dame de la maison », la maison en question étant le lieu de la momification et non pas le palais royal comme il est généralement admis par les égyptologues. Il est probable que ces deux pleureuses, durant leurs activités dans la salle de momification, intervenaient dans un drame sacré joué lors du rituel. Il semble alors que la pleureuse « Isis » soit liée à Hathor tandis que la pleureuse « Nephtys » soit assimilée à Neith, ces deux anciennes déesses ayant des caractères funéraires attestés dès la Ire dynastie. Chaque pleureuse devait être une prêtresse recrutée auprès du corps sacerdotal des deux divinités. Avec les progrès de la momification durant la IVe dynastie et sa diffusion auprès des notables, les épithètes Aset et Nebet-Hout se seraient autonomisées durant la Ve dynastie et, avec l'apparition du dieu Osiris, auraient été anthropomorphisées et érigées en déesses à part entière.

### Iconographie

#### Représentations
Dans l'art égyptien (peintures murales, statues et statuettes, bas-reliefs, amulettes), Isis est essentiellement figurée comme une déesse anthropomorphe, dépeinte comme une femme à la poitrine dénudée et vêtue d'une longue robe moulante à bretelles, avec la tête couronnée par le signe hiéroglyphique du trône royal. Comme d'autres divinités, Isis peut tenir dans une main le hiéroglyphe Ânkh, symbole du souffle de vie, et, dans l'autre main, le sceptre Ouas, symbole de la puissance divine. Sous le Nouvel Empire, après assimilation des aspects de la déesse Hathor, la coiffe d'Isis est souvent remplacée par celle d'Hathor, consistant en un cimier représentant un vautour femelle (symbole de l'amour maternel), surmontée de deux longues cornes de bovidé entourant un disque solaire (symbole de la naissance du dieu créateur) avec, dans une main, le sistre et, à son cou, le lourd collier ménat.
La déesse peut aussi revêtir des formes animales. Dans le contexte funéraire, Isis prend l'aspect d'un milan, un oiseau rapace de taille moyenne, en train de voleter auprès de la momie d'Osiris. Les images d'Isis peuvent aussi combiner les aspects humains et animaliers, tels qu'une femme aux bras pourvus d'ailes d'oiseau ou une femme à tête de vache. Dans le Livre des Portes, lors de la douzième heure de la nuit, la déesse prend l'aspect d'un terrible serpent uræus chargé de défendre le dernier portail de l'au-delà. Ailleurs, dans le Livre de l'Amdouat, à la cinquième heure, la tête d'Isis surmonte une colline abritant la caverne de Sokar où Rê se régénère auprès de la momie d'Osiris.

Représentations d'Isis
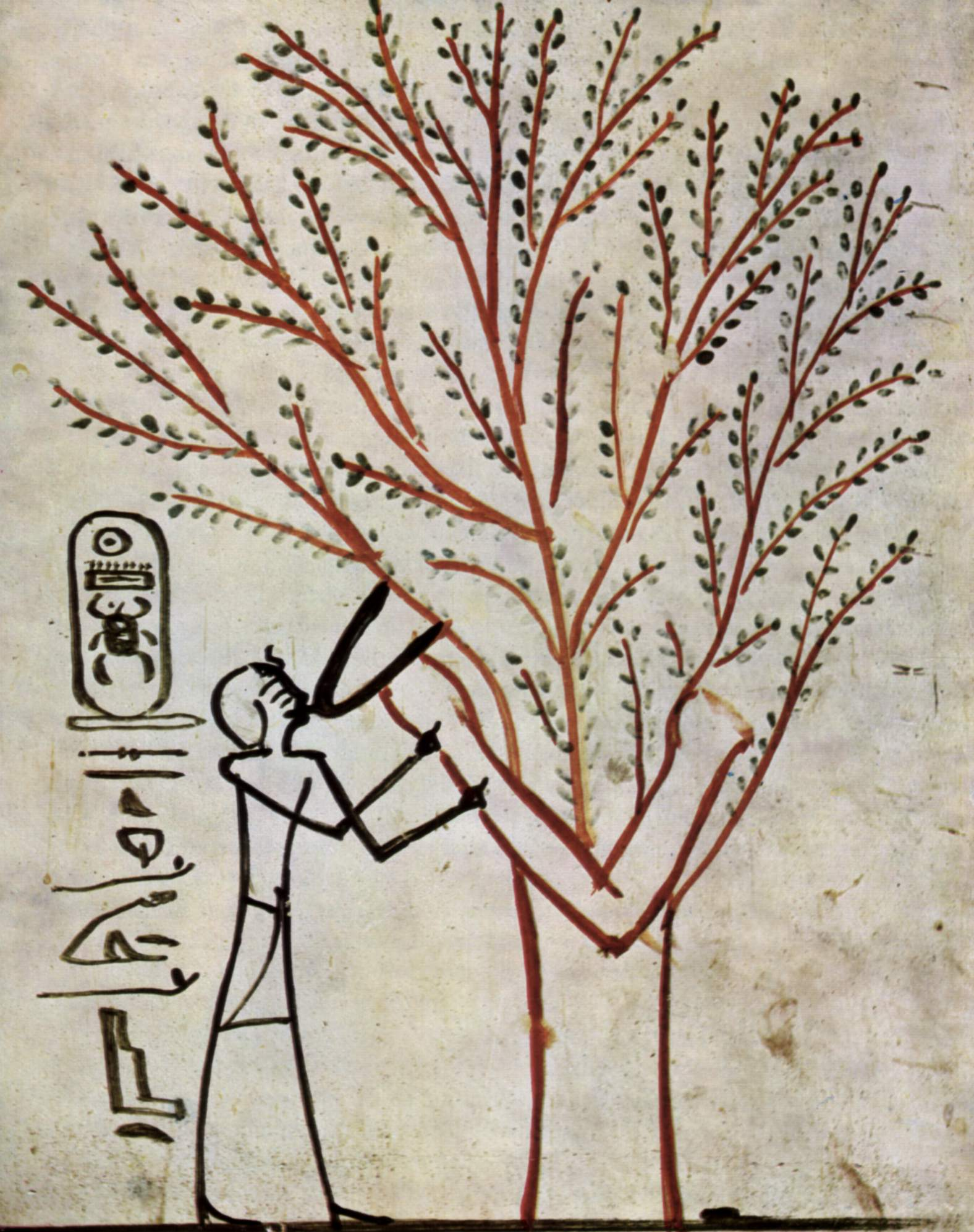
Isis-arbre allaitant le roi Thoutmôsis III, vers 1500-1450 av. J.-C.
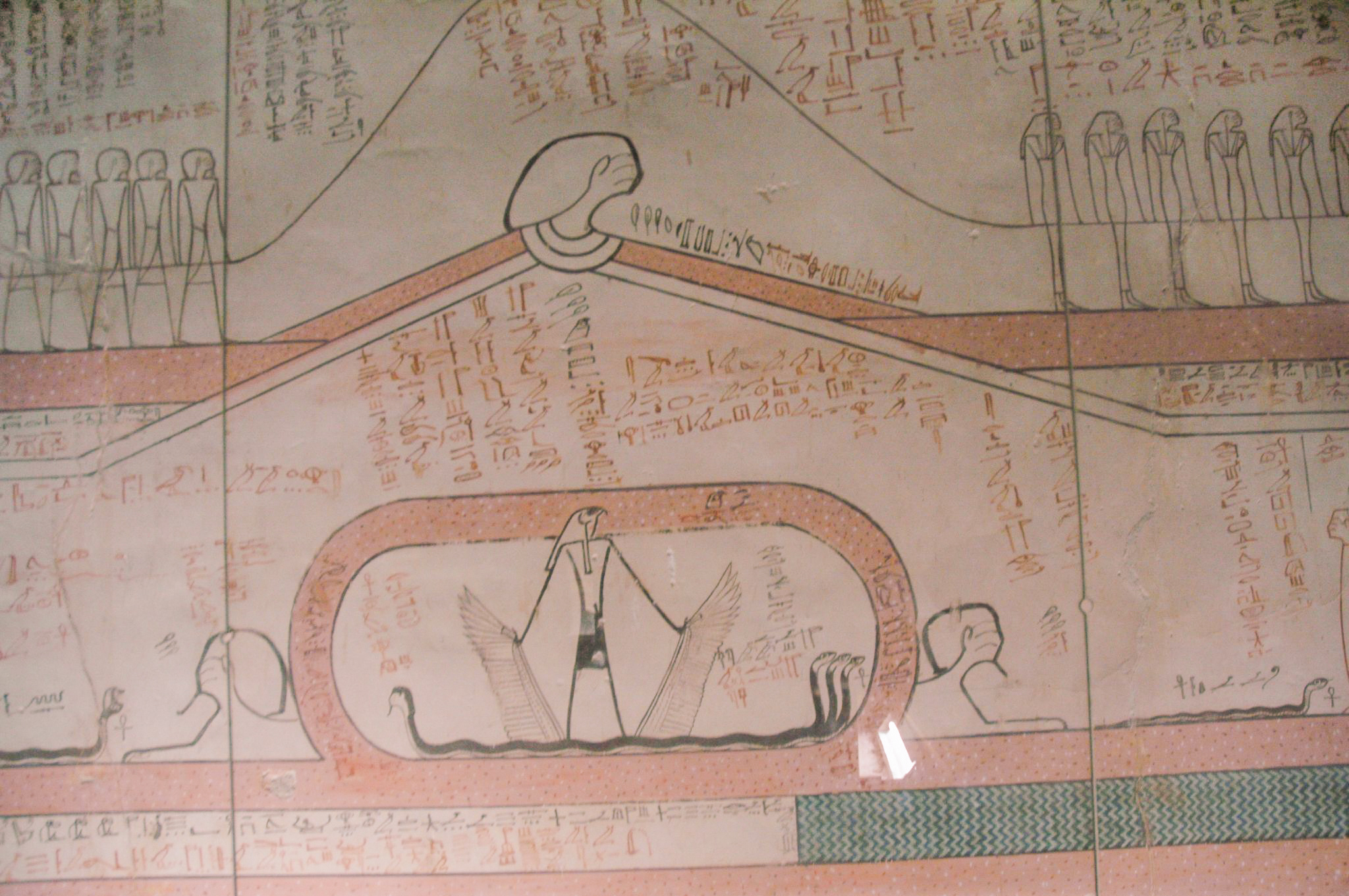
Isis-colline protégeant la crypte de Sokar, vers 1425 av. J.-C.
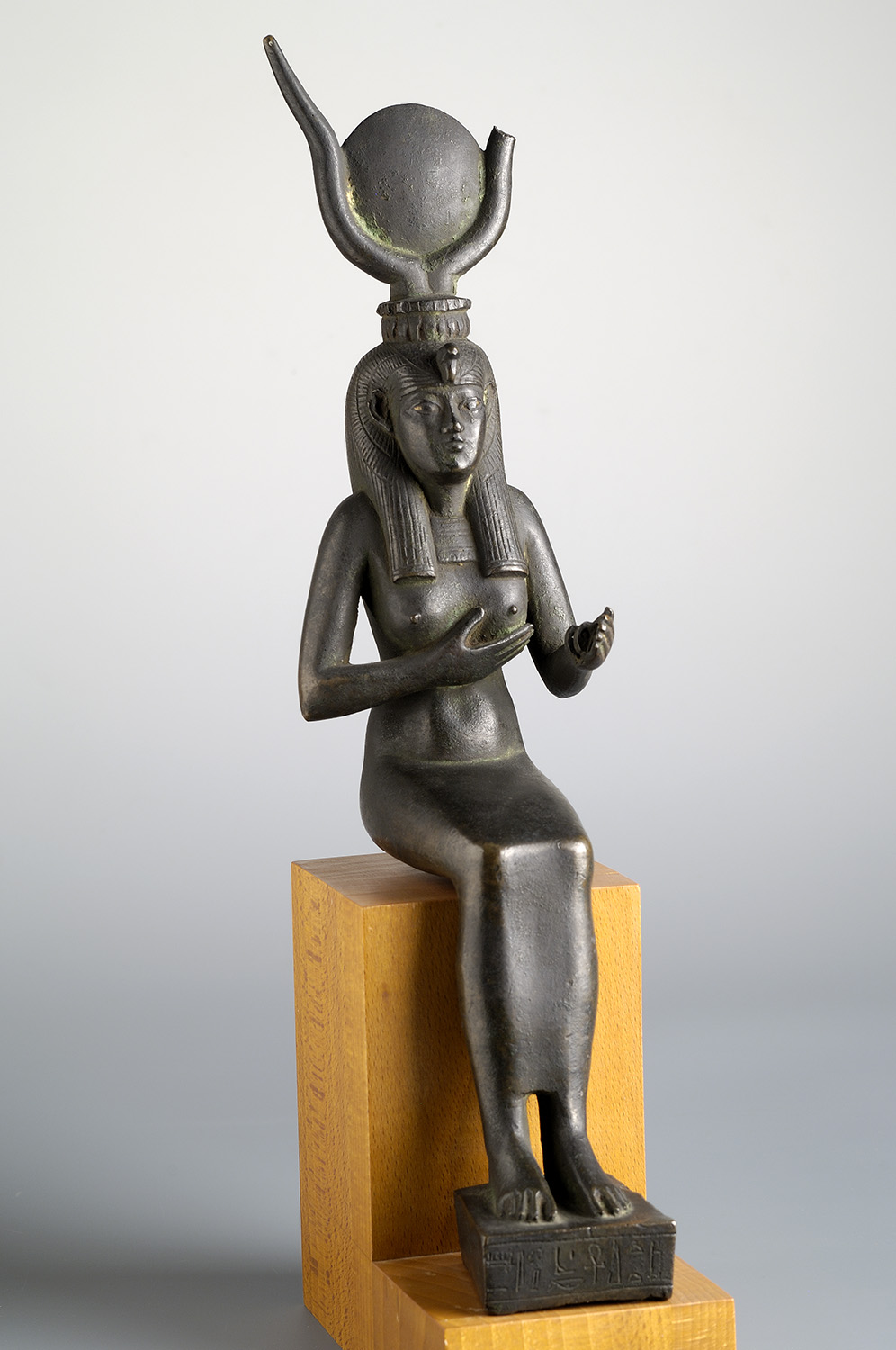
Statuette : Isis-Hathor allaitant Horus. XXVIe dynastie : 672-525 avant J.-C. Musée des Beaux-Arts de Lyon.
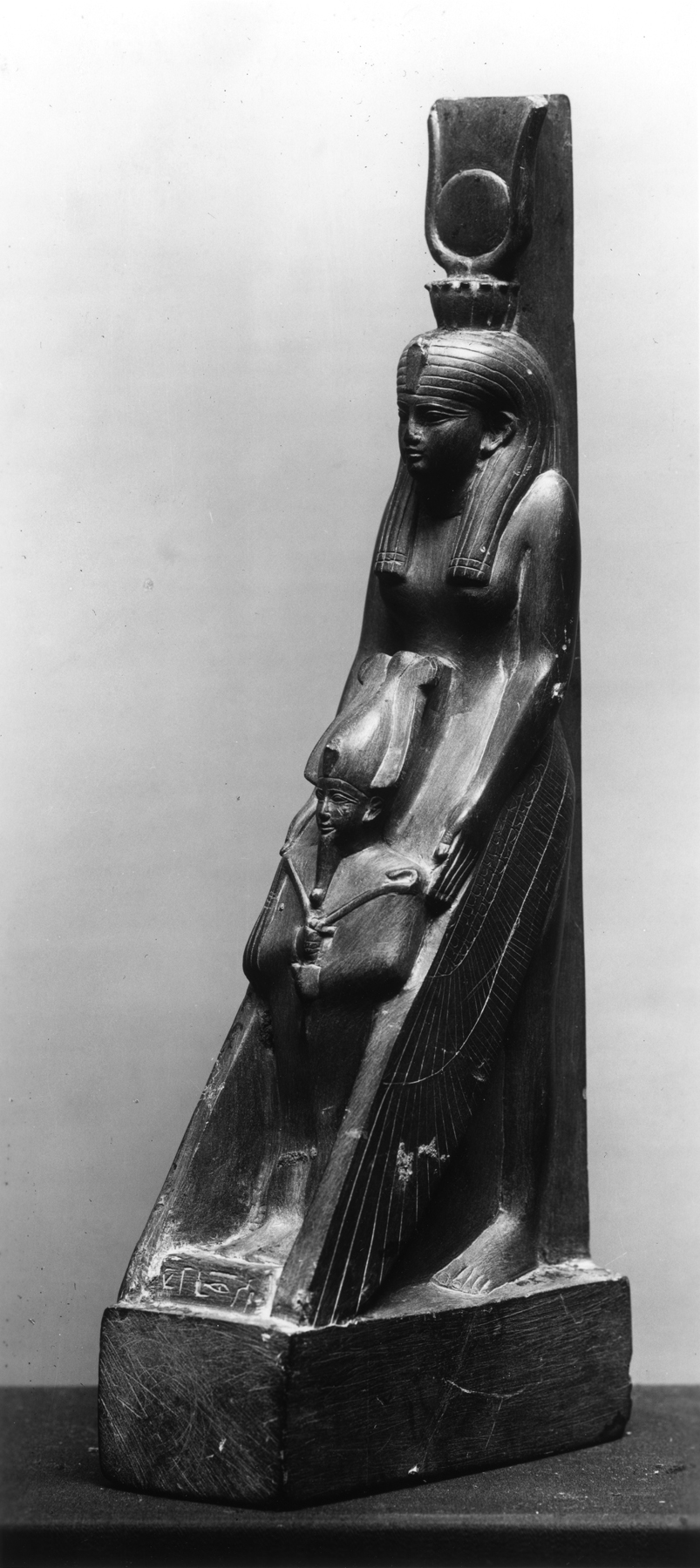
Isis ailée protégeant Osiris momifié. Schiste vert. Vers 589-526 av. J.-C.
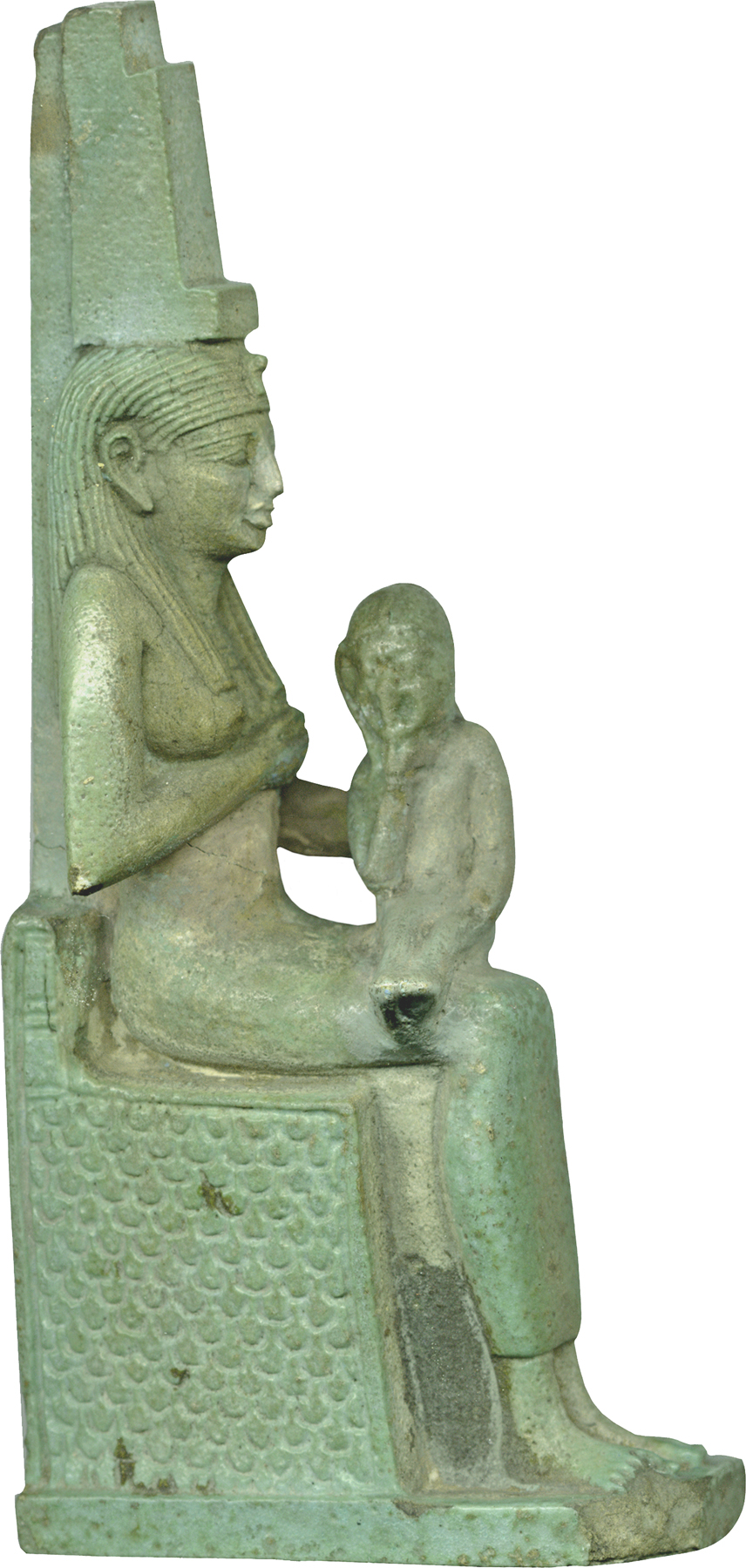
Isis allaitant Horus. Entre 663 et 525 av. J.-C.

#### Nœud Tyet

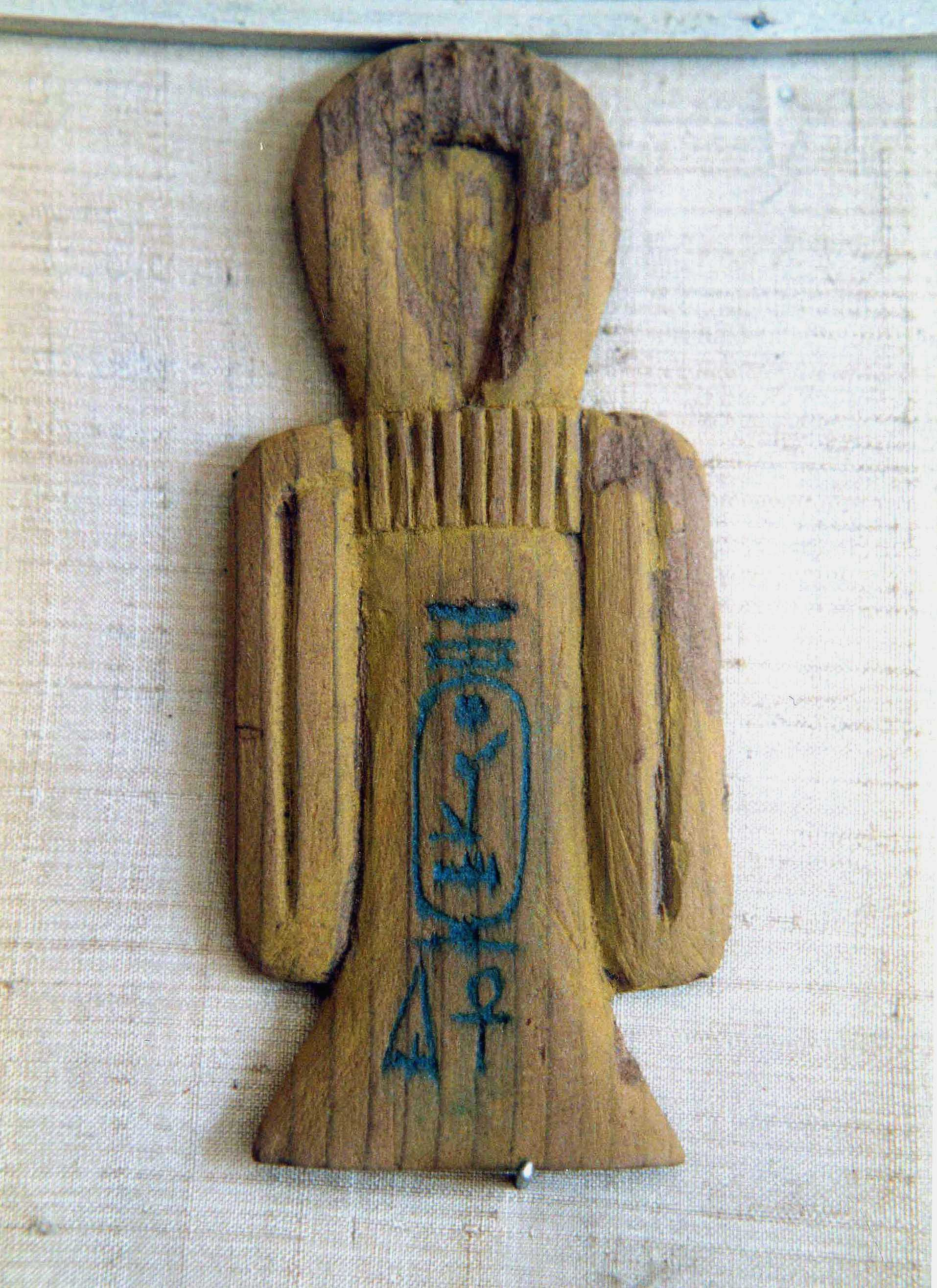
Amulette Tyet du roi Séthi Ier.

Le nœud-Tyet (nœud-Tit ou nœud d'Isis) ressemble au nœud Ânkh sauf que ses deux boucles latérales ne sont pas ouvertes mais aplaties et pointent vers le bas comme deux bras ramenés le long du corps. Le Tyet est une amulette funéraire considérée comme sacrée depuis l'Ancien Empire. Il ne devient toutefois un symbole en lien avec Isis et son sang menstruel que sous le Nouvel Empire. D'après le chapitre 156 du Livre des Morts, ce symbole doit être confectionné en jaspe rouge. Les exemplaires retrouvés au cours des fouilles archéologiques montrent cependant que le plus souvent, le matériau fut moins noble, en bois, en pierre ou en faïence mais peint en rouge (ou brun-rouge) pour rappeler la symbolique du sang d'Isis. L'amulette doit être suspendue au cou de la momie le jour de l'enterrement grâce à un fil en fibre de sycomore, un arbuste lié au dieu Osiris. Le but est d'inciter la déesse Isis et son fils le dieu Horus à protéger magiquement le corps momifié en faisant appel à la fidélité maternelle de la première et à la fureur filiale et vengeresse du second :

« Tu as ton sang, Isis ; tu as ton pouvoir magique, Isis ; tu as ta magie, l'amulette qui est la protection de ce grand dieu, qui réprime celui qui lui cause du tort. »

— Extrait du chap. 156 du Livre des Morts. Traduction de Paul Barguet.

### Épisodes mythologiques
Contrairement aux Anciens Grecs et Romains, les Égyptiens n'ont laissé derrière eux que très peu de récits fabuleux se déroulant dans un monde imaginaire peuplé de puissantes divinités. Toutefois, les textes égyptiens, qu'ils soient sacrés, magiques ou profanes, fourmillent d'allusions aux dieux et à leurs hauts faits. Grâce aux auteurs gréco-romains tardifs ayant visité l'Égypte et ses temples, il est possible d'entrecroiser les différentes sources et de restituer une partie de la pensée mythologique égyptienne, principalement axée sur les figures du dieu solaire Rê et de ses descendants Osiris, Isis, Horus et Anubis.

#### Vol du nom secret de Rê

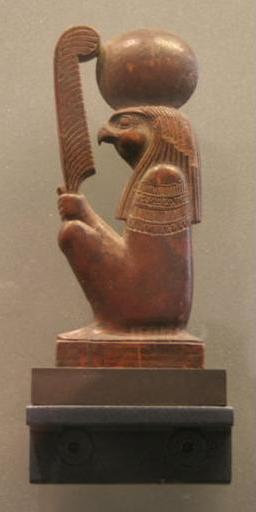
Dieu solaire à tête de faucon.

Dans la pensée des Anciens Égyptiens, le nom d'un dieu ou d'un humain est intimement lié au Ka et participe activement à l'existence de son possesseur. Aussi, toute pratique magique repose sur l'utilisation bénéfique ou maléfique du nom de la personne visée. Dans les rituels d'envoûtement, la destruction symbolique du nom revient à détruire l'âme et la personnalité même de son possesseur, fût-il un dieu. Un mythe consigné sur un des Papyrus magiques de Turin, et traduit pour la première fois en 1883 par l'égyptologue français Eugène Lefébure, expose la plus audacieuse et impertinente ruse d'Isis. La victime est le dieu solaire Rê contraint par elle à lui révéler son nom secret, la possession de ce mystérieux théonyme permettant à la déesse de bénéficier de ses pouvoirs vivificateurs et créateurs. Par la suite, la déesse utilisera cette puissance magique pour redonner la vie à son époux Osiris et pour guérir son fils Horus des nombreuses blessures causées par son rival Seth.
L'action du mythe se déroule en un temps lointain où le dieu Rê vivait encore sur terre auprès des divinités et des humains, qui ne formaient alors qu'un seul et même peuple. À cette époque, le dieu solaire ne bénéficiait pas encore de ses séjours nocturnes et souterrains dans la Douât, gage de ses perpétuelles renaissances matinales. Son corps s'affaiblissait et le dieu sombrait dans la sénilité. Un jour, « la bouche du vieillard s'affaissa et laissa sa salive couler au sol ». Discrètement, Isis récupéra le filet de salive et avec un peu de terre en fit un serpent venimeux. Elle plaça le reptile près du palais royal et, lors d'une promenade, le dieu solaire fut sévèrement mordu par le serpent. Empoisonné, faible et fiévreux, Rê ne sut que faire. Il fit venir auprès de lui les autres divinités afin qu'elles lui viennent en aide. Isis se présenta devant sa victime avec un air innocent et inquiet : « Qu'y a-t-il, mon père divin ? Un serpent a-t-il apporté la faiblesse en toi ? Un de tes enfants a-t-il levé la tête contre toi ? Si c'est le cas alors je le détruirai au moyen de ma sorcellerie efficace, je ferai en sorte qu'il soit repoussé de la vue de tes rayons ! » Le pauvre Rê expliqua ses souffrances à la déesse, qui aussitôt lui répliqua en disant : « Dis-moi ton nom, mon père. Un homme vit lorsque l'on récite son nom ! » Le malade s'empressa de dire ses noms et principaux titres de gloire, mais ne se trouva pas rétabli. « Alors Isis dit à Rê : Ainsi ton nom n'était pas parmi ceux que tu m'as mentionnés. Tu devrais me le transmettre pour que le venin puisse s'en aller ! Un homme vit lorsque son nom est prononcé ! Le poison fut de plus en plus douloureux, il devint plus puissant que la flamme et que le feu et la majesté de Rê dit : Approche tes oreilles, ma fille Isis. Que mon nom passe de mon ventre à ton ventre... »,.

#### Adultère d'Osiris avec Nephtys

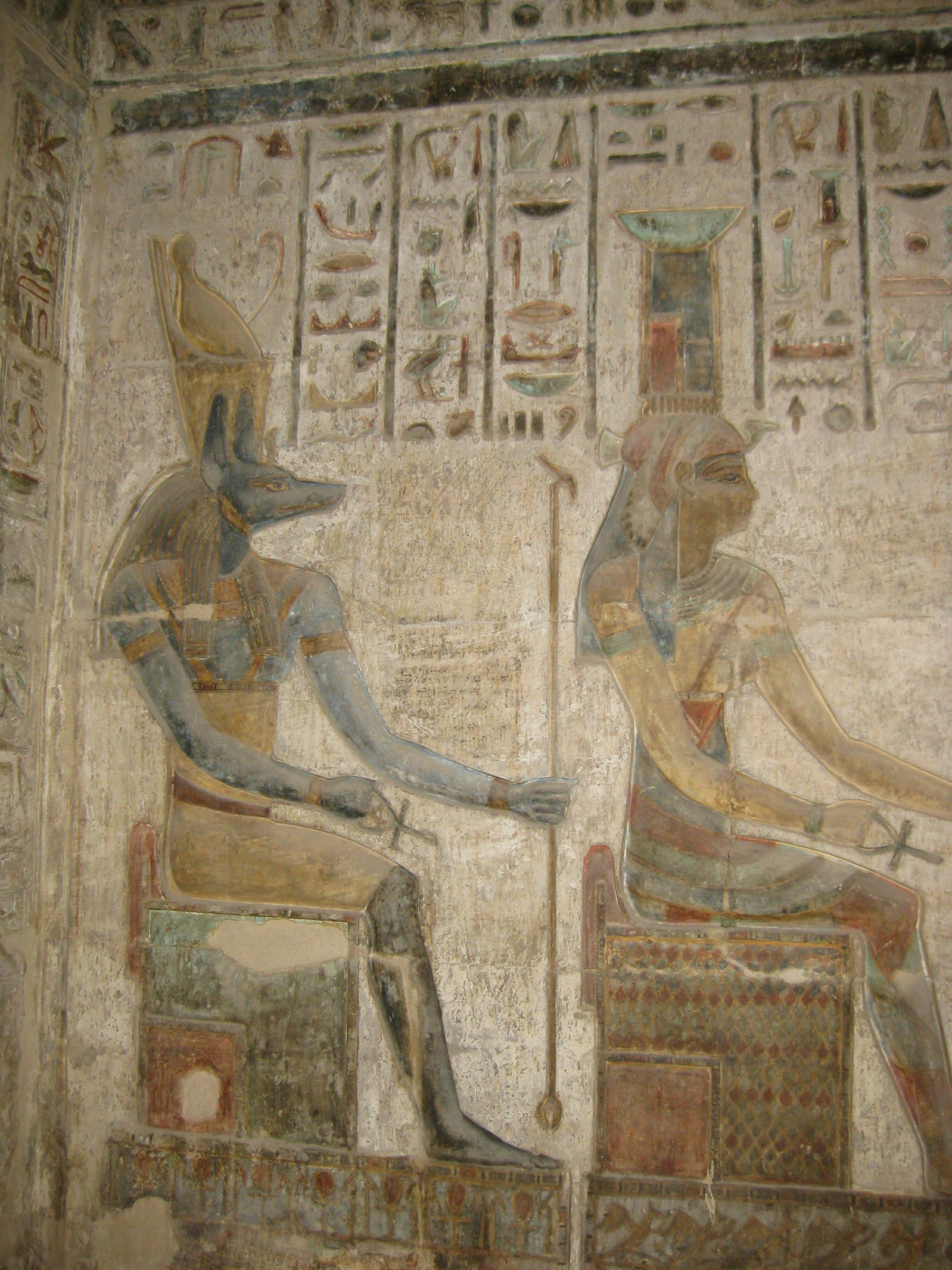
Anubis et Nephtys.

Le plus ancien récit continu et complet du mythe d'Osiris ne nous est pas parvenu par un document égyptien mais par un texte grec, le traité moral Sur Isis et Osiris rédigé au IIe siècle de notre ère par Plutarque. D'après cet auteur, relativement bien renseigné par des prêtres égyptiens de son époque, le dieu Osiris aurait régné en tant que roi sur le peuple égyptien et lui aurait apporté les bienfaits de la civilisation. Osiris et Isis étaient amoureux l'un de l'autre avant même leur naissance. Déjà dans le ventre de leur mère Nout, le couple s'aimait tendrement. Plutarque rapporte qu'Osiris, Seth, Isis et Nephtys sont respectivement nés le premier, le troisième, le quatrième et le cinquième des jours épagomènes institués à l'aube des temps par Thot ; Horus l'Ancien, né le deuxième jour, serait l'enfant issu de cette relation intra-utérine. Un jour, Isis apprit qu'Osiris avait eu, par méprise, en la prenant pour Isis elle-même, une relation sexuelle avec Nephtys sa sœur. La preuve de cette union fut la découverte d'une couronne de mélilot laissée par Osiris auprès de Nephtys. Cette dernière donna naissance à Anubis mais l'abandonna le jour de sa naissance dans la crainte d'une fureur de Seth, son époux. Émue par le sort malheureux d'Anubis, Isis l'adopta et l'éleva comme son propre enfant. Une formule magique, inscrite dans un grimoire en écriture grecque trouvé dans la région thébaine et daté du début du IVe siècle de notre ère, expose le désarroi d'Isis après avoir constaté la trahison d'Osiris :

« C'est Isis qui vient de la montagne à midi en été, la vierge couverte de poussière ; ses yeux sont remplis de larmes, son cœur est plein de chagrin ; son père, Toth, le grand, vient à elle et lui demande : « Pourquoi Isis ma fille, vierge couverte de poussière, tes yeux sont-ils pleins de larmes, et ton cœur plein de chagrin, et le [...] de ta robe souillé ? Trêve de larmes ! » Elle répondit : « Cela ne dépend pas de moi, ô mon père, ô singe Toth, ô singe Toth. J'ai été trahie par ma compagne. J'ai découvert un secret : oui, Nephtys couche avec Osiris [...] Mon frère, le fils de ma propre mère. » Alors, il lui répondit : « C'est une trahison à ton égard, ô ma fille Isis. » Elle lui dit : « C'est une trahison à ton égard, ô mon père, singe Toth, singe Toth, mon père, c'est une grossesse pour moi. »

— Papyrus magique de Paris (extrait), traduction de Alain Verse.

#### Meurtre d'Osiris

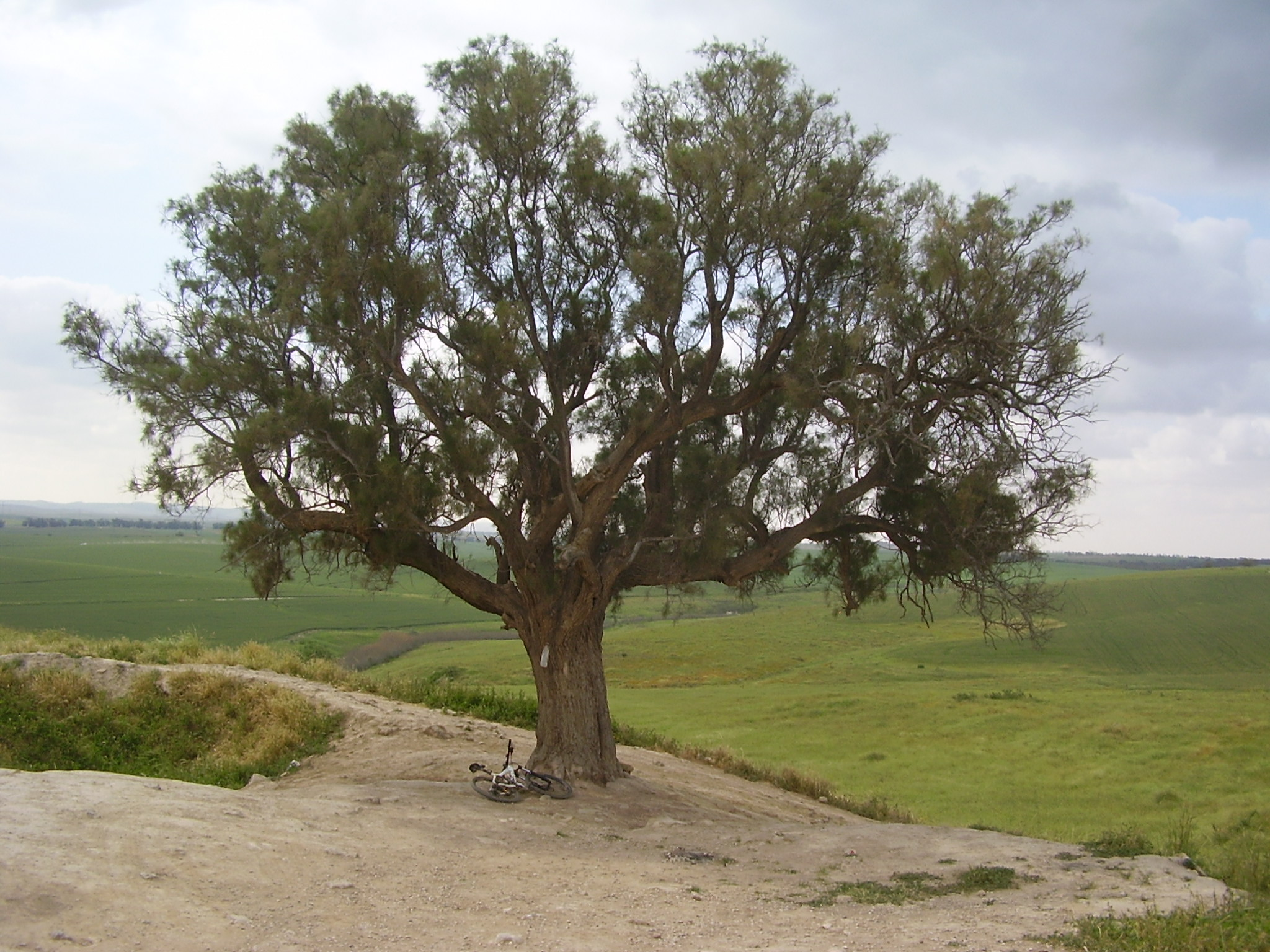
Le tamarix est un arbre associé à Osiris et dont le bois sert à fabriquer les sarcophages.

Un jour, le dieu Seth voulut se débarrasser d'Osiris dont il était jaloux après l'histoire de l'adultère avec Nephtys. Il fit construire un coffre en bois précieux et déclara au cours d'un banquet qu'il l'offrirait à celui dont le corps s'ajusterait exactement à ses dimensions. Osiris, qui était très grand, s'y installa, et aussitôt Seth, aidé de soixante-douze complices, referma le lourd couvercle sur lui et le scella avec des clous et du plomb fondu. Puis Seth et ses complices portèrent le coffre vers la branche tanitique du Nil d'où il dériva jusqu'à la mer Méditerranée. Cet événement se serait déroulé le 17 du mois d'Athyr (19 novembre) en la vingt-huitième année du règne d'Osiris.
La déesse Isis fut informée de l'assassinat alors qu'elle se trouvait dans la ville de Coptos. Elle prit le deuil et se mit à rechercher le corps du défunt. Durant cette quête, Isis apprit par des enfants que le coffre d'Osiris, porté par les courants, se situait en Phénicie, à Byblos, où il s'était encastré dans le tronc d'un tamarix géant. Isis partit alors en barque à la recherche de son époux et arriva jusqu'à Byblos. S'étant fait connaître auprès du roi Malcandre, Isis se fit donner le tronc avec le cercueil et retourna en Égypte. Là, elle cacha la dépouille dans les environs de Bouto dans les marais du delta.
Mais, alors qu'il chassait au clair de Lune, Seth retrouva le corps, qu'il coupa en quatorze morceaux, qu'il dispersa de tous côtés. Isis remonta alors sur sa barque de papyrus à la recherche des morceaux du corps de son bien-aimé, à travers le labyrinthe du marais. Chaque fois qu'elle découvrit un élément, elle fit édifier un tombeau où des prêtres furent chargés d'honorer la mémoire d'Osiris. La seule partie introuvable, malgré tous les efforts d'Isis, fut le membre viril car il avait été mangé par des poissons. Toutefois, il avait eu le temps de donner au fleuve sa force fécondante.

#### Quête d'Isis

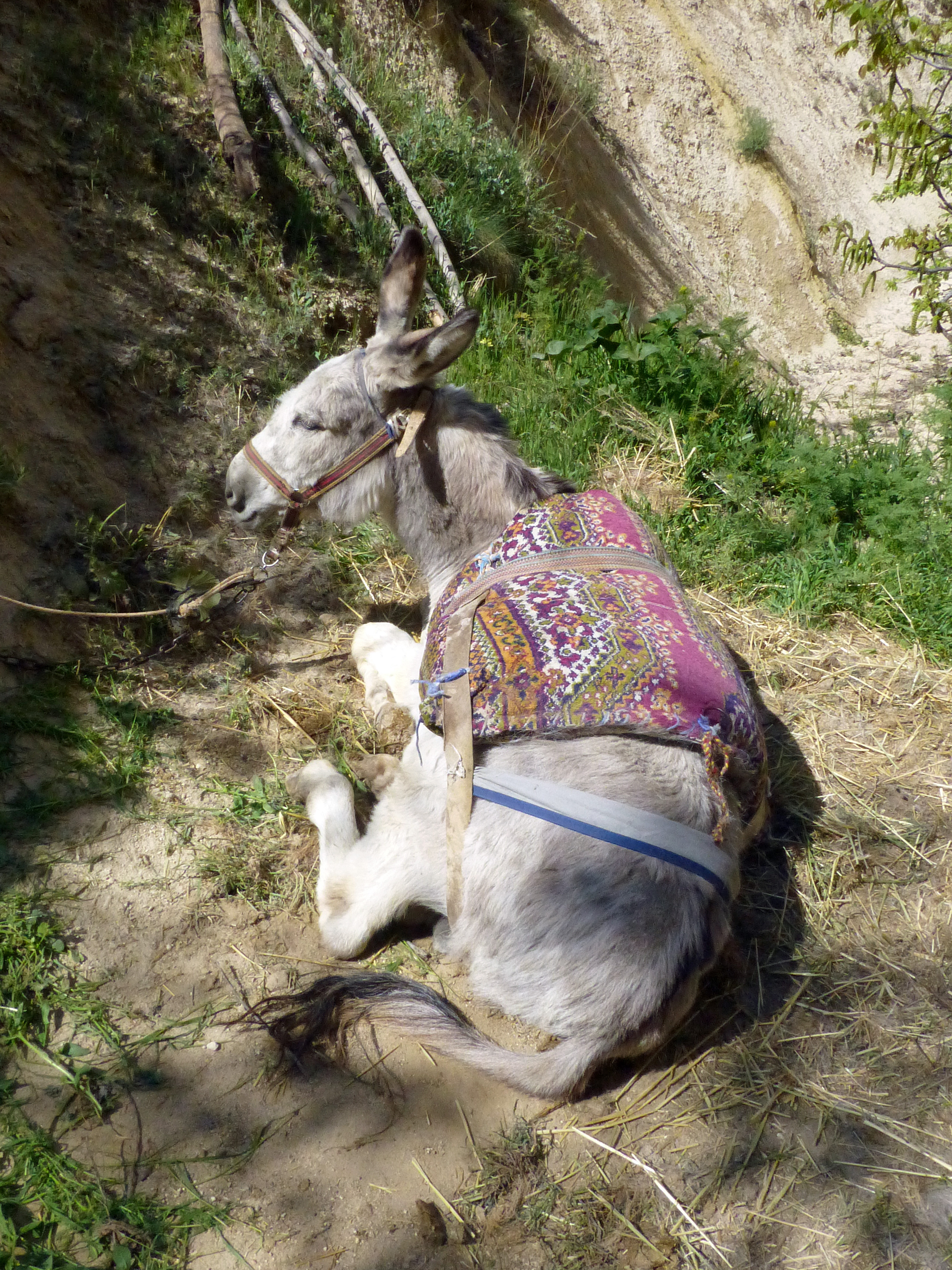
Âne couché à terre.

Rédigé dans la région d'Héliopolis durant le règne de Psammétique Ier, le Papyrus Brooklyn est un texte qui recense les mythes égyptiens des villes et régions du delta du Nil. Plusieurs courtes notices relatent le transport des lambeaux du corps d'Osiris. Dans l'une d'elles, le taureau Mnévis porte sur son dos un paquet où sont rassemblés le foie, les poumons, la rate et les intestins du dieu assassiné. Une autre, lacunaire par endroits, nous renseigne sur le transport d'autres reliques vers la nécropole de Kher-âha (Le Caire). Le paquet est placé sur le dos d'un âne et le voyage s'effectue sous la surveillance des déesses Isis et Nephtys :

« Quant à Sepa c'est Osiris ; on l'appelle le Lambeau. On le mit sur le dos d'un âne, mais il faiblit sous lui et se coucha sur terre. Alors Isis et Nephtys placèrent de la Divine Semence près de son nez ; il se redressa sous lui et se mit en marche immédiatement. Les dieux rassemblèrent ces écoulements des reliques divines d'Osiris, Isis, Nephtys et Tefnout les ayant trouvés dans Létopolis, cachés dans un buisson, ni vu, ni entendu. On l'amena dans la caverne située dans la falaise de Pi-Hapi. Les femmes enveloppèrent l'omoplate-mehaqet et le tibia et en firent une momie que l'on appelle Osiris, placée sur l'échine d'un âne. On le fit monter sur son dos en charge. Mais il se renversa sous lui, tombant à terre. Il faiblit sous lui, ses membres étant fatigués. Alors Isis et Nephtys présentèrent leur semence à ses narines ; il renifla leur [...]. Il se relève après avoir éjaculé. On mit la relique-khem sur son dos, c'est le nom du flagellum. Il se roula en tous sens sur terre ; il se renversa sous lui, tombant à terre. Leurs cuisses s'écartèrent [...] elles avaient refermé la main sur son mufle. »

— Papyrus Brooklyn 47.218.84, § 11. Traduction de Dimitri Meeks.
Dès les Textes des pyramides (XXIVe siècle), une allusion rapporte que Seth, l'assassin d'Osiris, est condamné à porter sur son dos la dépouille de sa victime et qu'il ploie sous la lourde charge. L'âne est généralement considéré comme un animal séthien et, à ce titre, sacrifié lors de célébrations en l'honneur d'Osiris (mois de Khoiak à Edfou). Dans l'épisode relaté par le Papyrus Brooklyn, l'animal n'est pas présenté comme étant maudit. Lorsqu'il défaille sous son fardeau, Isis et Nephtys s'occupent de lui. Elles lui font retrouver ses forces et sa vigueur sexuelle en soulevant leur robe et en exhibant leur intimité sous ses narines. Au Ier siècle, ce rituel génésique est évoqué par Diodore à l'occasion de l'investiture du nouveau taureau Apis : « Pendant les quarante jours indiqués, le taureau sacré n'est visible qu'aux femmes : elles se placent en face de lui et découvrent leurs parties génitales ; dans tout autre moment, il leur est défendu de se montrer devant lui. » (Bibliothèque historique, Livre I, 85.). L'exhibition n'est pas tant destinée à l'animal qu'à l'âme d'Osiris qu'il véhicule. De par son meurtre, le dieu est tombé en langueur et il s'agit de le réveiller en stimulant ses pulsions sexuelles. Cet appel à la vie est probablement inspiré par l'observation du comportement animalier (équidés, bovidés, caprins). Lorsqu'une femelle est en chaleur, elle produit des phéromones spécifiques que le mâle détecte en humant les urines ou l'air (ces odeurs peuvent être transportées à plusieurs kilomètres à la ronde) en retroussant la lèvre supérieure afin de se servir de l'organe voméronasal situé sous la surface intérieure du nez (attitude du flehmen).

#### Lamentations funéraires

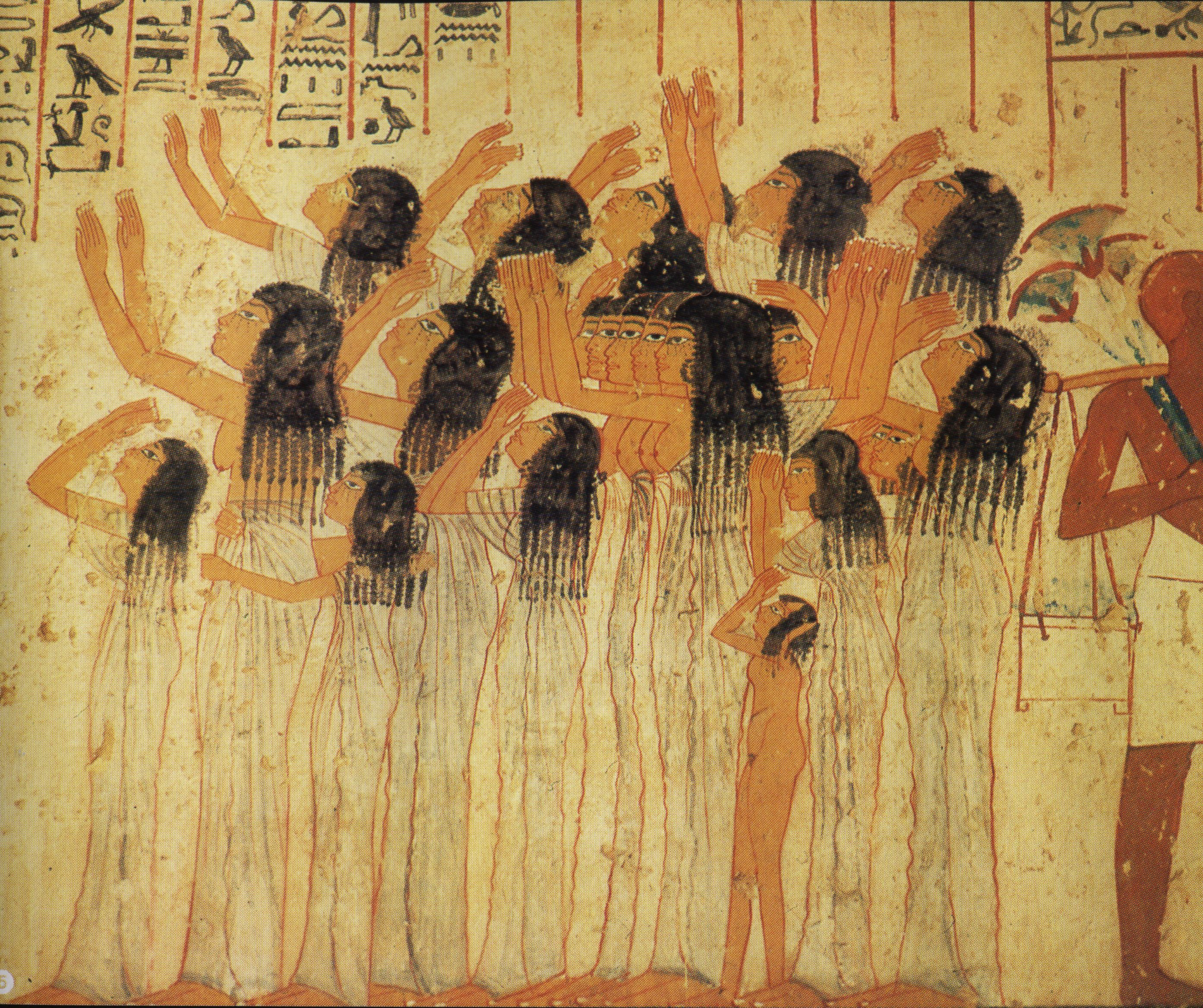
Groupe de pleureuses.

Dans l'Égypte antique, les pleureuses, par leurs cris, leurs lamentations et leurs chants, rythment le transport de la dépouille vers sa dernière demeure. Cette coutume, instituée en l'honneur du défunt, est une pratique qui remonte à la plus haute antiquité. La mort est généralement perçue comme un ennemi impitoyable qui sème la confusion et la douleur. Elle provoque, lors des funérailles, de longues lamentations à la fois sincères et surjouées, surtout de la part de professionnelles engagées pour l'occasion.
Dans les Textes des pyramides, des écrits funéraires destinés aux monarques des Ve et VIe dynasties (vers -2200), les déesses Isis et Nephtys forment le plus souvent une paire. Dans de nombreuses mentions, elles trouvent ensemble le cadavre de leur frère Osiris, le pleurent, s'occupent de lui, exultent après sa momification, l'escortent vers son tombeau et l'accueillent dans l'Au-delà :

« Formule à réciter — Sont ouverts les deux vantaux de la porte du ciel et sont ouverts les deux vantaux des étendues célestes grâce à la compassion des dieux qui sont dans Pé car ils sont venus à l'Osiris Pépi à cause du bruit des pleurs d'Isis, à cause des cris de Nephtys et à cause des lamentations de ces deux Bienheureux pour ce Grand monté dans la Douât. (...) Ton parfum est répandu par Isis puisque Nephtys t'a purifié. Ce sont les deux sœurs, grandes et imposantes, qui ont regroupé tes chairs, qui ont rattaché tes membres et qui ont fait apparaître tes deux yeux dans ta tête, la barque de la nuit et la barque du jour ! »

— Extraits du chapitre 670 des Textes des pyramides. Traduction de Claude Carrier.

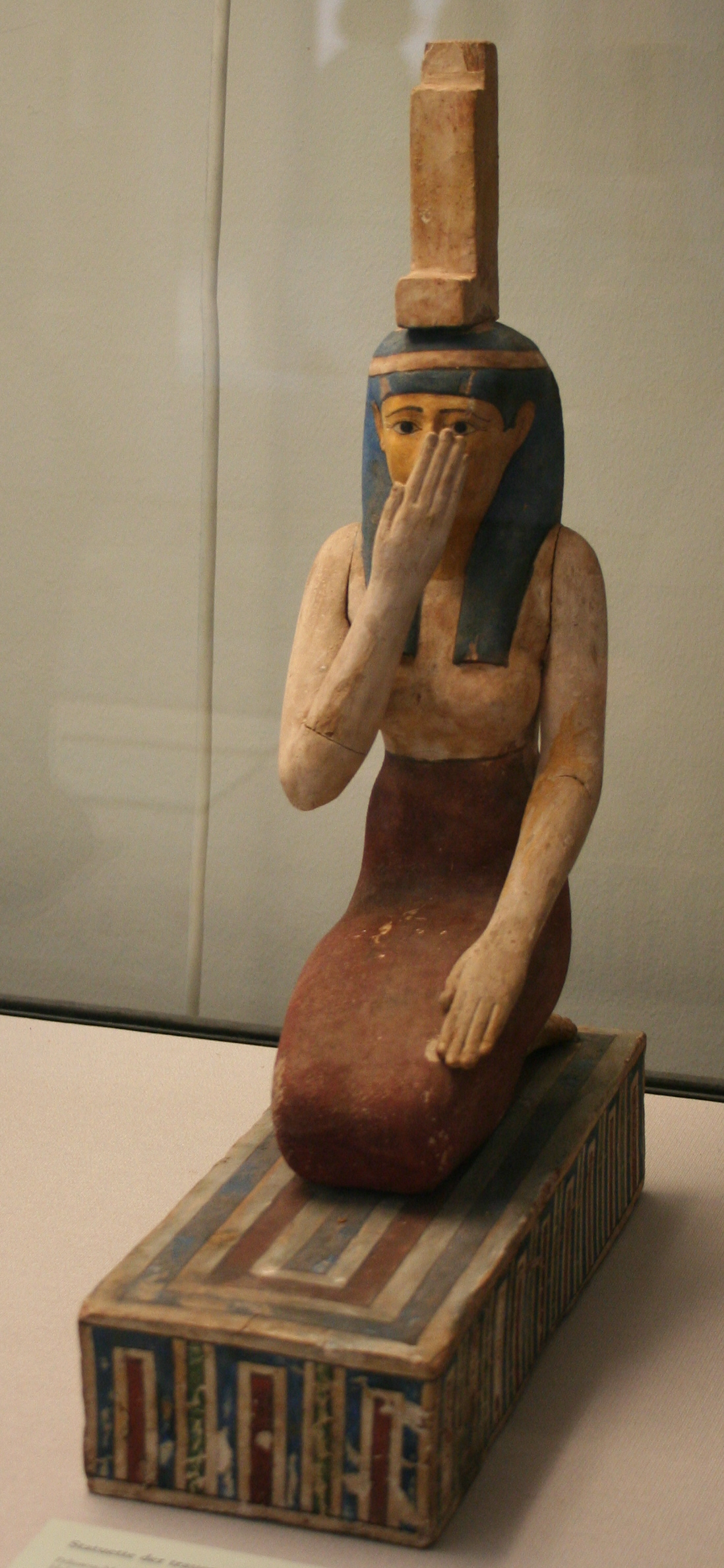
Isis en deuil.

Les lamentations des deux sœurs sont aussi mises en scène lors de grandes festivités religieuses consacrées à la renaissance d'Osiris. Dans la ville d'Abydos, haut lieu de la croyance osirienne, se tenait ainsi chaque année, au sein du temple, un drame sacré mettant en scène deux jeunes vierges chargées de tenir les rôles d'Isis et Nephtys. Entre le 22 et le 26 du mois de Khoiak (en novembre), les deux actrices chantaient au son du tambourin, accompagnées d'un prêtre. Le plus souvent, la représentante d'Isis chante seule mais, très régulièrement, elle entonne un duo avec Nephtys. Le chant est une longue plainte qui évoque la tristesse de la séparation, mais il s'agit aussi d'un appel exhortant le dieu absent à revenir auprès des éplorées :

« (En duo)
Tu as oublié le chagrin, grâce à nous. Nous assemblons tes membres pour toi, dans les lamentations, cherchant à protéger ton corps... Viens-t'en donc vers nous, afin que l'on oublie ton adversaire, Viens-t'en suivant la forme que tu avais sur terre. (...)
(Isis)
Ah ! viens à moi ! Le ciel est uni à la terre, Une ombre est venue sur la terre, aujourd'hui, Et le ciel est collé à la terre. Ah ! viens avec moi ! (...) Ô seigneur de l'amour, Viens à moi (mon) maître, que je te voie aujourd'hui. Mon frère, reviens, que nous te revoyions. (...) »

— Courts extraits des Lamentations d'Isis et de Nephtys. Traduction de Claire Lalouette

#### Naissance d'Horus, fils d'Isis
Dès les Textes des pyramides de l'Ancien Empire, il est formellement attesté que le dieu faucon Horus est le fils du couple que forment Osiris et Isis. La conception d'Horus s'inscrit dans une dimension astrale, son père étant comparé à la constellation d'Orion, Sah en égyptien, c'est-à-dire « L'Orteil » ou « Le Parcoureur », tandis que sa mère, la déesse Isis, est perçue comme étant la personnification de la constellation du Grand Chien, Sopedet en égyptien, « L'Efficace ».
Cette naissance est ensuite réinterprétée et présentée comme une union charnelle posthume où Isis transformée en oiseau-djeryt (ou « milan », une espèce de rapace de taille moyenne) s'accouple avec la momie d'Osiris en se posant sur son phallus. Cet épisode est représenté pour la première fois au Nouvel Empire dans le temple funéraire du roi Séthi Ier, à Abydos. Cette scène est ensuite reprise jusqu'à l'occupation romaine de l'Égypte, par exemple dans la chapelle osirienne située sur le toit du temple d'Hathor, à Dendérah. Dans le Grand Hymne à Osiris de la stèle d'Amenmès, datée de la XVIIIe dynastie et conservée au Musée du Louvre, la déesse Isis est décrite comme une femme dont les deux bras sont comme des ailes d'oiseau. Elle bat des ailes et la légère brise produit un souffle vivificateur qui fait s'animer l'âme d'Osiris ; Osiris revigoré, le couple conçoit Horus, le juste héritier de la charge pharaonique :

« Isis, l'Efficace, la protectrice de son frère, le cherchant sans lassitude, parcourant ce pays en deuil, ne se repose pas qu'elle ne l'ait trouvé. Faisant de l'ombre avec son plumage, produisant de l'air avec ses deux ailes, faisant des gestes-de-joie, elle fait aborder son frère, relevant ce qui était affaissé, pour Celui-dont-le-cœur-défaille ; extrayant sa semence, créant un héritier, elle allaite l'enfant dans la solitude d'un lieu inconnu, l'intronise, son bras devenu fort, dans la Grande Salle de Geb. »

— Extrait du Grand Hymne à Osiris. Traduction de A. Barucq et Fr. Daumas.

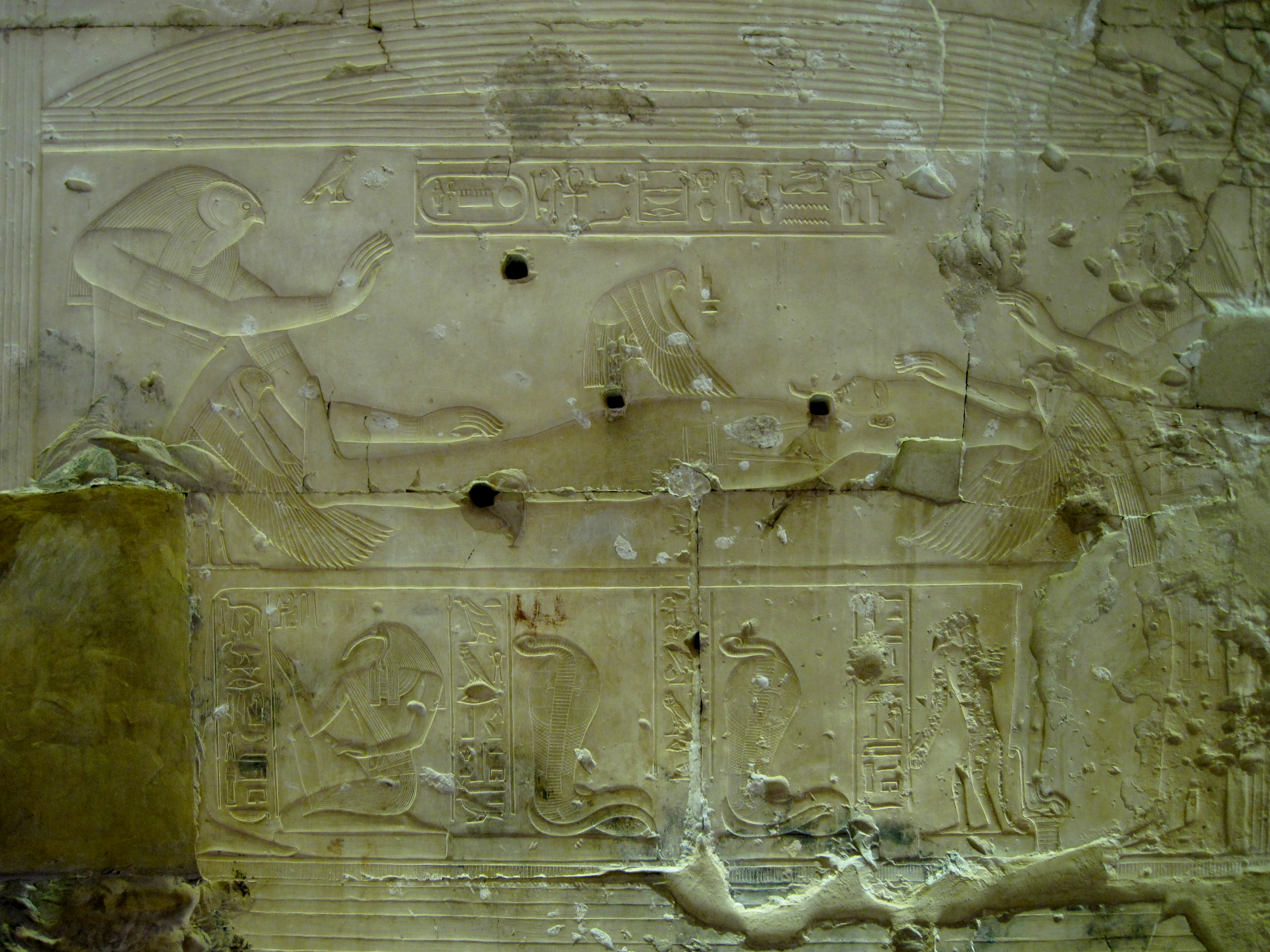
Union posthume d'Osiris avec Isis transformée en milan, (temple funéraire de Séthi Ier).
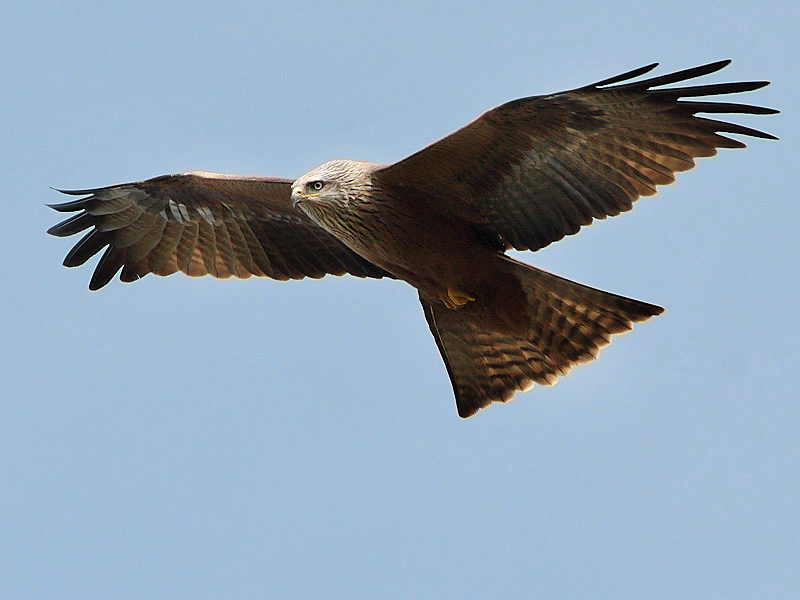
Un milan.
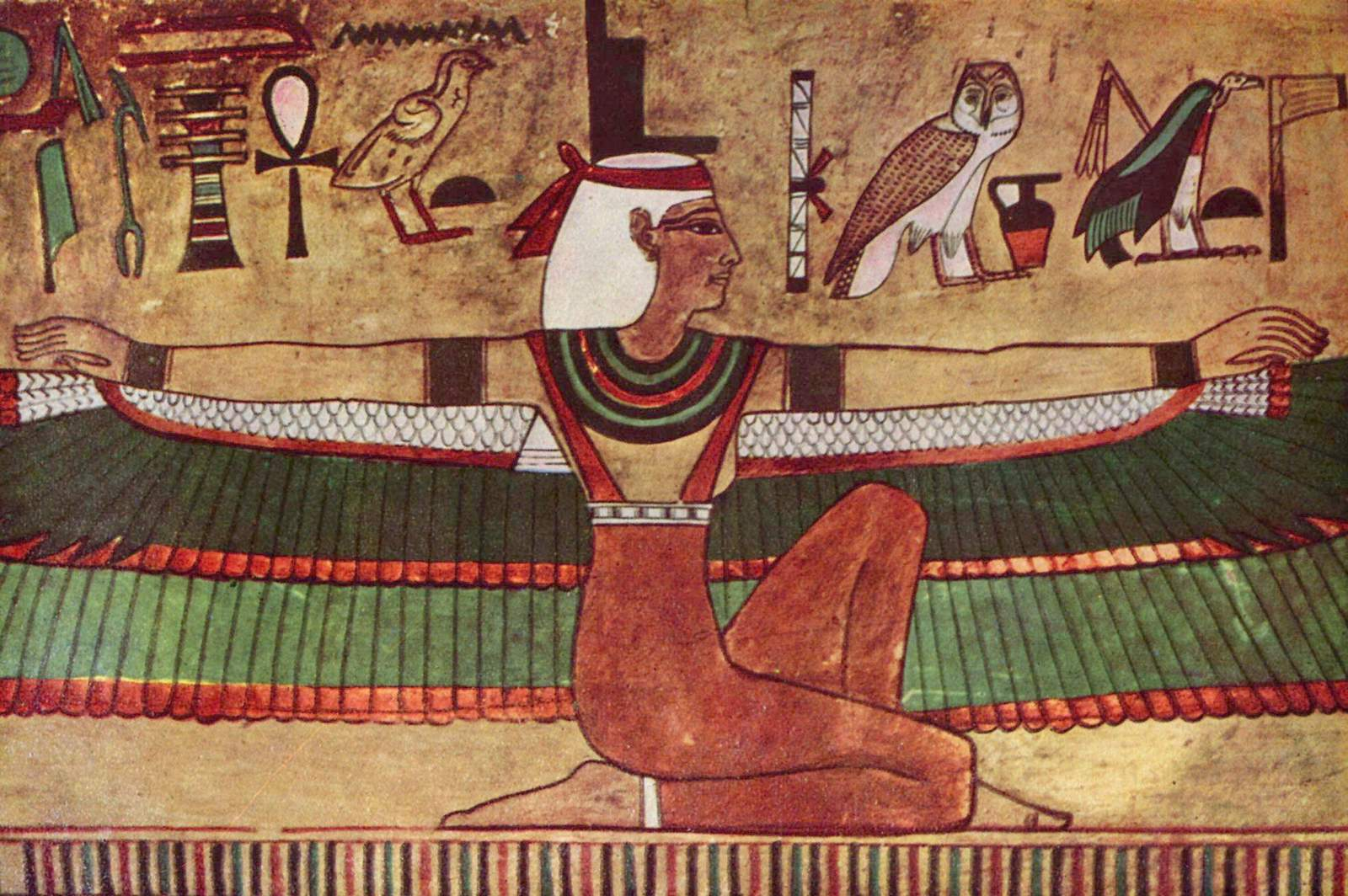
Isis aux bras ailés (peinture murale à Karnak).

#### Les sept scorpions

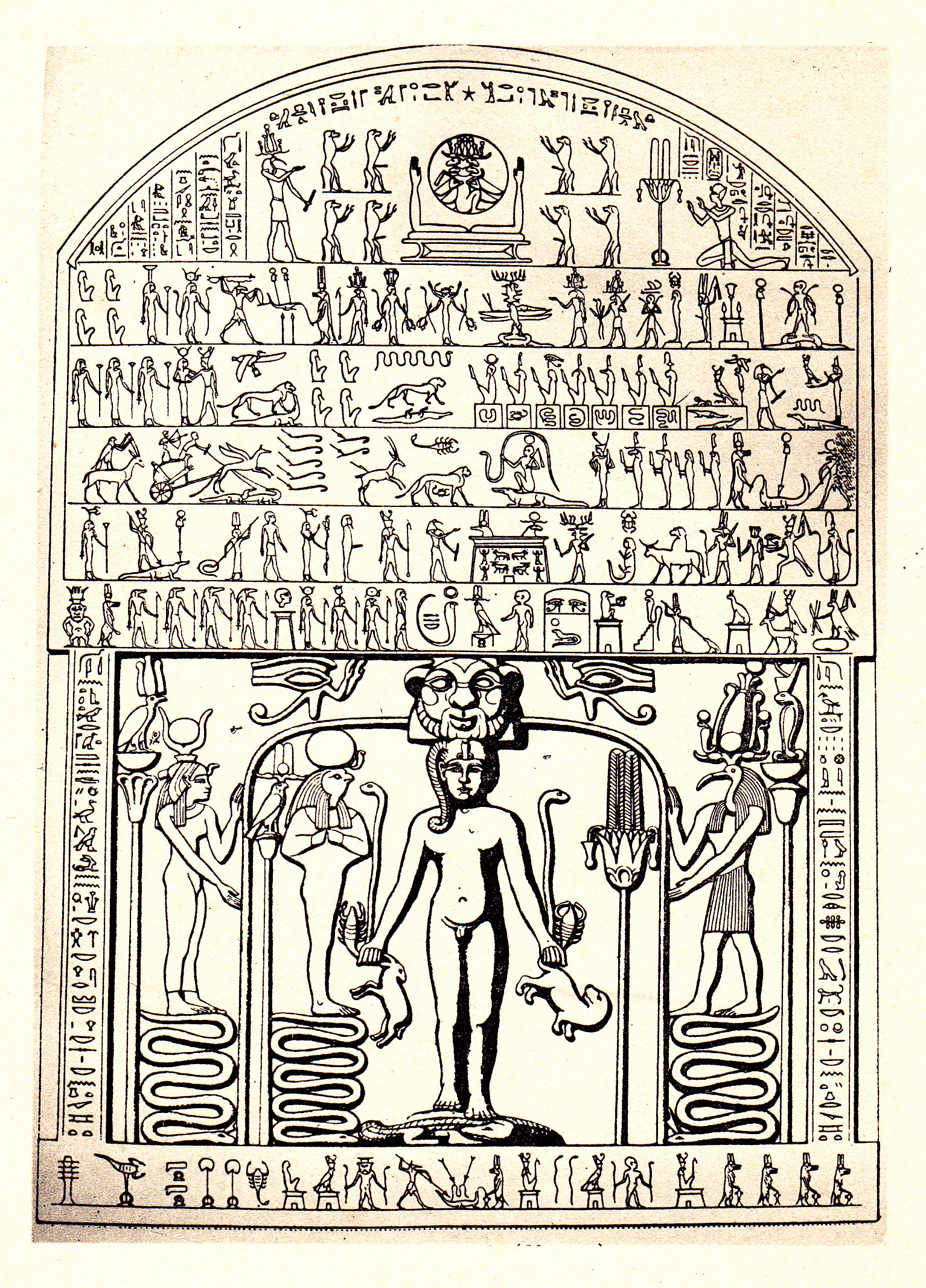
Stèle de Metternich, recto de la partie supérieure (schéma).

La stèle de Metternich, datée du règne de Nectanébo II et conservée au Metropolitan Museum of Art de New York est une pièce archéologique découverte dans l'enceinte du temple de Mnévis, à Héliopolis. Toute sa surface est entièrement recouverte d'images divines et d'inscriptions magiques destinées à soigner les piqûres de scorpions et les morsures de serpents. L'une des formules met en scène un épisode mythologique raconté par la déesse Isis elle-même. L'action se déroule après la mort d'Osiris. Isis réussit à fuir hors de la maison où Seth l'avait assignée à résidence. Le dieu Thot vient à sa rencontre et lui conseille de se cacher avec Horus afin qu'il puisse avoir une chance de grandir et de monter sur le trône d'Égypte. Isis chemine à travers le pays, escortée par sept dangereux scorpions :

« Je me suis mise en route le soir, et les sept scorpions me suivaient pour m'aider : Tefen et Befen étaient derrière moi, Mestet et Mestetef étaient à côté de moi, Petet, Tsetet et Matet me frayaient le chemin. Je leur ai donné des ordres très sévères et mes paroles, ils les ont exaucées : N'obéissez à personne, n'honorez rien qui soit rouge, ne faites aucune différence entre celui qui est élevé et celui qui est simple, soyez humbles tout de suite ! Prenez garde d'accompagner celui qui me cherche, tant que nous ne sommes pas arrivés à Persouï, ville des deux sœurs, au lieu où commencent les marais du delta, jusqu'au bout de la terre sèche ! »

Isis arrive devant une belle demeure. Une noble dame se présente à la porte, mais elle lui ferme la porte effrayée par les sept scorpions. Vexés, les sept scorpions se concertent et réunissent ensemble leurs venins sur le dard de Tefen. Une servante ouvrit la porte pour laisser entrer Isis mais Tefen se glissa dans la maison jusqu'à la chambre du fils de la dame pour le piquer douloureusement. La violence du poison était si forte qu'un incendie se déclara dans la maison. Miraculeusement, la pluie se mit à tomber pour éteindre le feu. Voyant le désespoir de la noble dame, le cœur d'Isis s'émut et fut pris de pitié. La déesse étendit les mains sur l'enfant qui se mourait et conjura le poison :

« Poison de Tefen, viens ici et écoule-toi vers la terre ! n'entre pas dedans et ne te promène pas par là ! Poison de Befen, viens ici et va t'écouler vers la terre ! Je suis Isis, la déesse, la maîtresse de la vertu magique, magicienne dont les formules sont puissantes. Tout reptile qui mord m'obéit. Descends en bas, poison de Mestet ! Ne te hâte pas, poison de Mestetef ! Ne monte pas en haut, poison de Petet et Tsetet ! Ne bouge pas, poison de Matet ! Tombez en bas, bouche de celui qui mord ! Isis la grande sorcière, se tenant debout à la tête des dieux, à laquelle Geb donne sa vertu magique pour expulser le poison, parla. N'aie pas de force ! Arrête ! Retourne ! Enfuis-toi en arrière, poison, ne monte pas en haut ! »

Après quelques autres paroles magiques, le garçon retrouva la santé, la pluie cessa et l'incendie s'éteignit. Désolée d'avoir été acariâtre, la noble dame embrassa Isis et combla la déesse et la servante de magnifiques présents.

#### Horus ou l'enfance menacée

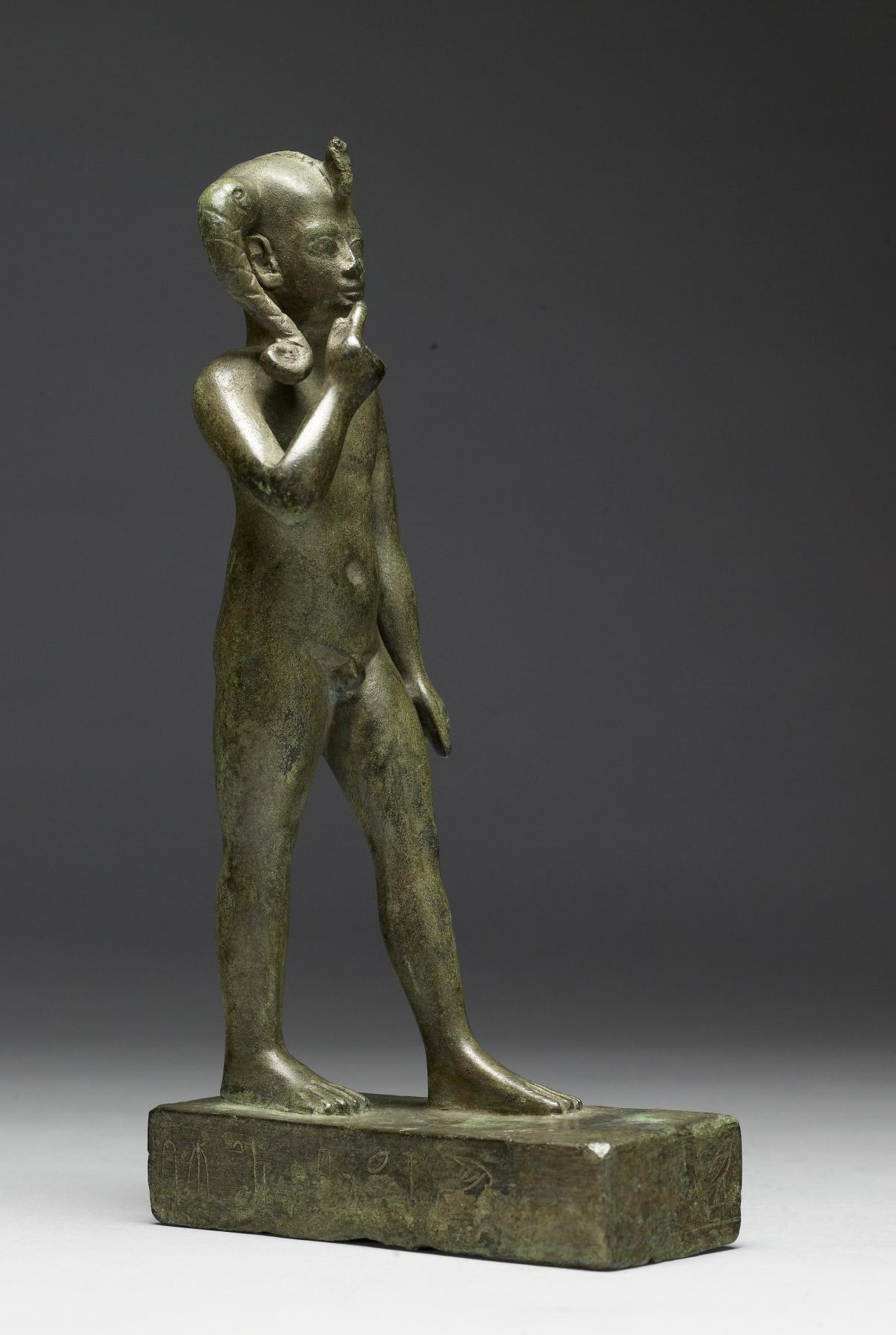
Statuette d'Horus l'enfant.

Depuis les débuts de l'égyptologie de nombreux récits ayant trait à l'enfance d'Horus ont été récoltés, le plus souvent sur des statues magiques ou dans des grimoires destinés à éloigner les esprits malfaisants responsables de terribles maladies. Dans les marais de Chemnis situés autour de la ville de Bouto, Horus, caché du terrible Seth et délaissé par sa mère Isis occupée à trouver des moyens de subsistance, est la victime de piqûres de scorpions, de morsures de serpents, de fièvres, de diarrhées, de mutilations, etc. Ces nombreuses mésaventures font du petit dieu le prototype de l'enfant malingre, frêle, innocent et sans défense. Toutefois, il apparaît aussi comme un jeune être qui arrive à surmonter chacune de ses souffrances, les autres divinités agissant toujours magiquement en sa faveur, Isis et Thot en premier lieu.
Une formule magique de la stèle de Metternich rapporte qu'un jour la déesse Isis laissa seul le petit Horus pour partir mendier de la nourriture auprès des habitants de Bouto. Le soir, elle retrouva son fils inanimé proche de la mort. Désespérée, Isis chercha de l'aide auprès des Égyptiens. Personne ne parvint à le guérir mais une vieille femme lui dit qu'il ne s'agissait pas d'une attaque de Seth, mais que son fils avait été piqué par un scorpion. Les plaintes d'Isis firent accourir Nephtys et Serket. Cette dernière conseilla aussitôt à la mère en détresse de faire appel à Rê. Ému par le désespoir d'Isis, le dieu solaire arrête sa course, s'immobilisa dans le ciel et envoya Thot auprès du jeune agonisant. Après de nombreuses paroles incantatoires, Thot réussit à évacuer le poison du corps d'Horus qui aussitôt retourna à la vie. Ceci fait, Thot ordonna aux habitants de Bouto de veiller constamment sur le jeune dieu en l'absence d'Isis. Il retourna ensuite auprès de Rê dans le ciel et annonça à son maître que la course solaire pouvait à présent se poursuivre normalement.

#### Décapitation d'Isis par Horus en colère
La décapitation d'Isis est un épisode mythologique attesté dès le Moyen Empire par trois allusions figurant dans le chapitre 80 des textes des sarcophages, un corpus de textes funéraires utilisé par les notables de la Moyenne-Égypte :

« N est Vie qui a reconstitué les têtes, qui a rétabli les nuques. C'est N qui fait vivre les gosiers ! J'ai reconstitué Atoum. J'ai rétabli la tête d'Isis sur son cou après que j'eus reconstitué la colonne vertébrale de Khépri à son bénéfice. »

— Extrait du chap. 80 des textes des sarcophages, traduction de Claude Carrier.
Par la suite, à partir du Nouvel Empire, le mythe s'expose dans de véritables récits ; le plus fameux est Les Aventures d'Horus et Seth consigné sur le Papyrus Chester Beatty 1. Pour savoir qui des deux est le plus apte à succéder à Osiris, le vigoureux Seth lance un défi au jeune Horus. Les deux dieux prennent l'apparence d'hippopotames puis plongent dans les eaux du Nil afin de s'affronter en un duel à mort. Si l'un d'eux émerge hors des flots avant trois mois pleins, celui-là n'est pas digne de la fonction royale. Cet affrontement est aussi consigné sur le calendrier du Papyrus du Caire no 86637. D'après ce dernier document, l'affrontement se déroula le vingt-sixième jour du premier mois de la saison d'Akhet (le premier mois de l'année égyptienne) situé au début de la crue du Nil vers les mois de juillet-août. La déesse Isis, restée sur le rivage du fleuve, prend peur et craint pour la vie de son fils Horus. Très vite, elle confectionne un harpon magique qui atteint tout seul sa proie :

« (...) Ils plongèrent, les deux hommes. Et Isis se mit à se lamenter : « Seth veut tuer Horus, mon enfant. » Elle apporta une pelote de fil. Elle fit alors une corde, puis amena un deben de cuivre, le fondit en arme pour l'eau, y noua la corde et la lança dans l'eau à l'endroit où Horus et Seth avaient plongé. Mais le métal mordit le corps de son fils Horus. Si bien qu'Horus hurla : « À moi, mère Isis, ma mère, appelle ton harpon, détache-le-moi de moi. Je suis Horus, fils d'Isis ». À ces mots, Isis cria, et dit au harpon qu'il se détache de lui : « Comprends que c'est mon fils Horus, mon enfant, celui-là ». Et son harpon se détacha de lui.

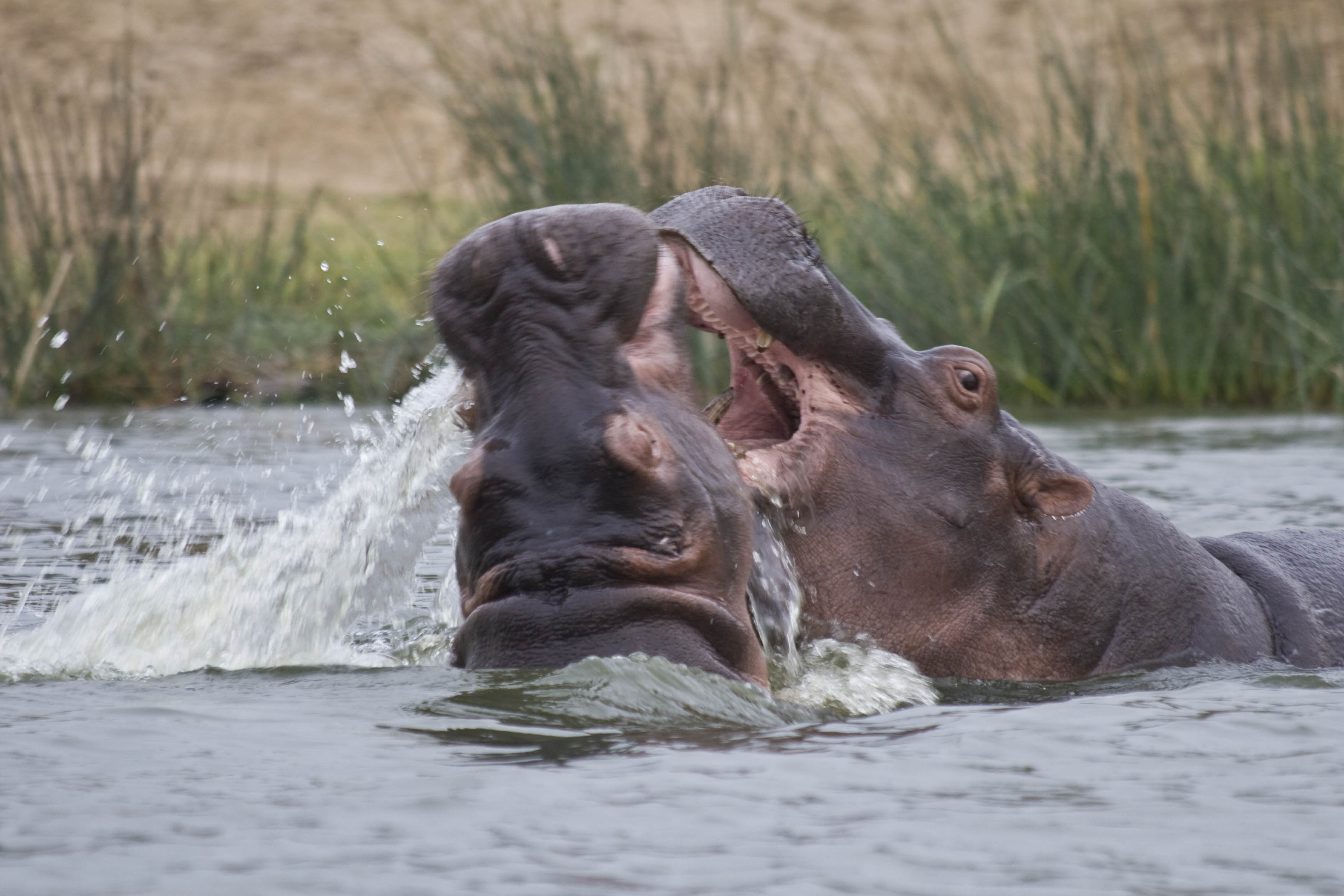
Combat d'Horus et Seth transformés en deux hippopotames.

Elle le lança à nouveau dans l'eau et il mordit le corps de Seth. Mais Seth poussa un grand cri : « Que t'ai-je fait, sœur Isis ? Appelle ton harpon, détache-le de moi. Je suis ton frère utérin, Isis ». Elle en éprouva en son cœur un immense chagrin pour lui. Et Seth l'appela en disant : « Est-ce que tu aimes l'étranger plus que ton frère utérin, Seth ? » Aussi Isis appela ainsi son harpon : « Détache-toi de lui. Comprends que c'est le frère utérin d'Isis, celui dans lequel tu as mordu ». Alors, le harpon se détacha de lui.
Horus, fils d'Isis, se mit en colère contre sa mère Isis et sortit, la face furieuse comme celle d'un léopard, son couteau à la main, de seize deben ; il enleva la tête de sa mère Isis, la prit dans ses bras et grimpa sur la montagne. Isis se métamorphosa en statue de pierre qui n'avait pas de tête. Aussi Rê-Harakhty dit-il à Thot : « Qui est cette femme qui est arrivée, qui n'a pas de tête ? ». Thot lui répondit : « Mon bon maître, c'est Isis la Grande, la mère, cette femme, à qui Horus, son enfant, a enlevé la tête » (...). »

— Les aventures d'Horus et Seth (extrait). Traduction de Michèle Broze.

#### Tête de vache
La décapitation d'Isis par Horus, consignée dans le papyrus des Aventures d'Horus et Seth, n'indique pas comment la déesse a recouvré la vie ni comment elle s'est retrouvée avec une nouvelle tête sur ses épaules. Au IIe siècle de notre ère, le grec Plutarque dans son traité Sur Isis et Osiris, mentionne de manière déguisée cet épisode, en prévenant toutefois le lecteur que les Égyptiens, eux, ne répugnent pas à narrer des épisodes mythiques mettant en scène le démembrement d'Horus et la décapitation d'Isis :

« Un grand combat se livra ; il dura plusieurs jours et se termina par la victoire d'Horus. Typhon garrotté fut remis entre les mains d'Isis. Mais la déesse ne le fit point périr ; elle le délia et lui rendit la liberté. Horus en conçut une indignation excessive ; et, portant la main sur sa mère, il arracha le bandeau royal qu'elle avait sur la tête. Hermès alors, pour remplacer ce bandeau, la coiffa d'un casque à tête de vache. »

— Plutarque, Isis et Osiris, extrait du paragraphe 19. Traduction de Mario Meunier.

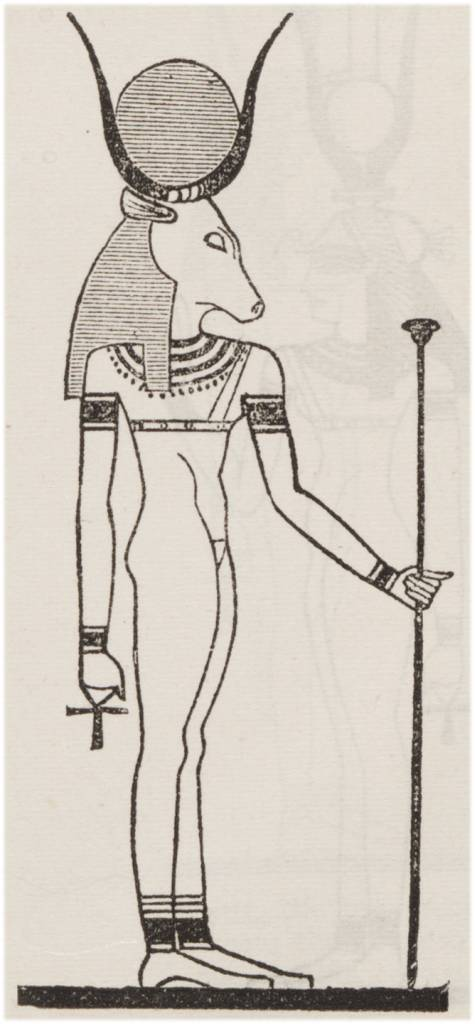
Isis-Hathor à tête de vache.

À l'époque gréco-romaine, ces données mythologiques apparaissent d'une manière plus explicite dans le Papyrus Jumilhac, une monographie religieuse consacrée aux légendes de la Cynopolitaine, une région égyptienne placée sous la protection active d'Anubis, le fils adoptif d'Isis. Ici, le mythe mêle différentes traditions. Le coupable de la décapitation est le dieu faucon Anty assimilé à Horus et à Anubis, tandis que la victime est la déesse Hathor, assimilée à Isis et à la vache Hésat. Anty ayant décapité Hathor-Isis (Jumilhac IX, 1 et XII, 22) dans la ville d'Atfieh (Aphroditopolis), le dieu soleil Rê le condamne à mort par écorchement, le bourreau étant le dieu Thot. Mais la vache Isis-Hésat, qui entre-temps a retrouvé la vie et émue par le triste sort de son assassin, fait revivre Anty-Horus en plaçant ses os dans sa peau (telle une nébride) et en aspergeant le tout de son lait maternel :

« Quelqu'un en vint à commettre, dans le nome d'Aphroditopolis, ce crime, qui eut lieu dans le temple d'Hathor, dame de Mefkat. Rê et l'Ennéade, après l'avoir appris, en éprouvèrent, au plus haut point, de la colère et de l'indignation. Et Rê dit à l'Ennéade : « Quant à ses chairs et à sa peau, sa mère les a créées avec son lait ; quant à ses os, ils existent grâce à la semence de son père. Aussi qu'on éloigne de lui sa peau et ses chairs, ses os restant en sa possession ». (...) Alors, [Rê] se dirigea vers le nome de Dounâouy, avec les dieux de sa suite, Thot étant à leur tête, sa peau étant avec lui. Le cœur de Hésat fut heureux à cause d'elle. Elle fit, de nouveau jaillir son lait pour lui, afin de renouveler sa naissance, et elle fit monter le lait au bout de ses seins, et elle les dirigea vers sa peau, en cet endroit, en y faisant couler le lait. (...) [Horus] fut là, en bonne santé, ses chairs s'étant, de nouveau, affermies pour lui, et sa forme ayant été, de nouveau, mise au monde. Sa mère, Isis, le regarda comme un jeune enfant, après avoir renouvelé sa naissance dans ce nome (...) »

— Extraits du Papyrus Jumilhac (XII,22-XIII,10). Traduction de Jacques Vandier.
Un autre passage du Papyrus Jumilhac indique que la déesse retrouva la vie dans la ville de Niout-net-ihet, c'est-à-dire la « Ville de la Vache ». L'archéologie n'a pas encore découvert cette localité, mais il faut probablement la situer sur une île qui existait près de Tehnéh. Le dieu Thot coupa la tête d'une vache et la plaça sur le corps décapité d'Isis. Après plusieurs incantations, la déesse se mit à revivre :

« La déesse qui s'y trouve est Isis, de la ville de la vache (...) Quant à cette ville de la Vache qui a donné son nom à ce district, c'est (une allusion) à la vache qui fut trouvée par Thot dans cette ville. Il avait rapporté sa (= la tête de la vache) tête, qu'il avait placée sur le cou de cette déesse, après qu'un crime en fut venu à être commis dans le district d'Aphroditopolis. Mais il (= Thot) la (= la tête) réunit au cou, grâce à ses glorifications. »

— Extraits du Papyrus Jumilhac (XXI,1-9). Traduction de Jacques Vandier.

### Lieux de cultes
Tout au long de l'histoire de l'Égypte antique, la déesse Isis a bénéficié de nombreux lieux de culte, grands ou petits, disséminés le long de la vallée du Nil. Les hauts lieux de la croyance ont été le temple de la ville de Per-Hebyt (Isiospolis en grec ; Behbeit El-Hagara en arabe) et le temple de l'île de Philæ. Si le premier n'est plus qu'une ruine de blocs épars, le second a admirablement résisté au temps.

#### Culte national

##### Basse-Égypte

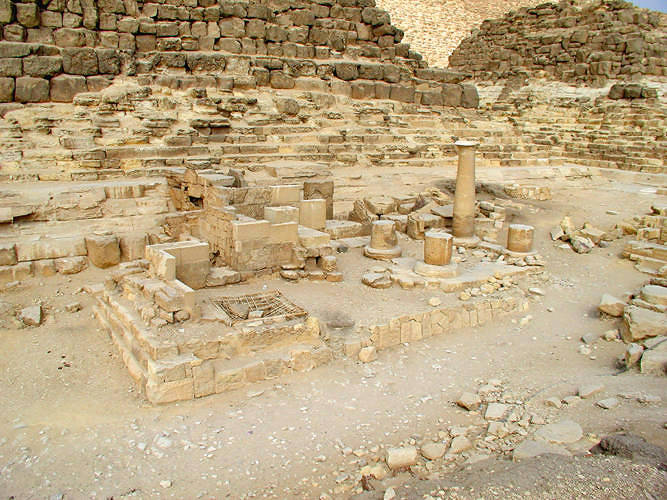
Ruines du temple d'Isis devant la pyramide de Hénoutsen.

La plus ancienne mention d'un sanctuaire dédié à Isis remonte à l'époque de l'Ancien Empire et se trouve dans les textes des pyramides selon lesquels un temple se trouverait dans la ville de Netjerou dans le 12e nome de Basse-Égypte. Il s'agit probablement de l'actuelle localité de Behbeit El-Hagara située non loin de Bousiris, cité majeure du 9e nome consacré à Osiris. Durant le Moyen Empire, Behbeit el-Hagara est probablement le principal lieu de culte d'Isis. Son culte est toutefois aussi attesté dans le 13e nome où elle est associée à la déesse chatte Bastet. Les prêtres d'Héliopolis, ville du dieu solaire Atoum-Rê l'intègrent dès la Ve dynastie à leur croyance en faisant d'elle l'une des neuf divinités de l'Ennéade. À la même époque, la présence d'Isis est aussi attestée dans le 1er nome et plus particulièrement à Memphis, la capitale du pays. À Gizeh, à partir de la XVIIIe dynastie, la chapelle de la pyramide de Hénoutsen, épouse de Khéops est modifiée et dédiée à « Isis, Maîtresse de la Pyramide ».

##### Haute-Égypte

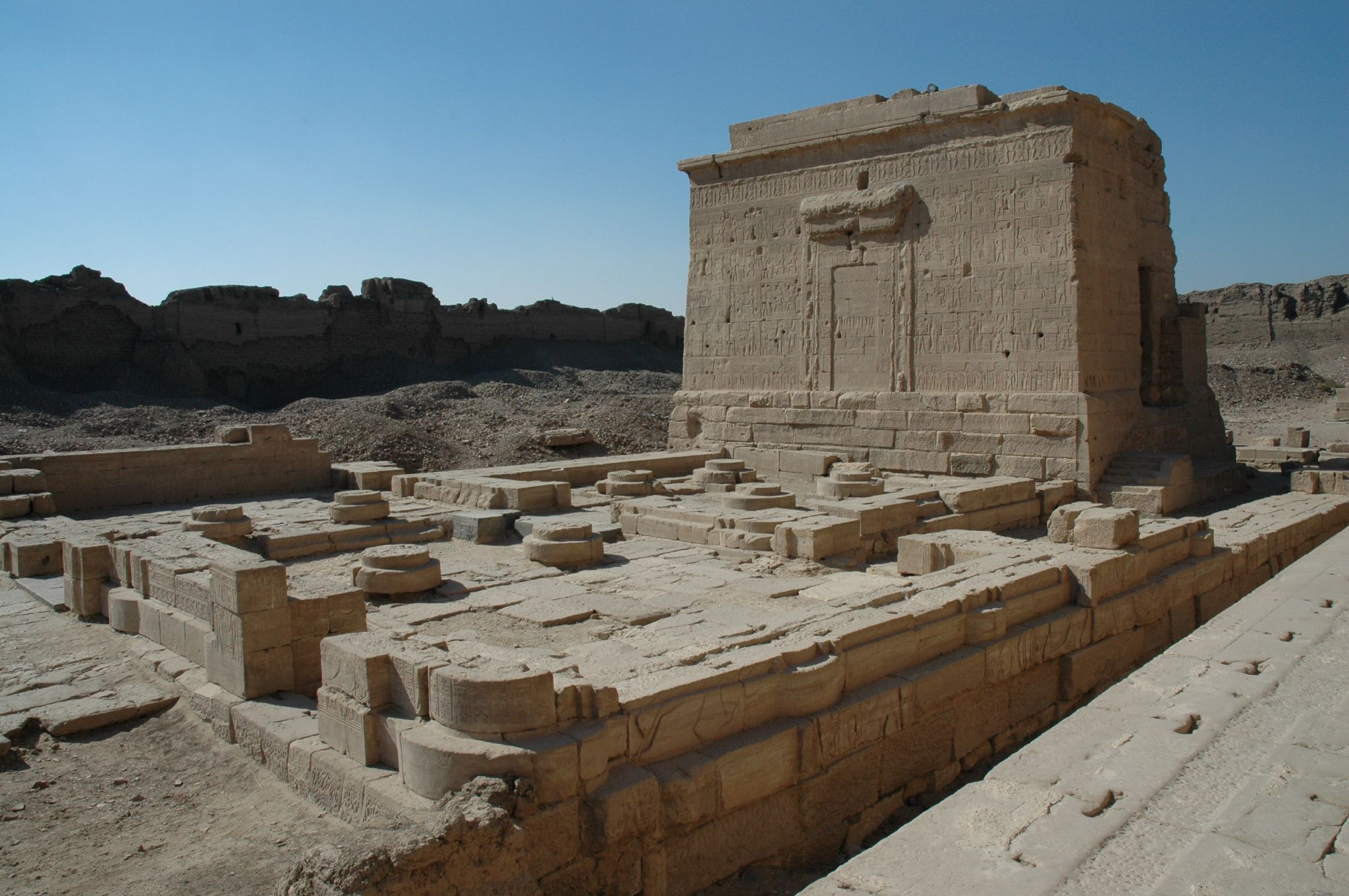
Vestiges du temple d'Isis à Dendérah.

En Haute-Égypte, le culte d'Isis est omniprésent. Dans le 9e nome, elle est vénérée à Akhmîm (Panopolis), la ville du dieu ithyphallique Min. Dans le 8e nome, à Abydos, haut lieu du culte osirien, Isis est naturellement présente. Sous la XIXe dynastie, le temple de Séthi Ier réserve à Isis l'une de ses sept chapelles intérieures. Dans le 6e nome, à Dendérah, Isis est assimilée à la sensuelle Hathor. Sous la domination romaine (règne d'Auguste), un petit sanctuaire à Isis est édifié pour commémorer sa naissance : le Mammisi ou Iséum de Dendérah. Dès l'Ancien Empire, Isis est aussi révérée dans les villes de Qûs et Coptos du 5e nome. À partir du Moyen Empire, son culte est aussi attesté à Nekhen (3e nome) et à Edfou (2e nome). Le temple le plus considérable se trouve dans le 1er nome, à Philæ actif à partir de la XXVIe dynastie. En amont de l'Égypte, en Nubie, la déesse Isis apparaît aux côtés d'autres divinités égyptiennes dans une série de temples édifiés le long du Nil ou creusés dans les falaises à partir du Nouvel Empire, à Debod, à Bouhen, à Abou Simbel, etc. Son culte est aussi adopté par les rois africains de Kerma et Méroé, indépendants après la XXVe dynastie,.

#### Isiospolis

##### Splendeur disparue

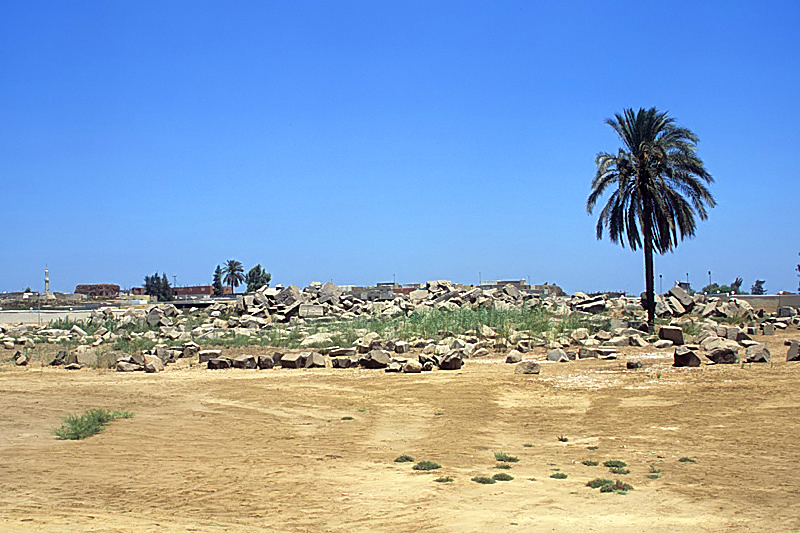
Ruines du temple de Behbeit El-Hagara.

Dans le nord de l'Égypte, au cœur du delta du Nil se trouvait le temple d'Isis de l'antique Isiospolis, la « Ville d'Isis », située entre les localités de Mansourah et Samanoud (Sebennytos). Cette cité est maintenant connue sous le nom de Behbeit el-Hagar (« Behbeit-les-Pierres »). La bourgade doit son nom arabe au toponyme égyptien Per-Hebyt « la demeure de la fête », souvent abrégé en Hebyt et attesté depuis le règne d'Amenhotep III (XVIIIe dynastie). Son patrimoine antique est aujourd'hui très dégradé ; el-Hagar « les Pierres » provient des nombreux et énormes blocs de granite gris et rose d'Assouan qui s'amoncellent sur le site et seuls restes du temple écroulé. Il est fort probable que le temple ait été construit avec ce matériau pour le lier à la cataracte d'Assouan où Isis et Osiris étaient respectivement vénérés sur les îles de Philæ et Biggeh. 

##### Iséum
(Coordonnées géographiques : 31° 01′ 40″ N, 31° 17′ 22″ E)
Le temple d'Isis de Behbeit El-Hagara, aussi connu sous le nom latin d'Iséum, est un édifice tardif entièrement bâti en pierres granitiques. Ce lieu saint n'existe plus mais ses vestiges sont conservés sur un site archéologique de près de 7,6 hectares de superficie. D'après les relevés de l'égyptologue française Christine Favard-Meeks, les dimensions du temple étaient d'environ 100 mètres de long sur 60 mètres de large. Le sanctuaire était précédé d'un pronaos (ou salle hypostyle) d'une dizaine de colonnes ; plus aucune n'est intacte mais leur diamètre peut être estimé à 1,50 mètre. On suppose aussi l'existence d'un pylône d'entrée monumental. Le temple et ses dépendances (administration et entrepôts) étaient enserrés dans une vaste enceinte. Cette muraille était construite en brique crue à assises ondulées typique du règne de Nectanébo Ier. D'après les cartouches royaux gravés sur les blocs de pierres, le temple a été édifié au cours des IVe et IIIe siècles av. J.-C. par Nectanébo II, dernier souverain indigène, et par les pharaons lagides Ptolémée II et Ptolémée III. Le temple a été très tôt réduit à l'état de ruine, peut-être à la suite d'un séisme ravageur car plus aucune attestation n'est ultérieure au règne de Ptolémée III. Il est cependant probable que le temple écroulé ait continué à bénéficier de la visite de pèlerins et de dévots après sa destruction. Un de ses blocs a ainsi été envoyé en Italie pour servir de relique dans le temple d'Isis édifié au Ier siècle à Rome, la capitale de l'Empire romain.

Vestiges de l'Iséum
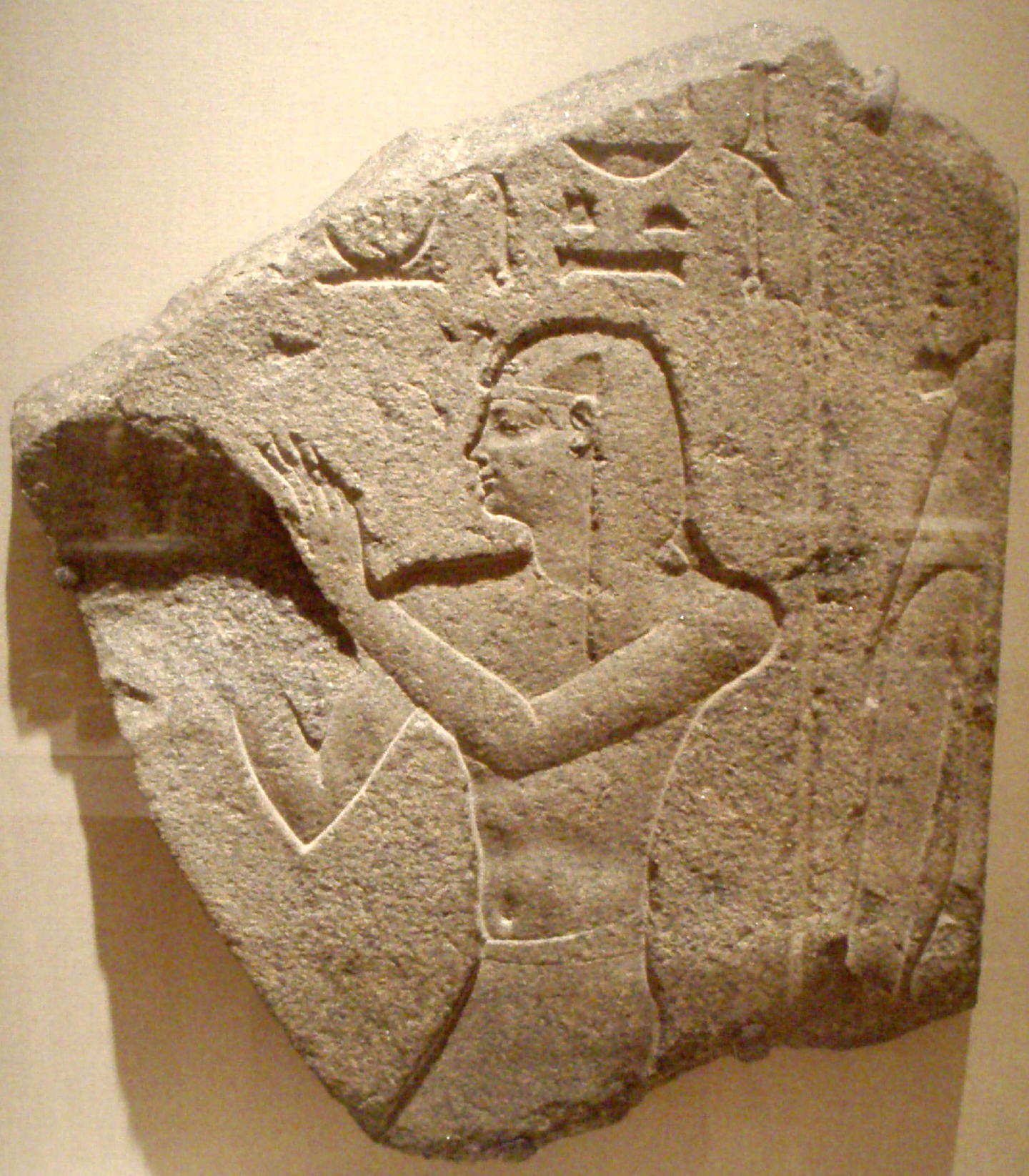
Le pharaon Ptolémée II.
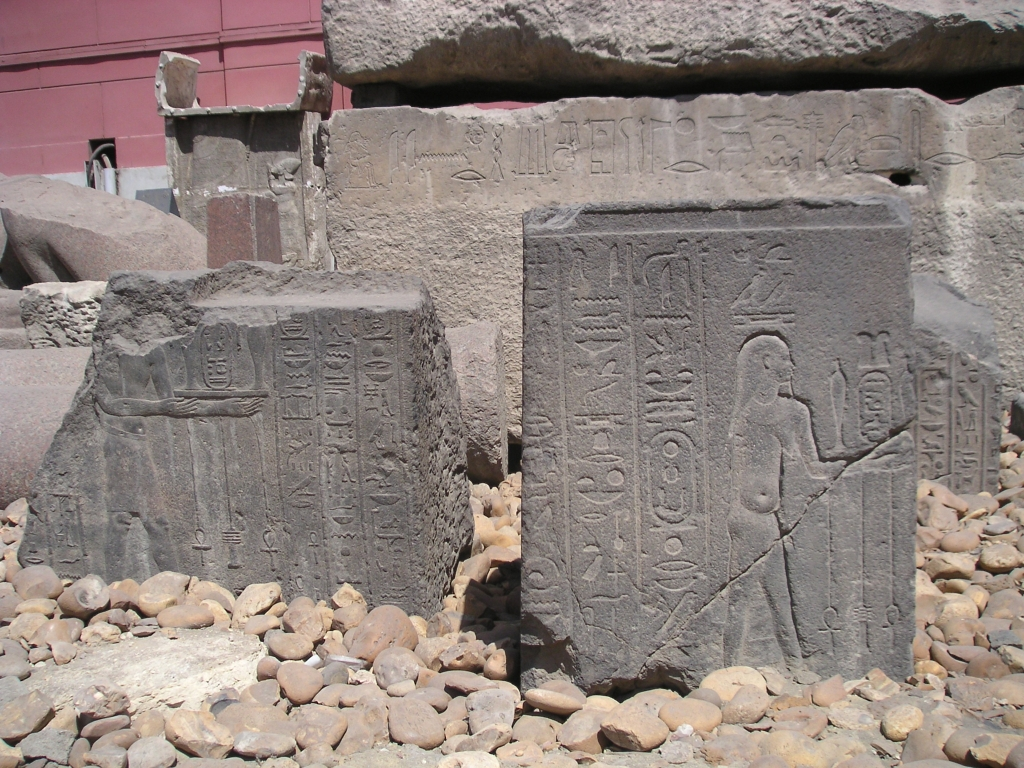
Blocs de pierre conservés au Caire.
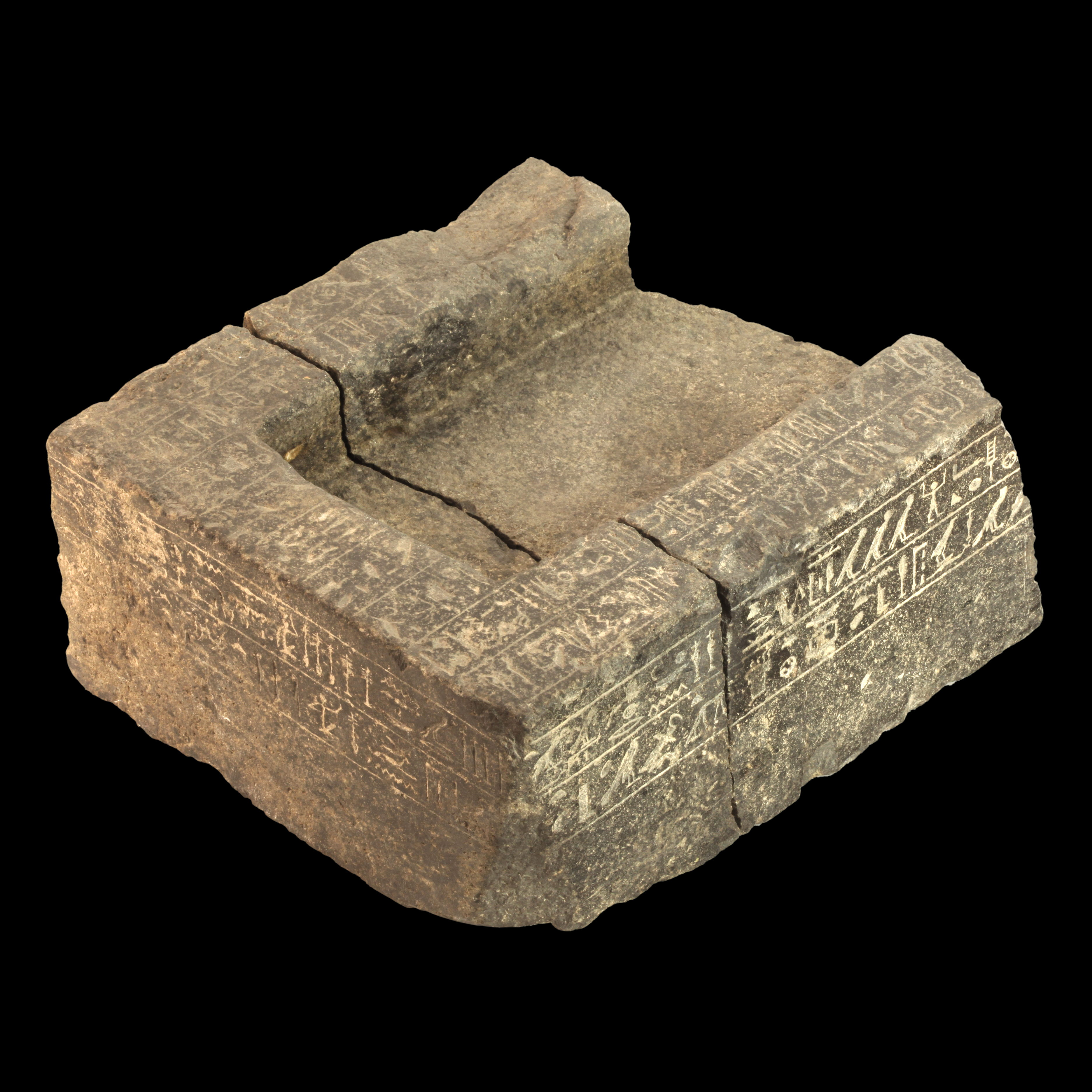
Base de statue conservée à Lyon.

##### Renaissance osirienne
L'examen des vestiges de l'Iséum de Behbeit el-Hagar montre que la théologie locale imaginait Isis comme une puissante divinité primordiale et universelle égalant en puissance le dieu créateur Atoum. Isis est plus particulièrement chargée de protéger et de vivifier la momie de son frère Osiris et, partant de là, tous les pharaons défunts. Osiris occupe par conséquent une place de choix dans le temple. Plusieurs chapelles lui sont consacrées au fond du temple, derrière le saint des saints, ainsi que sur le toit auquel on pouvait accéder grâce à un escalier monumental. Chaque chapelle osirienne rendait un culte à une forme particulière du dieu ; celle dédiée à « Osiris qui s'éveille bien portant » condensait des croyances issues de tout le Delta, la religion égyptienne s'organisant autour de croyances locales et d'épisodes mythiques aux nombreuses variantes,.

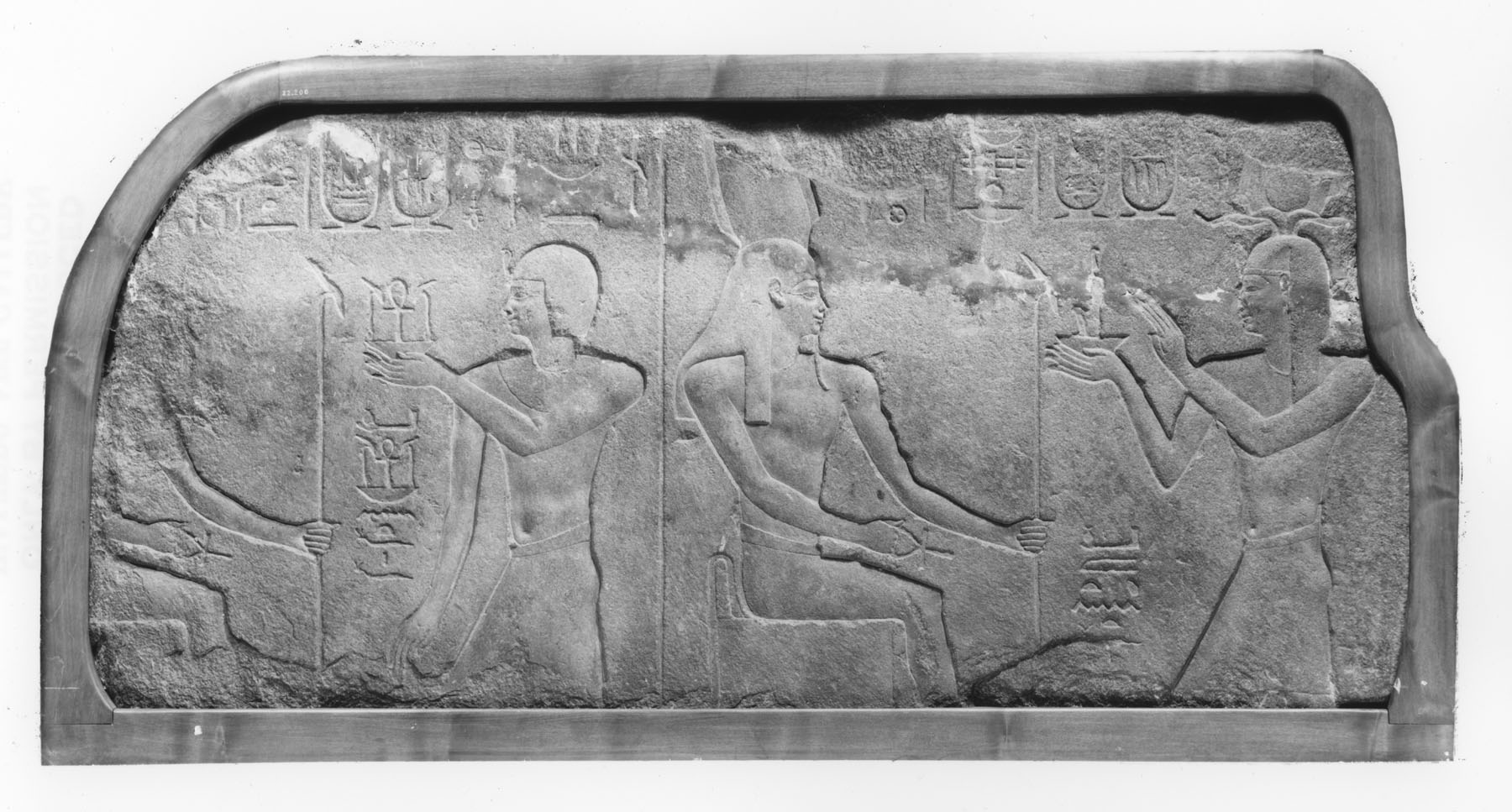
Ptolémée II faisant une offrande à Osiris, bloc de l'Iséum conservé à New York.

#### Philæ

##### Sauvé des eaux

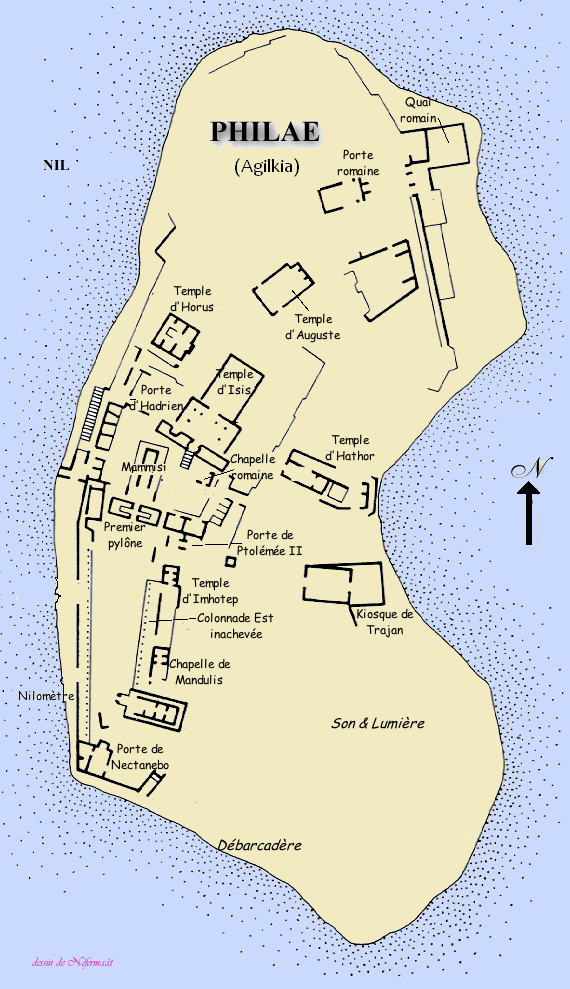
Plan du sanctuaire d'Isis sur l'île de Philæ/Aguilkia.

Dans le sud de l'Égypte, en territoire nubien, l'ancienne île de Philæ, longue de 300 mètres et large de 135 mètres, est à présent submergée sous les eaux du lac Nasser. Elle était située à cinq kilomètres au sud de la ville d'Assouan et près de la première cataracte du Nil où le cours du fleuve est encombré d'îles et d'îlots granitiques. Le temple d'Isis édifié en ce lieu sous la dynastie lagide et durant l'occupation romaine a failli disparaître définitivement à la suite de la montée des eaux causée par l'édification de l'ancien barrage d'Assouan. Sous le patronage de l'UNESCO, ses monuments ont été déménagés dans les années 1960-1970, à quelque 400 mètres au nord du lieu originel, sur l'île d'Aguilkia, plus haute de sept mètres.

##### Temple
(Coordonnées géographiques : 24° 01′ 18″ N, 32° 53′ 20″ E)
Selon toute vraisemblance, le premier édifice religieux à avoir été construit sur Philæ remonte à la XXVIe dynastie sous la forme d'un petit kiosque à huit colonnes, sans doute pour commémorer en - 595 une victoire du roi Psammétique Ier sur les Nubiens. Un quart de siècle plus tard, le roi Ahmôsis II fait édifier, sur une petite butte rocheuse, un petit temple d'Isis à trois salles en enfilade. Sous la XXXe dynastie, Nectanébo Ier fait édifier un kiosque à dix-huit colonnes qui sera ultérieurement déménagé vers le sud de l'île au cours du règne de Ptolémée II. La construction de l'actuel sanctuaire d'Isis ne débute qu'au début du IIIe siècle sous Ptolémée Ier à l'arrière du temple d'Amasis qui sera par la suite rasé pour laisser la place à un pronaos de dix colonnes fermé par un pylône. Ptolémée III poursuit l'œuvre en faisant établir un mammisi devant la tour occidentale du pylône. Cet édifice est ensuite agrandi sous Ptolémée VIII. La période de construction du pylône d'entrée par devant le mammisi n'est pas connue. On admet toutefois que la cour entre les deux pylônes a été fermée à l'est sous Ptolémée VIII par une colonnade qui forme un portique pour un bâtiment à quatre salles. Le temple d'Isis proprement dit est entouré par une série d'autres sanctuaires : le temple d'Harendotès (Horus) à l'ouest, le temple d'Imhotep (l'architecte de la première pyramide) et les temples de Mandoulis et d'Arensnouphis (deux dieux nubiens) sur le parvis méridional, le temple d'Hathor et le kiosque de Trajan à l'est et le temple d'Auguste au nord.

Temple de Philæ
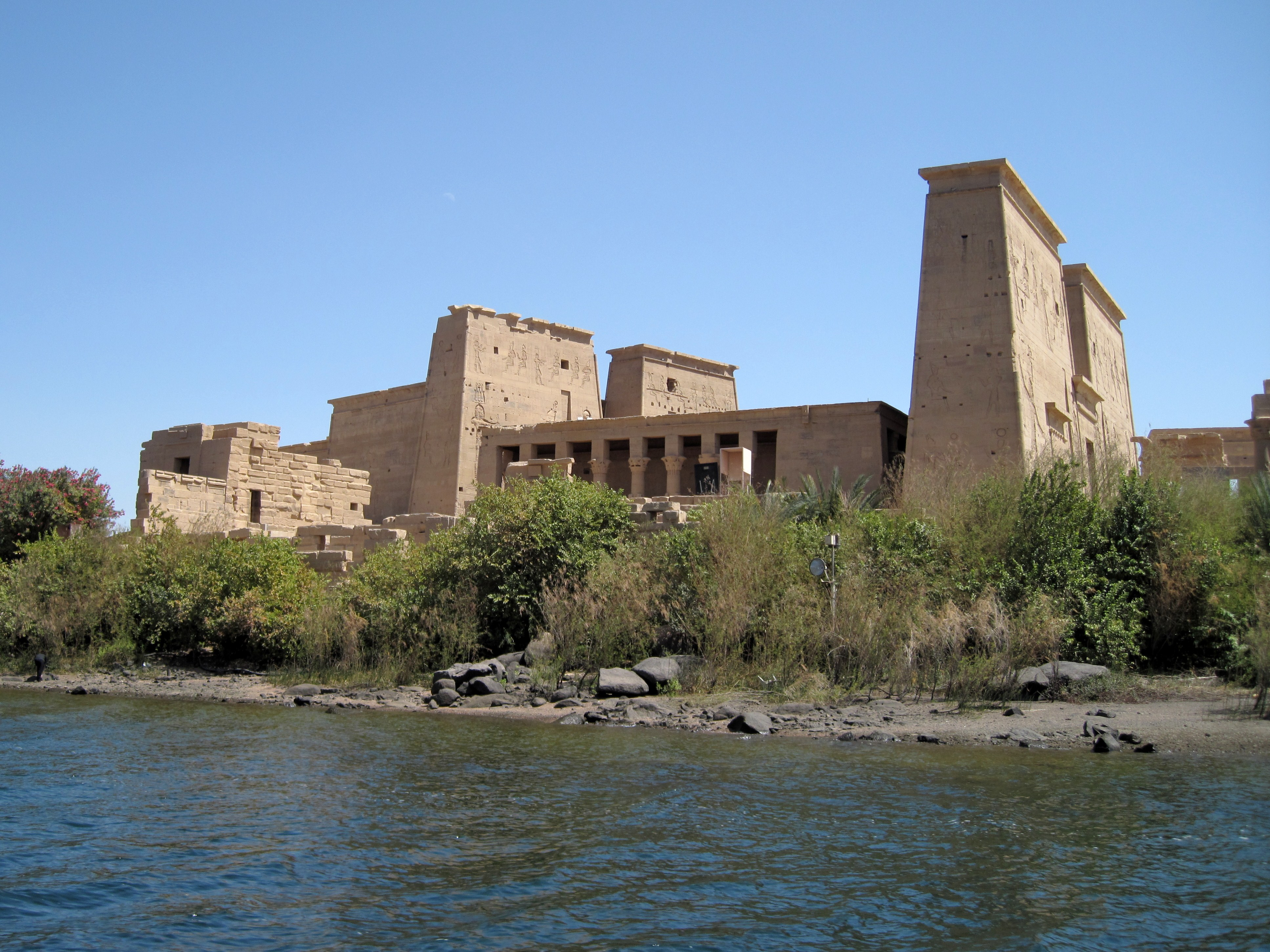
Temple d'Isis vu depuis le fleuve.
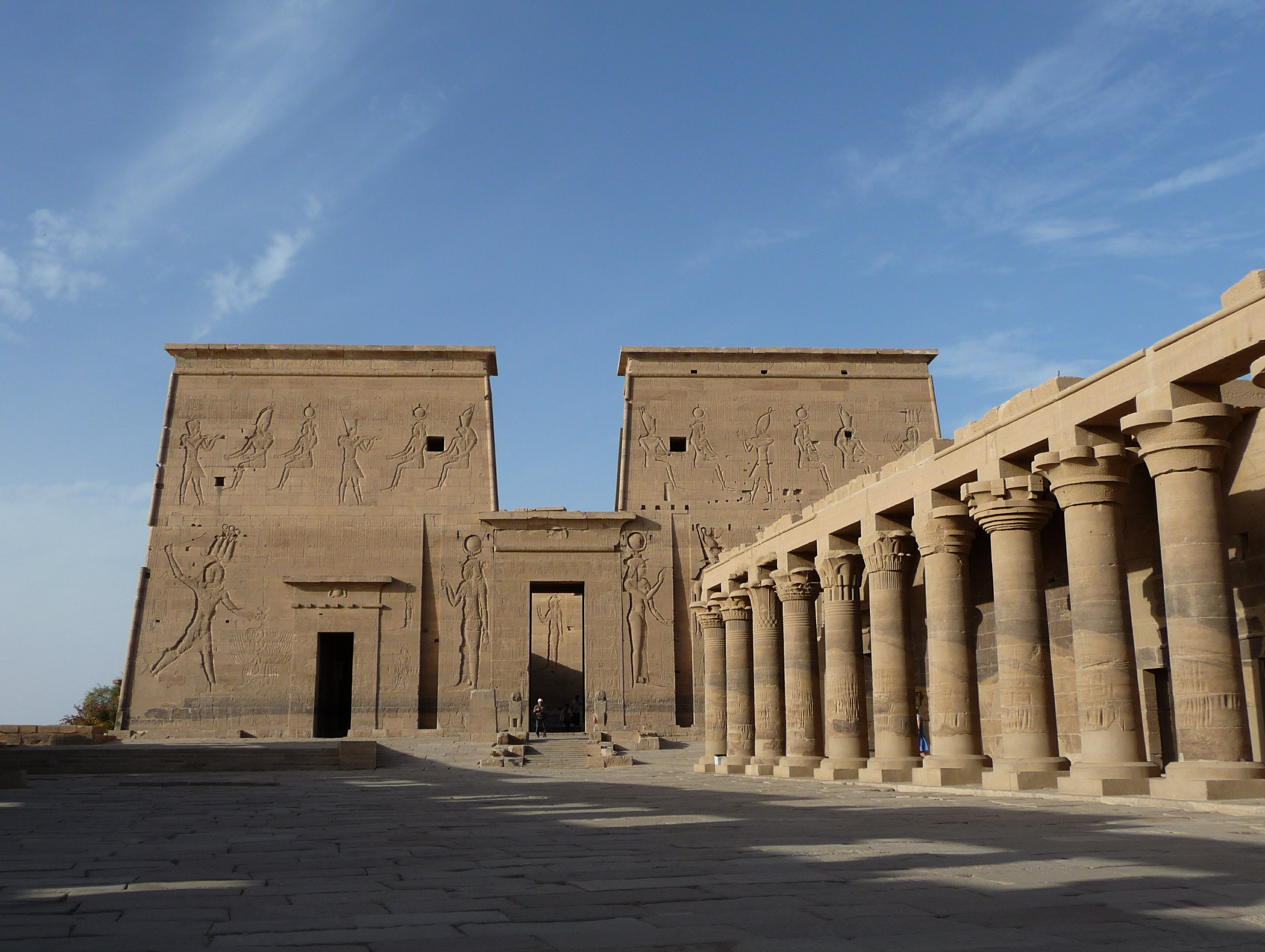
Temple d'Isis vu depuis son parvis.
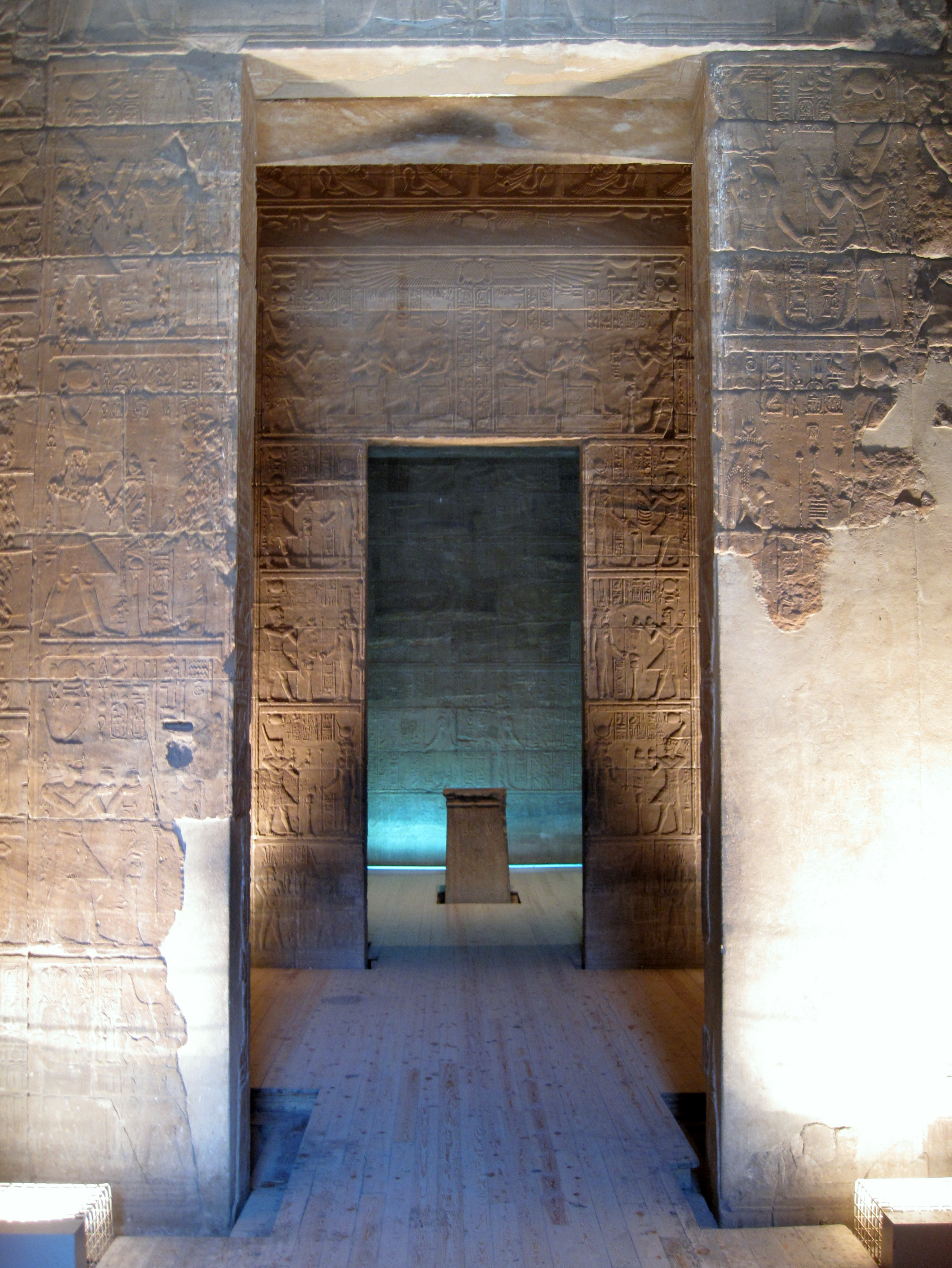
Intérieur du temple.

##### Hymnes à Isis
D'après la dizaine d'hymnes gravée sur les murs du temple de Philæ, il apparaît que les prêtres locaux ont élaboré une théologie propre à l'endroit où Isis assure quatre grandes fonctions. La déesse est avant tout la protectrice du cadavre de son frère Osiris, censé reposer dans l'Abaton, la place pure inaccessible de l'île voisine de Biggeh. Tous les dix jours, la statue d'Isis sortait en procession hors du temple portée par des prêtres. Elle se rendait ensuite en barque auprès du tombeau de son époux pour lui faire une libation de lait et une fumigation d'encens. Ce rituel revivifiait Osiris, lui permettait de vivre dans l'au-delà et provoquait la crue annuelle du Nil. La deuxième fonction fait d'Isis la mère du faucon Horus qui unit en sa personne la fonction de protecteur du roi défunt et la charge royale du souverain régnant. Le troisième rôle de la déesse est celui d'être le serpent uræus chargé de défendre le dieu solaire Rê contre Apophis lors de son voyage dans le monde inférieur.
Mises ensemble, ces trois fonctions font d'Isis, quatrièmement, la déesse bienfaitrice de l'Égypte, une divinité aux pouvoirs démiurgiques et présidant à toutes les villes du pays.
Isis a mis au monde son fils Horus

en roi sur le trône de son père.

(...)

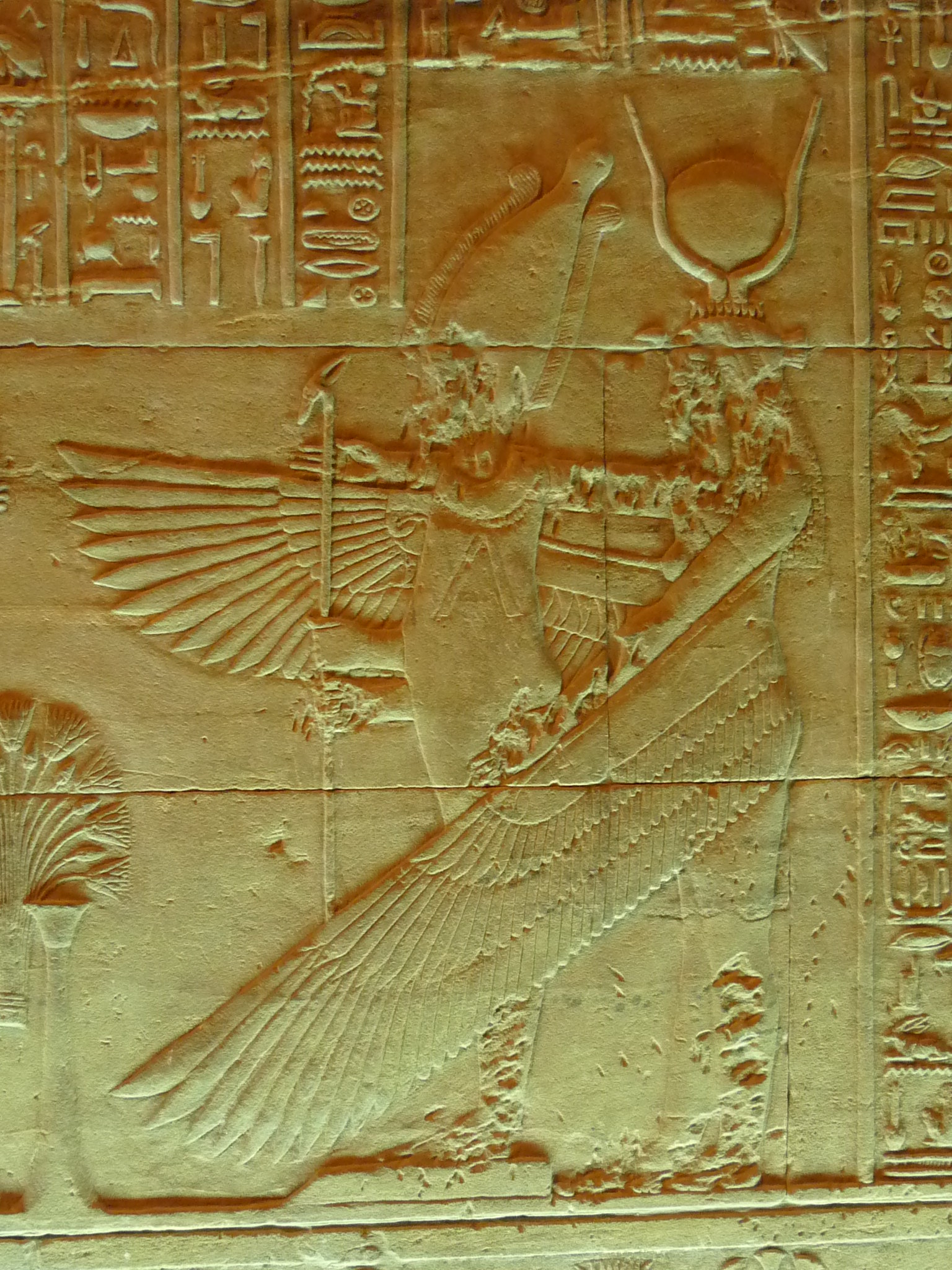
Isis ailée protégeant son frère Osiris
(scène du temple de Philæ).

La déesse qui s'est produite au commencement

a rempli le ciel et la terre de sa perfection :

diadème de Celui-qui-brille-en-or,

auguste de son Seigneur

résidant dans l'appartement divin

souveraine des dieux du ciel,

régente des dieux de la terre,

fauconne aussi des dieux de la Douat,

reine qui s'empare de la fonction royale grâce à ses plans

(...)

Puissante, Maîtresse du pays

Maîtresse de la Nubie,

Reine de Haute et Basse-Égypte,

Isis, vénérable, Mère divine, faite régente,

Dame de Philæ, régente de Senmout,

vénérable, puissante, Maîtresse des dieux,

dont le nom est distingué parmi les déesses (...)
— Extrait d'un Hymne à Isis gravé dans le mammisi de Philæ.

### Mystères osiriens

#### Rituels du mois de Khoiak

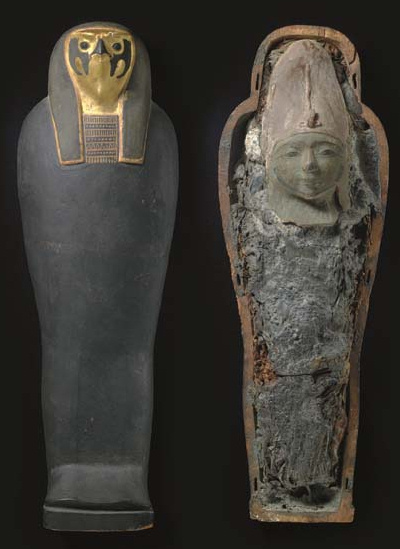
Figurine sacrée et son sarcophage.

En Égypte antique, le premier millénaire avant notre ère se caractérise par de profondes évolutions dans le domaine des croyances religieuses. L'une des mutations les plus importantes, en germe dès le Nouvel Empire est la montée en puissance du culte d'Osiris et Isis durant la Basse Époque et la Période ptolémaïque. Osiris devient la figure tutélaire du pouvoir monarchique et son mythe est mis en avant par les pharaons et leurs proches pour constituer une nouvelle idéologie royale. L'importance des rites osiriens ne cesse de croître en particulier ceux exécutés lors du mois de Khoiak (octobre-novembre). Chaque grand sanctuaire se voit doté d’un Osiréion, à savoir un complexe cultuel composé de chapelles dédiées à la renaissance d'Osiris, assassiné et démembré par Seth. Chaque année s'y répètent les mêmes rituels calqués sur les gestes magiques et funéraires accomplis dans le mythe par Isis. Par le truchement de petites figurines sacrées, les prêtres reconstituent symboliquement le corps du dieu martyrisé. Ceci fait, les figurines sont conservées durant douze mois puis sont inhumées au sein de nécropoles spécialement dédiées à cet effet. Cette régénération est symboliquement placée sous le patronage du pharaon qui dans l'iconographie ouvre une procession de quarante-deux divinités qui accourent vers Isis la veuve éplorée. Chaque divinité symbolise l'un des quarante-deux nomes du pays et l'un des quarante-deux lambeaux dispersés par le meurtrier à travers l'Égypte. La recomposition annuelle du corps d'Osiris par le moyen de ces figurines est ainsi érigée en processus de réunification politique accomplie par Pharaon dans un pays en proie à diverses difficultés (crises dynastiques, invasions étrangères, révoltes populaires).

#### Chentayt, la veuve éplorée

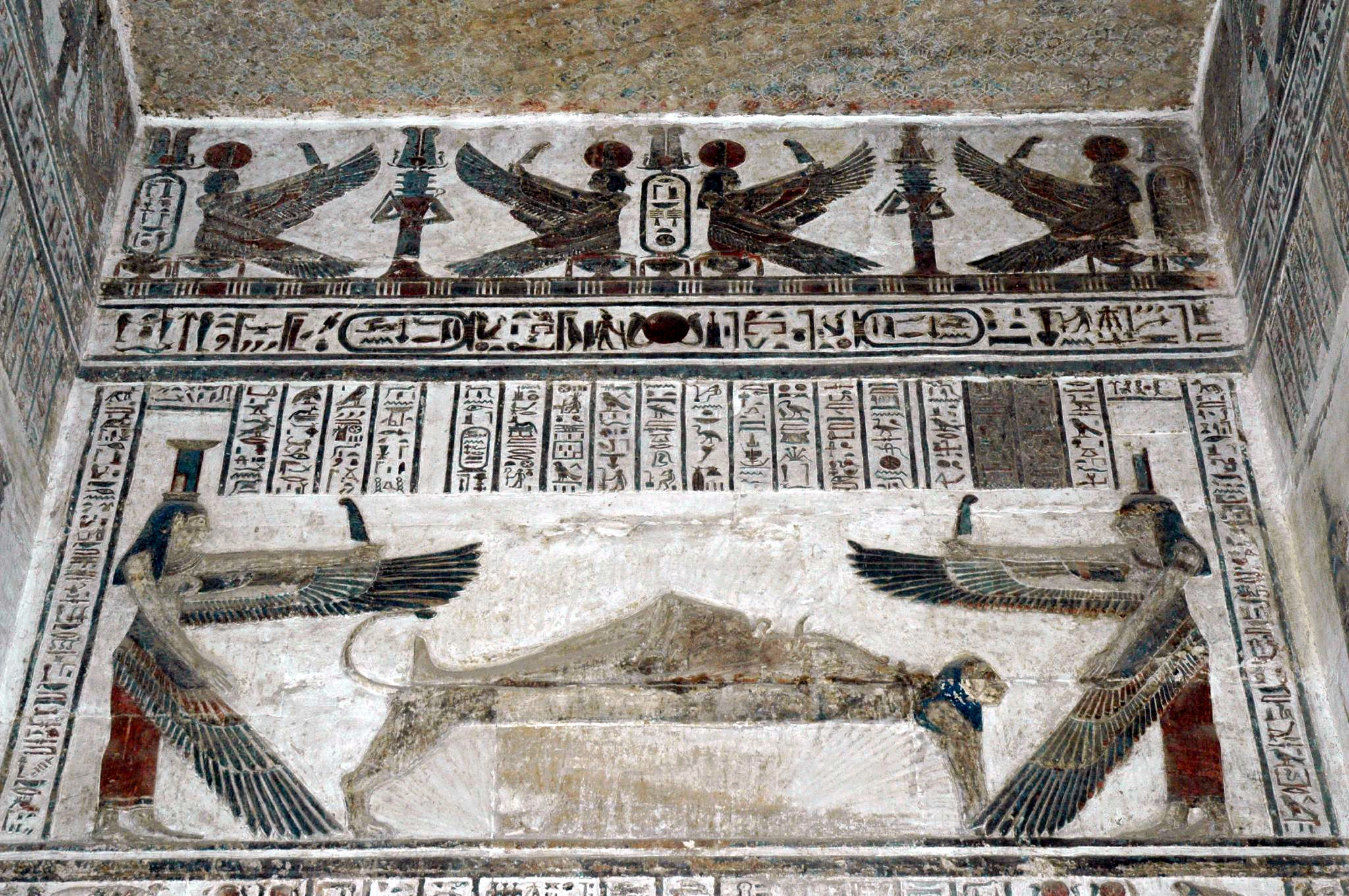
Relief peint du temple de Dendérah illustrant la renaissance d'Osiris par Isis et Nephtys.

Lors des rituels de Khoiak, Isis apparaît sous les traits de la déesse Chentayt dont le nom signifie « Celle qui souffre », une désignation de la veuve éplorée.
Durant le Nouvel Empire, Chentayt fait à la fois partie du panthéon local d'Abydos et de Busiris, les deux villes majeures du culte d'Osiris. Dans l'iconographie, la déesse se dédouble ainsi en une Chentayt d'Abydos avec la coiffure d'Isis (trône) et en une Chentayt de Busiris avec la coiffure de Nephtys sœur d'Isis. Plus tardivement, Nephtys apparaît sous la forme de la déesse Merkhetes « Celle dont la flamme est douloureuse » afin de donner à Isis-Chentayt une vraie contrepartie féminine. Le rôle des deux déesses est défini par une inscription du temple d'Edfou, « ses deux sœurs sont avec lui (Osiris), elles ordonnent sa protection, c'est Isis avec Nephtys, c'est Chentayt avec Merkhetes qui exaltent la perfection de leur frère. » Le rôle de Chentayt est essentiel durant les rituels de Khoiak car il apparaît que ces mystères religieux se déroulent dans le Per-Chentayt ou « Demeure de Chentayt ». Cette dénomination sert, entre autres, à désigner les chapelles osiriennes situées sur le toit-terrasse des temples de Dendérah et de Philæ. Là, les prêtres confectionnaient les statuettes momiformes d'Osiris. Dans une chapelle de Dendérah, Chentayt est représentée agenouillée devant une balance en présence de Khnoum et Ptah les dieux primordiaux qui ont façonné la chair des humains. Elle s'apprête à peser les ingrédients apportés par tous les dieux du pays. La statuette de l'« Osiris végétant » est constituée d'un mélange de céréales (blé ou orge), de terre et d'eau. Chentayt est celle qui « transsubstantie le blé et rajeunit son frère dans le château de l'or ». Le blé et l'or sont dans la langue égyptienne deux mot à la prononciation similaire (neb) et une comparaison poétique s'est mise en place entre la couleur des blés et celle du métal précieux considéré comme la peau des divinités.

## Diffusion isiaque
Durant plus de sept siècles, entre la fin du IVe siècle avant et la fin du IVe siècle de notre ère, les cultes d'Isis, de son parèdre Sarapis (forme hellénisé d'Osiris), de leur fils Harpocrate et Anubis (le dieu chacal) se sont diffusés hors d'Égypte tout autour du bassin méditerranéen et même au-delà, en Arabie, dans l'Empire kouchan (Inde), en Germanie et en Bretagne. Ce phénomène religieux est l'un des plus remarquables des époques hellénistique et romaine. La déesse Isis est la figure centrale de ce panthéon. De nombreuses cités grecques et romaines lui ont voué un culte officiel. Dans la littérature scientifique moderne, cette diffusion de la croyance égyptienne prend les noms de « cultes égyptiens », « cultes alexandrins », « cultes nilotiques » ou « cultes isiaques ».
Les spécialistes comme Laurent Bricault distinguent les cultes d'Isis qui précèdent la diffusion du culte de la déesse à l'époque ptolémaïque, des cultes isiaques qui correspondent à la nouvelle religion égypto-hellénistique établie par les Ptolémée sous les auspices du dieu Sarapis à Alexandrie, et qui sera enrichie dans son périple méditerranéen par les apports du monde gréco-romain.

### Territoires grecs

#### Premiers fidèles
À partir de la fin du IVe siècle avant notre ère, le culte de la déesse Isis est attesté sur le sol grec. Dans un premier temps, la croyance est diffusée par des Égyptiens expatriés, sans doute des marchands, qui désirent vénérer, hors d'Égypte, une divinité qui leur est chère. La plus ancienne mention remonte à -333 dans un décret qui rappelle que l'assemblée athénienne avait accordé à des Égyptiens le droit d'édifier un temple d'Isis dans la ville portuaire du Pirée. Un des premiers prêtres expatriés est un certain Ouaphrès (Ouahibparê) né à Bousiris en Basse-Égypte et décédé vers -250 à Démétrias en Magnésie. Un autre de ces personnages est le prêtre Apollônios de Memphis qui a fondé, au début du IIIe siècle, le culte de Sarapis et Isis sur l'île sainte de Délos alors réputée pour être le lieu de naissance du dieu Apollon. Autour des décennies 230-220 d'avant notre ère, Isis et Sarapis possèdent des temples en Attique (Pirée, Athènes, Rhamnonte), en Béotie (Orchomène, Chéronée), en Macédoine (Thessalonique), en Thrace (Périnthe), en Carie (Halicarnasse, Kéramos, Stratonicée), dans les îles du Dodécanèse, des Cyclades, etc..

Carte politique de la Grèce antique vers l'an 200 avant notre ère.

#### Cultes officiels

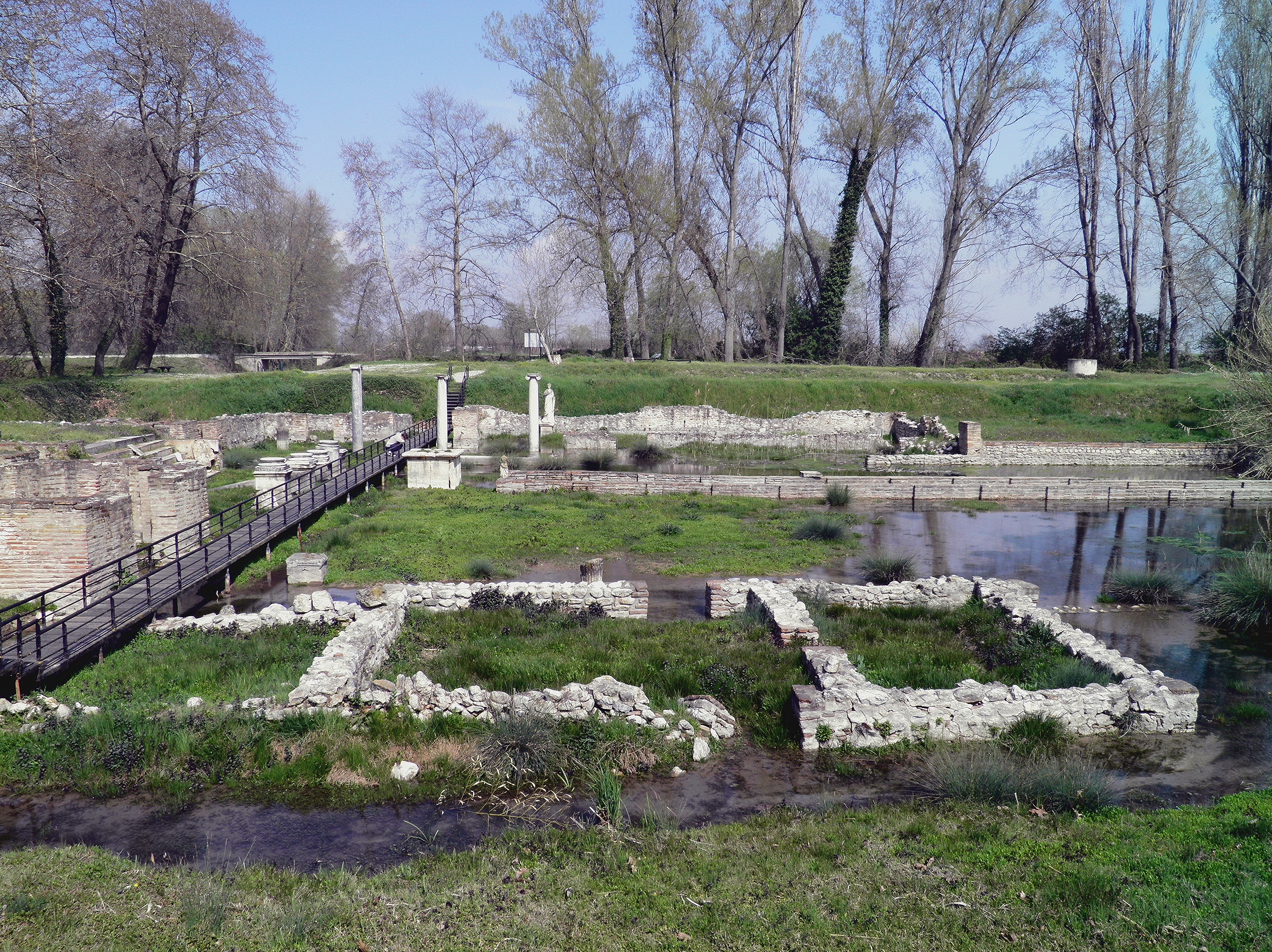
Vestiges du temple d'Isis à Dion.

Au XXe siècle, des universitaires ont tenté d'expliquer la rapide diffusion du culte d'Isis en terres grecques. Selon le Belge Franz Cumont (1868-1947), cette diffusion est la marque d'une décision impérialiste de la dynastie lagide, opinion contestée en 1960 par l'Anglais Peter Marshall Fraser pour qui ce phénomène est peut-être causé par des mercenaires grecs de l'armée lagide revenant d'Égypte. D'autres comme Richard Harder ont défendu l'idée d'une propagande orchestrée par le clergé égyptien. Il semble cependant que l'on ne puisse pas intégrer la diffusion isiaque dans un schéma cohérent et homogène. La fondation de lieux de cultes est avant tout le fait d'individus ou de groupes d'individus désirant pratiquer leur religion là où ils se trouvent. Les débuts du culte sont généralement modestes et pratiqués chez des particuliers. Dans un deuxième temps, avec l'augmentation du nombre des fidèles et le recrutement auprès des citoyens aisés, les cultes égyptiens se sont intégrés politiquement dans la vie des cités grecques. D'abord méfiantes, les autorités ont ensuite pris en main l'organisation du culte pour mieux le contrôler, pour édifier des sanctuaires publics et pour payer les prêtres comme à Délos, à Athènes, à Priène ou à Rhodes. Cette installation officielle fait parfois suite à une demande d'autorisation auprès des dieux grecs. Au milieu du IIIe siècle, les Istriens ont ainsi interrogé l'oracle d'Apollon de Chalcédoine à propos de l'opportunité d'introduire un culte officiel à Sarapis en leur ville.

#### Arétalogie d'Isis

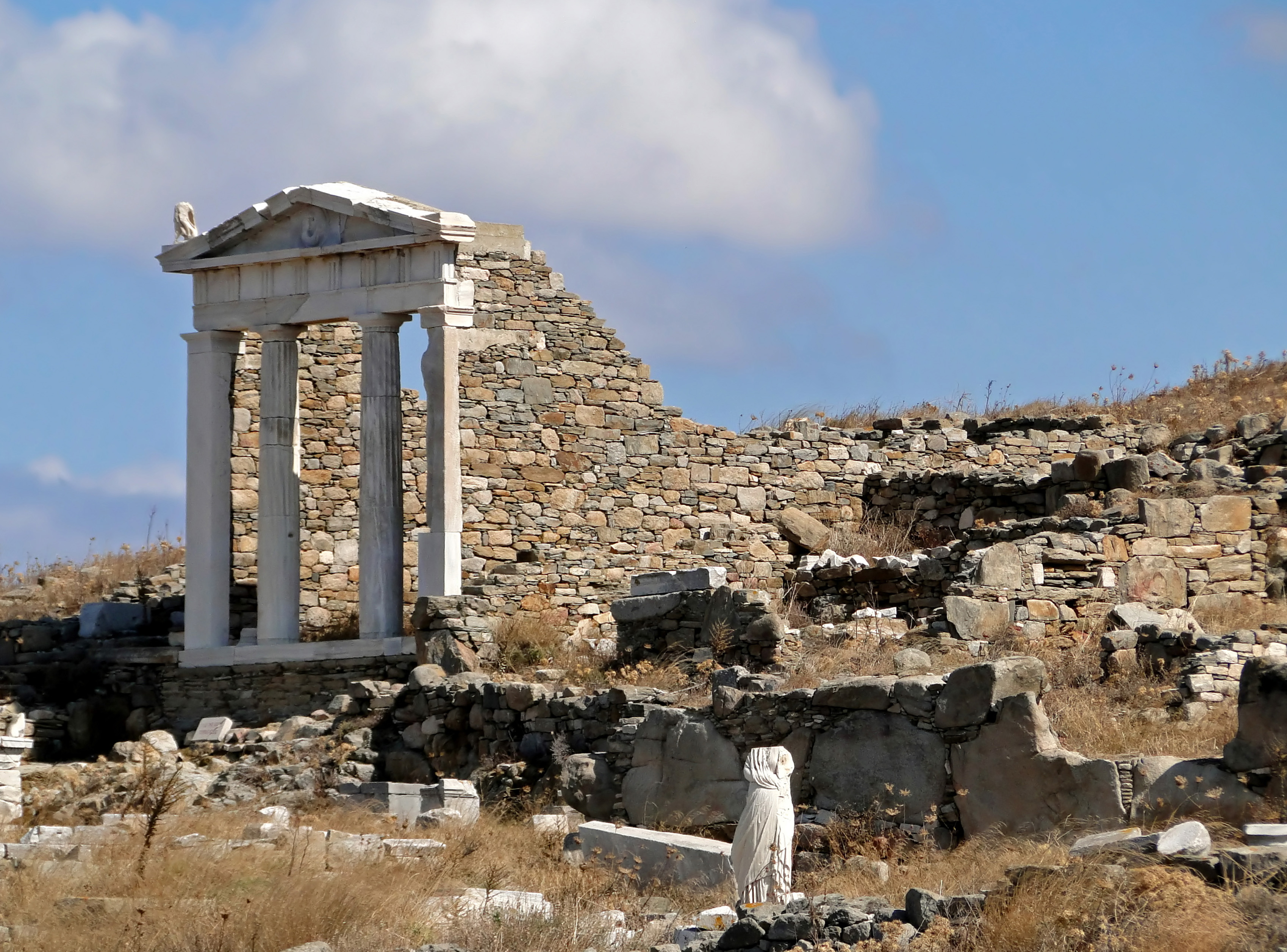
Ruines du temple d'Isis à Délos.

L'introduction du culte d'Isis ou de Sarapis dans une ville grecque peut être précisée grâce à des témoignages écrits laissés par les dévots eux-mêmes. L'Arétalogie d'Isis est un texte aux aspects prosélytes connu par de nombreuses copies et variantes. Il s'agit d'une longue litanie qui recense les multiples pouvoirs de la déesse : souveraine, législatrice, démiurge, etc. Le texte original semble avoir été rédigé en Égypte par des prêtres de Memphis au cours du IIIe siècle peut-être pour s'affirmer comme un allié fidèle du pouvoir royal lagide installé en Alexandrie face au puissant clergé thébain prompt à l'insoumission et à la rébellion armée. On ne sait cependant pas si l'Arétalogie est un texte de propagande diffusé par un pouvoir religieux ou politique organisé ou s'il s'agit d'un texte très populaire auprès de dévots enthousiastes :
Démétrios, fils d'Artémidôros,

appelé aussi Thraséas, de Magnésie sur le Méandre adresse une prière à Isis.

Ceci a été copié d'une stèle de Memphis, qui se trouve près du temple d'Héphaïstos.

Moi, je suis Isis, la souveraine de toute contrée,

j'ai été instruite par Hermès

et j'ai inventé l'écriture avec Hermès (…)

Moi, j'ai donné aux hommes les lois, et j'ai décrété ce que personne ne peut changer.

Moi, je suis la fille aînée de Kronos ;

je suis l'épouse et la sœur du roi Osiris ;

je suis celle qui découvrit aux hommes les fruits ;

je suis la mère du roi Horus;

je suis celle qui se manifeste dans l'étoile du Chien ;

je suis celle qui est appelée « Déesse » parmi les femmes ; (…)

Moi, j'ai inventé la science nautique. (…)

Moi, j'ai rendu le droit plus puissant que l'or et l'argent ;

j'ai ordonné que la vérité fut reconnue pour belle ;

j'ai inventé les contrats de mariage.

Moi, j'ai fixé leur langue aux hellènes et aux Barbares. (…)

J'ai fait surgir les îles des abîmes à la lumière ;

Je suis la souveraine des pluies.

Je vaincs le destin :

À moi, le destin obéit. Salut, Égypte qui m'a élevée.
— Extraits d'une version découverte en 1925
 à Cymé en Éolide par le tchèque A. Salač.
 Traduction de Laurent Bricault.

### Monde romain

#### Italie

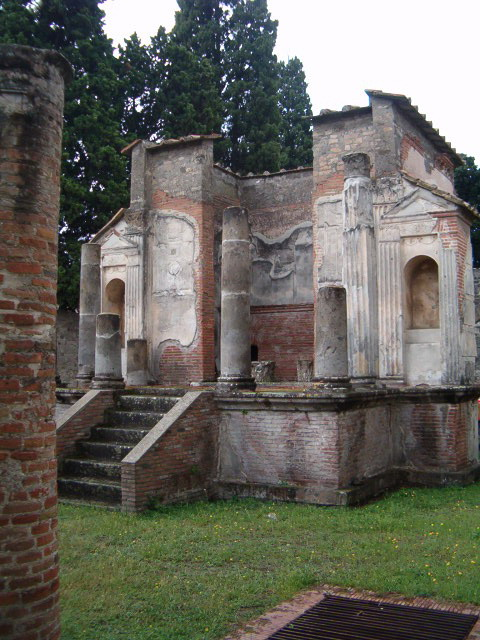
Vue sur les vestiges du pronaos et naos du temple d'Isis de Pompéi.

Les premières traces d'Isis en Italie datent du VIIe siècle et du VIe siècle avant notre ère. On a en effet découvert des amulettes relatives au culte d'Isis à Cumes notamment. À partir de la fin du IIe siècle avant notre ère, le culte d'Isis se répand largement en Italie et autour de la Méditerranée occidentale. L'introduction de la croyance égyptienne en terres italiennes débute probablement par les régions de Campanie et de Rome grâce à de riches marchands italiques chassés de l'île de Délos lors des guerres mithridatiques. Dans l'intérieur des terres, Isis est aussi mentionnée à Nursia et à Tusculum. Très tôt, la déesse est aussi fortement implantée en Sicile, dès la fin du IIIe siècle, grâce aux fortes relations diplomatiques entretenues par le roi Hiéron II avec les pharaons lagides. La diffusion de la croyance se réalise à partir de grands centres urbains comme Puteoli, Pompéi, Rome, Aquilée et Ostie. Dans cette dernière ville, le port aménagé par l'empereur Trajan attire de nombreux marchands égyptiens et adorateurs de la déesse. Dès l'époque d'Auguste, à Industria en Ligurie, le culte est introduit et entretenu financièrement par deux riches familles (connues à Délos avant son pillage en l'an -88), les Avilli et les Lollii. Sous Tibère et Hadrien, Industria est connue pour son Iséum et sa fabrique d'objets de culte en bronze de style égyptisant. Au Ier siècle, à Pompéi, les isiaques semblent former une communauté prospère. Le tremblement de terre qui secoue la ville en l'an 62 de notre ère détruit le temple d'Isis. Celui-ci est cependant reconstruit par Numérus, un riche particulier. En échange, les autorités acceptent son jeune fils au sénat local. Le nouveau temple, détruit en 79 par l'éruption du Vésuve, est redécouvert en 1764 lors de fouilles.

#### Empire romain

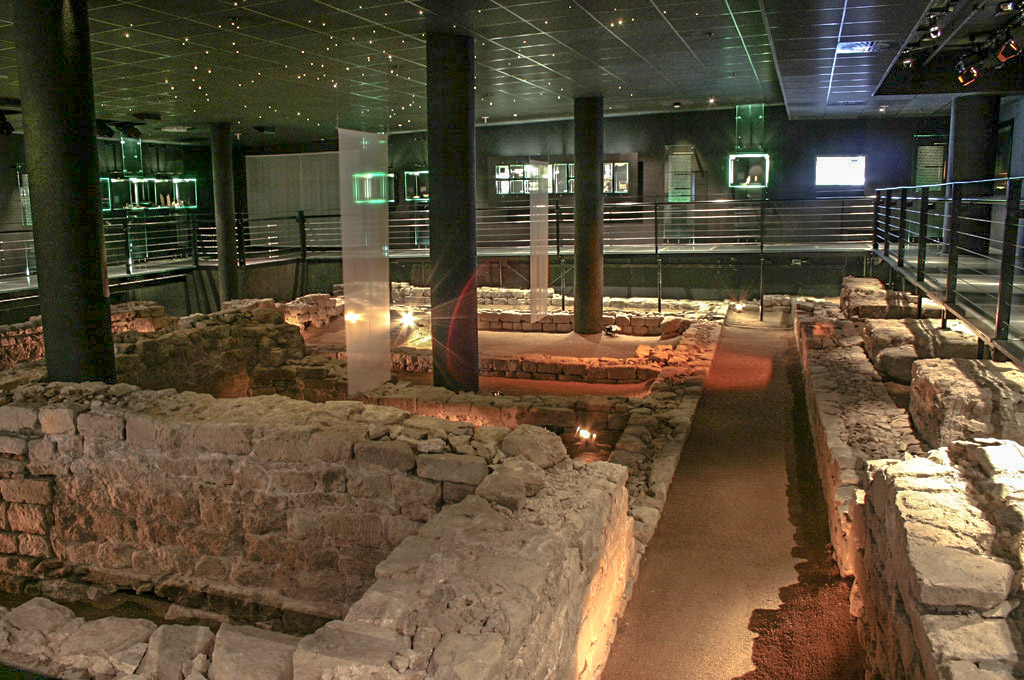
Vestiges du temple d'Isis de Mayence (Allemagne).

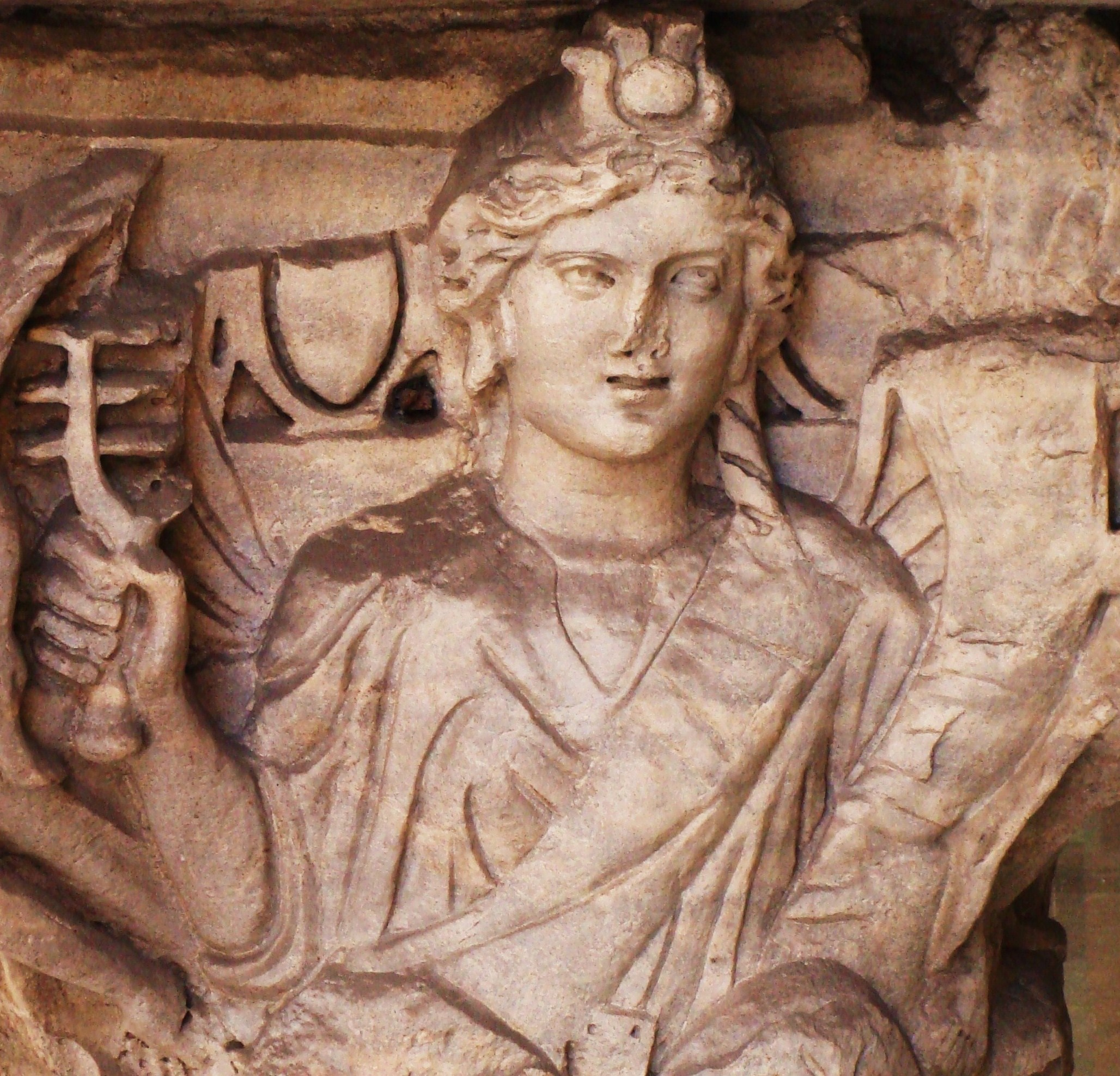
Isis tenant un sistre. Chapiteau romain en marbre, Pise (Italie). Époque sévérienne (début du IIIe siècle.

Dès le Ier siècle avant notre ère, le culte d'Isis se répand en dehors de la péninsule italienne vers le reste de l'occident européen par les routes alpines et vers l'Orient grâce aux marins et marchands égyptiens et syriens. Le culte s'implante à Rome malgré la résistance du Sénat romain et malgré des persécutions religieuses sous les règnes d'Auguste et de Tibère.
L'officialisation date du règne de Caligula qui décide de faire construire un temple d'Isis sur le Champ de Mars. En Gaule, en Germanie et en Bretagne, l'implantation du culte d'Isis est la conséquence de la colonisation romaine et la pénétration du culte correspond aux grands axes marchands, principalement la vallée du Rhône et dans une moindre mesure celle du Rhin. Dans les provinces danubiennes (Dacie, Pannonie), les colonies où s'édifient les temples isiaques sont souvent aussi des centres du culte impérial. En Afrique du Nord, la présence de la déesse reste modeste et se cantonne le long des côtes dans la région de Carthage. En Ibérie, sa présence se remarque dans quelques vallées fluviales (Guadiana et Douro).
Vers la fin du règne de Commode, Sarapis et Isis deviennent les protecteurs de l'Empereur et de l'Empire. Au IIe siècle, la période sévérienne marque l'apogée du culte d'Isis dans le monde antique. Durant le IIIe siècle, malgré la nette progression du christianisme, la croyance en Isis persiste. Jusqu'à la fin du IVe siècle, l'aristocratie romaine qui reste attachée à la défense du paganisme, maintient le culte d'Isis malgré les nombreuses attaques polémiques des cercles chrétiens.

#### Provinces gauloises

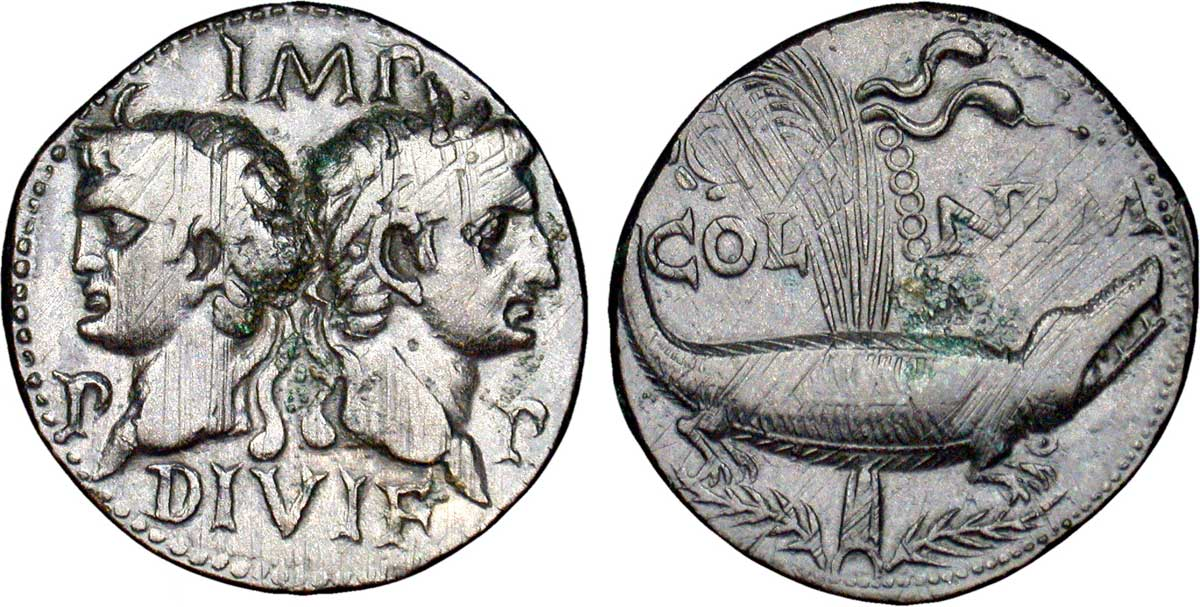
Monnaie romaine découverte à Nîmes.

Les hasards des découvertes archéologiques n'ont pas encore permis de découvrir les vestiges d'un sanctuaire d'Isis sur le territoire français. La présence de son culte est toutefois attestée par de nombreuses sources épigraphiques (inscriptions sur des stèles ou sur des statues). La Narbonnaise est la région gauloise qui fournit le plus grand nombre de témoignages de ce genre. Les principaux secteurs sont la vallée de la Garonne, les environs de Toulouse (Tolosa), de Narbonne (Colonia Narbo Martius) et la vallée du Rhône depuis le delta et jusqu'aux villes de Lyon (Lugdunum) et Vienne (Colonia Julia Viennensis). La croyance a sans doute été introduite en Gaule par l'entremise des villes côtières fréquentées par des Grecs, des Orientaux hellénisés et des Italiques (Campaniens) pratiquant le commerce maritime. La présence d'un temple d'Isis est attestée à Nîmes (Nemausus), une ville fondée par Auguste pour des vétérans militaire revenus d'Égypte. Ce fait a été commémoré par des pièces de monnaie frappées d'un crocodile enchaîné à un palmier (ce motif figure sur les armoiries de la ville depuis 1535). Nîmes est aussi connue pour sa confrérie des Anubiaques vouées au culte du chacal Anubis. Les villes de Marseille (Massalia) et Arles (Arelate) disposaient elles aussi de temples d'Isis. Celui de la cité de Lyon (Lugdunum) se situait probablement sur la colline de Fourvière où une inscription dédiée à Isis Augusta a été découverte sur une statue de Fortuna. Depuis cette ville, le culte d'Isis s'est propagé vers les vallées de la Loire, de l'Allier et de la Saône. Des statuettes égyptiennes ou de style égyptisant ont été sporadiquement découvertes sur l'ensemble du territoire gaulois. Tel est le cas à Strasbourg (Argentoratum). Dans cette ville militaire, le culte d'Isis ne semble toutefois pas avoir bénéficié d'un temple, contrairement à Mithra (Mithraeum de Koenigshoffen). À Paris, les témoignages sont tout aussi maigres et discutables. On peut toutefois signaler la découverte en août 1944 d'artefacts égyptiens (fragments de statuettes en céramique, restes de papyrus du Livre des Morts) dans les vestiges d'un bâtiment que l'on pourrait interpréter comme étant une bibliothèque dépendant d'un sanctuaire isiaque (quartier latin, non loin des thermes de Cluny).

### Réinterprétations

#### Statuaire

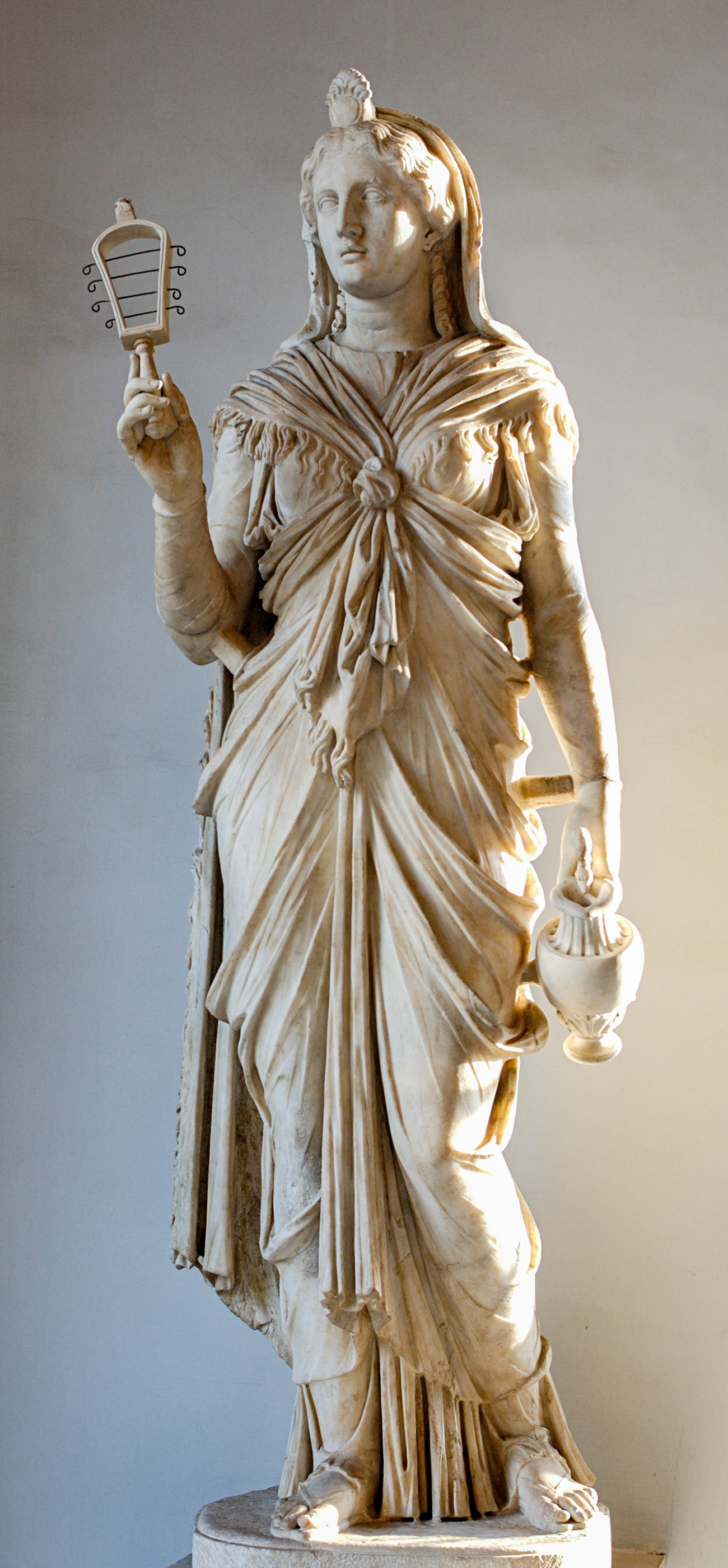
Isis tenant un sistre et une situle. datée de 117 à 138 av. J.-C. Marbre, H. 1,79 m. Musées du Capitole

L'image la plus fréquente dans la sculpture gréco-romaine représente Isis debout le poids du corps porté sur une seule jambe, un sistre brandi dans la main droite et une situle (petit vase avec une anse) dans la main gauche pendante. Ce mode de figuration semble apparaître au Ier siècle de notre ère. Auparavant, dans les cercles hellénisés, dans l'Égypte des Ptolémées ou dans les nouveaux territoires grecs acquis à la déesse, Isis est figurée avec une corne d'abondance dans la main gauche et une patère (coupe à boire évasée) dans la main droite. Ce type doit remonter au IIIe siècle avant notre ère et se rencontre à Alexandrie, à Délos ou gravé sur des lampes à huile découvertes à Pompéi. Un second type fait voir la déesse tenir une situle dans la main gauche baissée et un Uræus (serpent) dans la main droite levée vers l'avant. Originaire d'Alexandrie vers le IIe siècle, un type de statuaire montre la déesse vêtue d'une fine tunique, le chiton et d'un lourd manteau à franges, l'himation dont les extrémités sont nouées entre les seins.

« Tout d'abord, sa riche et longue chevelure, légèrement bouclée, et largement répandue sur sa nuque divine, flottait avec un mol abandon. Une couronne irrégulièrement tressée de fleurs variées enserrait le sommet de sa tête. En son milieu, au-dessus du front, un disque aplati en forme de miroir, ou plutôt imitant la lune, jetait une blanche lueur. (...) Mais ce qui surtout et par-dessus tout éblouissait mes yeux, c'était un manteau noir intense, resplendissant d'un sombre éclat. Faisant tout le tour du corps, il passait sous le bras droit pour remonter jusqu'à l'épaule gauche, d'où son extrémité libre retombait par-devant en formant un nœud, pendait en plis étagés jusqu'au bord inférieur, et, terminé par un rang de franges, flottait avec grâce »

— Apparition d'Isis en songe à Lucius. Apulée, Métamorphoses (extraits du chap. XI), trad. de P. Valette.

#### Rapprochements mythologiques
Même si Isis est adoptée par les peuples gréco-romains, la déesse reste largement perçue comme une divinité étrangère. De nombreuses épithètes signalent son origine égyptienne : Isis Aegyptia (l'Égyptienne), Isis Taposirias d'après l'antique nom de la ville côtière d'Abousir (située à l'ouest d'Alexandrie), Isis Memphitis (Memphis), Isis Tachnèpsis (Mont Casion près de Péluse). Les phénomènes de l’Interpretatio graeca et du syncrétisme ont fait qu’Isis a été assimilée ou confondue avec des déesses grecques comme Aphrodite, Tyché, Déméter, Hygie. En Italie, la déesse a pris les aspects de la déesse Fortuna adorée à Préneste, une divinité de l'agriculture, de la fécondité et de l'amour. Ces nombreuses associations ont fait d'Isis la déesse aux dix mille noms Isis Myrionyma :

« Puissance unique, le monde entier me vénère sous des formes nombreuses, par des rites divers, sous des noms multiples. Les Phrygiens, premiers-nés des hommes m'appellent Mère des dieux, déesse de Pessinonte ; les Athéniens autochtones, Minerve Cécropienne ; les Chypriotes baignés des flots, Vénus Paphienne ; les Crétois porteurs de flèches, Diane Dictyme ; les Siciliens trilingues, Proserpine Stygienne ; les habitants de l'antique Éleusis, Cérès Actéenne, les uns Junon, les autres Bellone, ceux-ci Hécate, ceux-là Rhamnusie. Mais ceux que le soleil éclaire à son lever de ses rayons naissants, de ses derniers rayons quand il penche vers l'horizon, les peuples des deux Éthiopies, et les Égyptiens puissants par leur antique savoir m'honorent du culte qui m'est propre et m'appellent de mon vrai nom, Isis reine. »

— Discours d'Isis à Lucius, Apulée, Métamorphoses (extrait du chap. XI), trad. de P. Valette.

Statues d'Isis
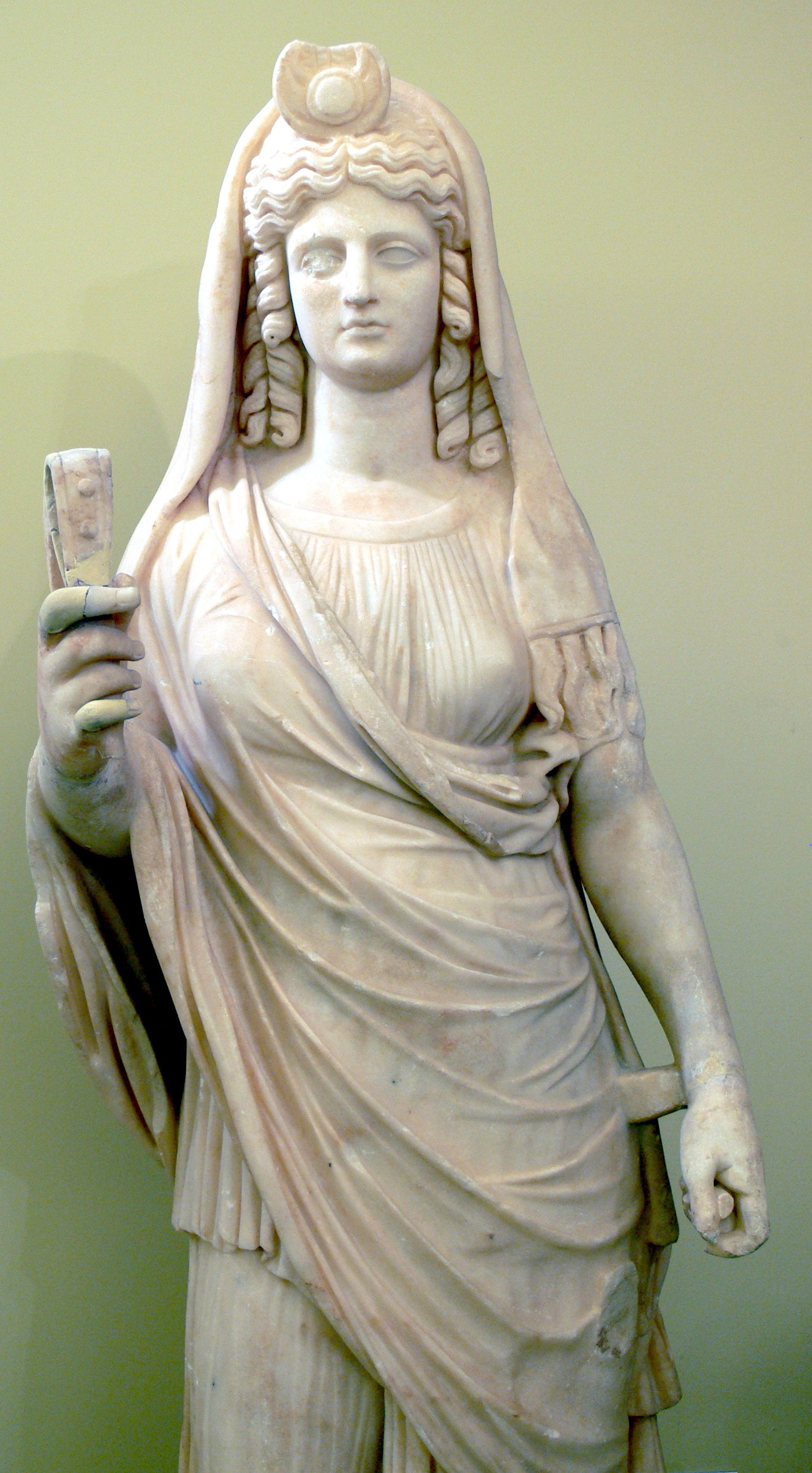
Isis-Perséphone.
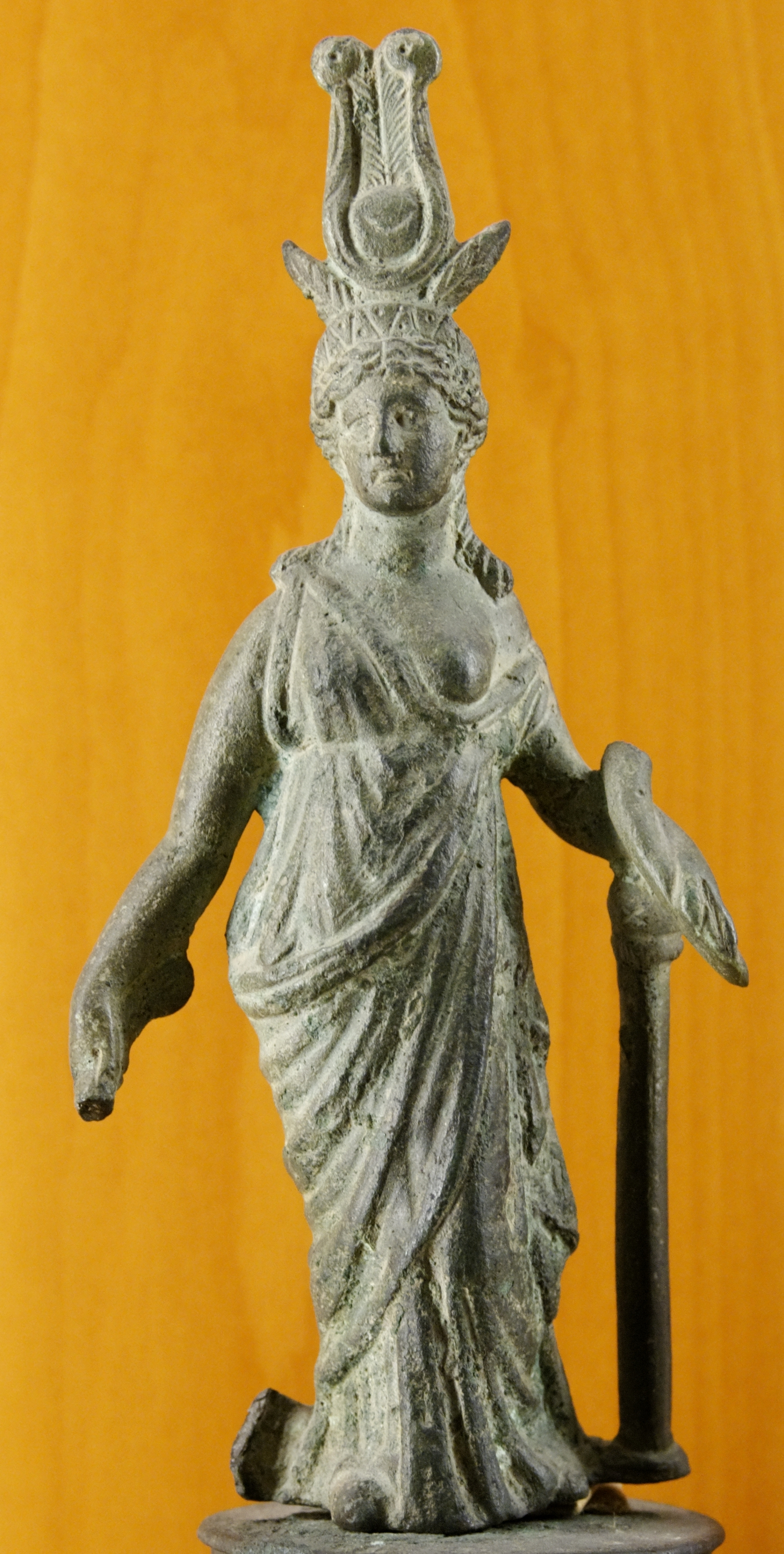
Isis-Fortuna.
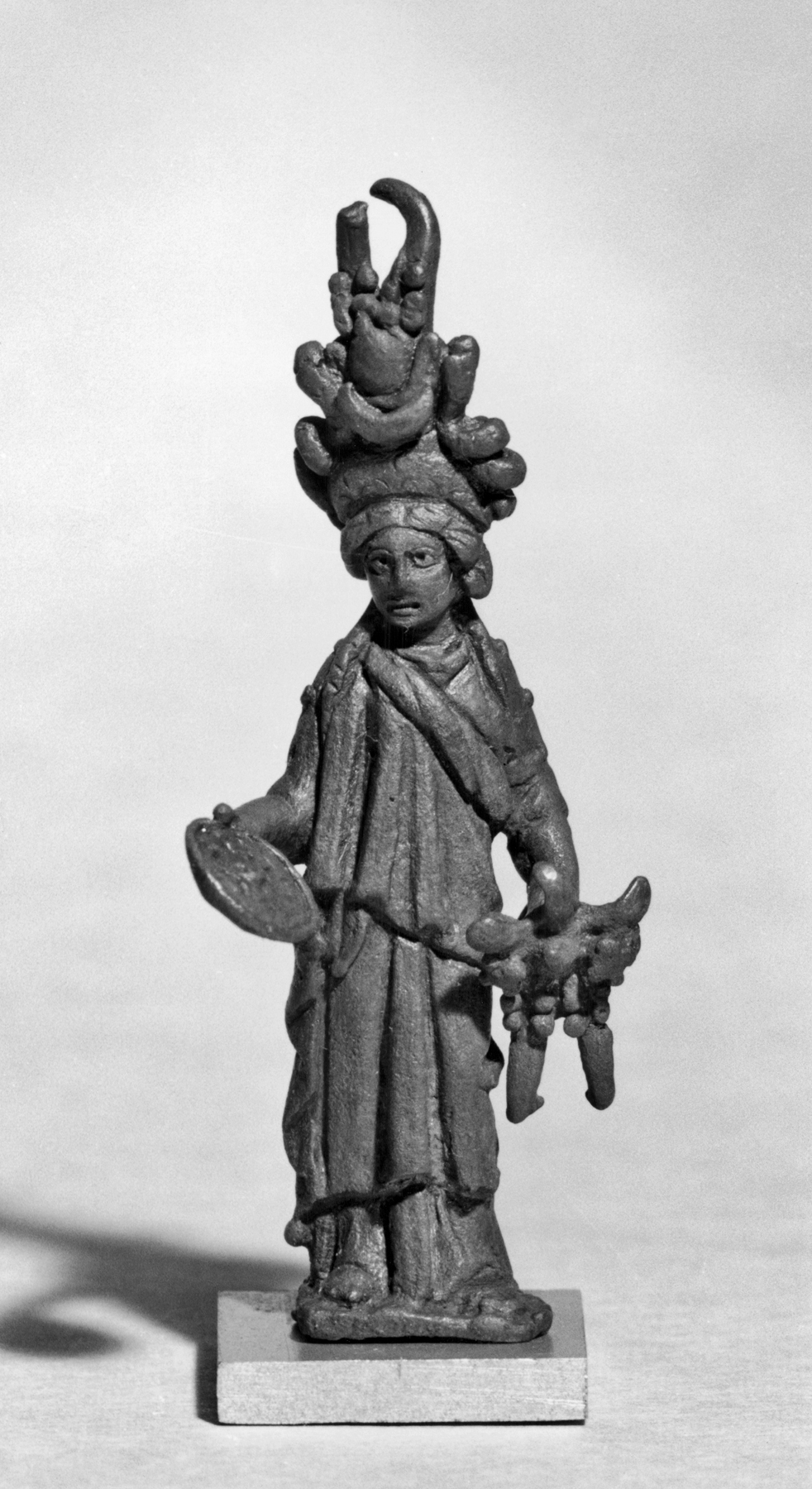
Isis-Tyché-Fortuna.
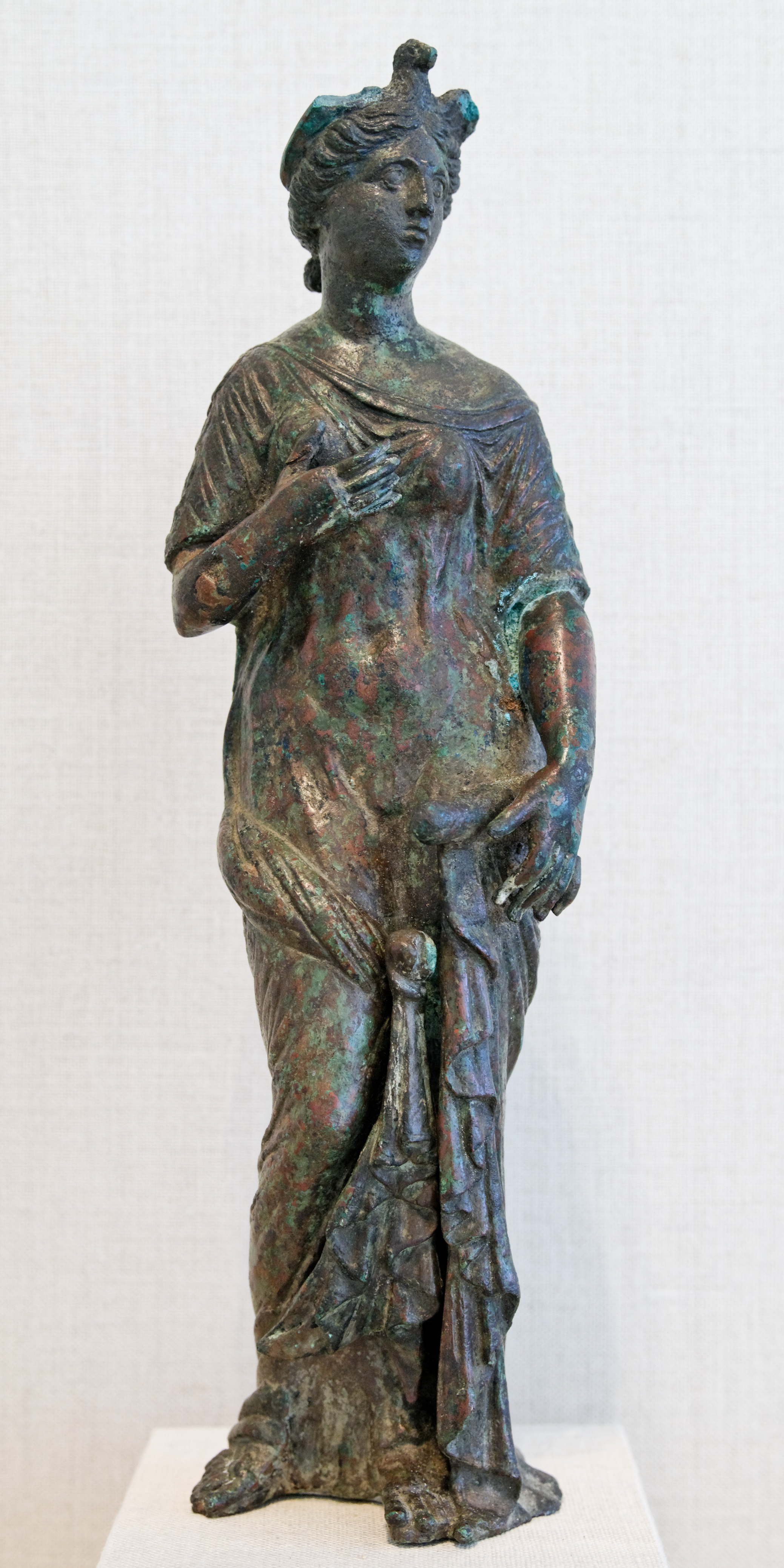
Isis-Vénus.
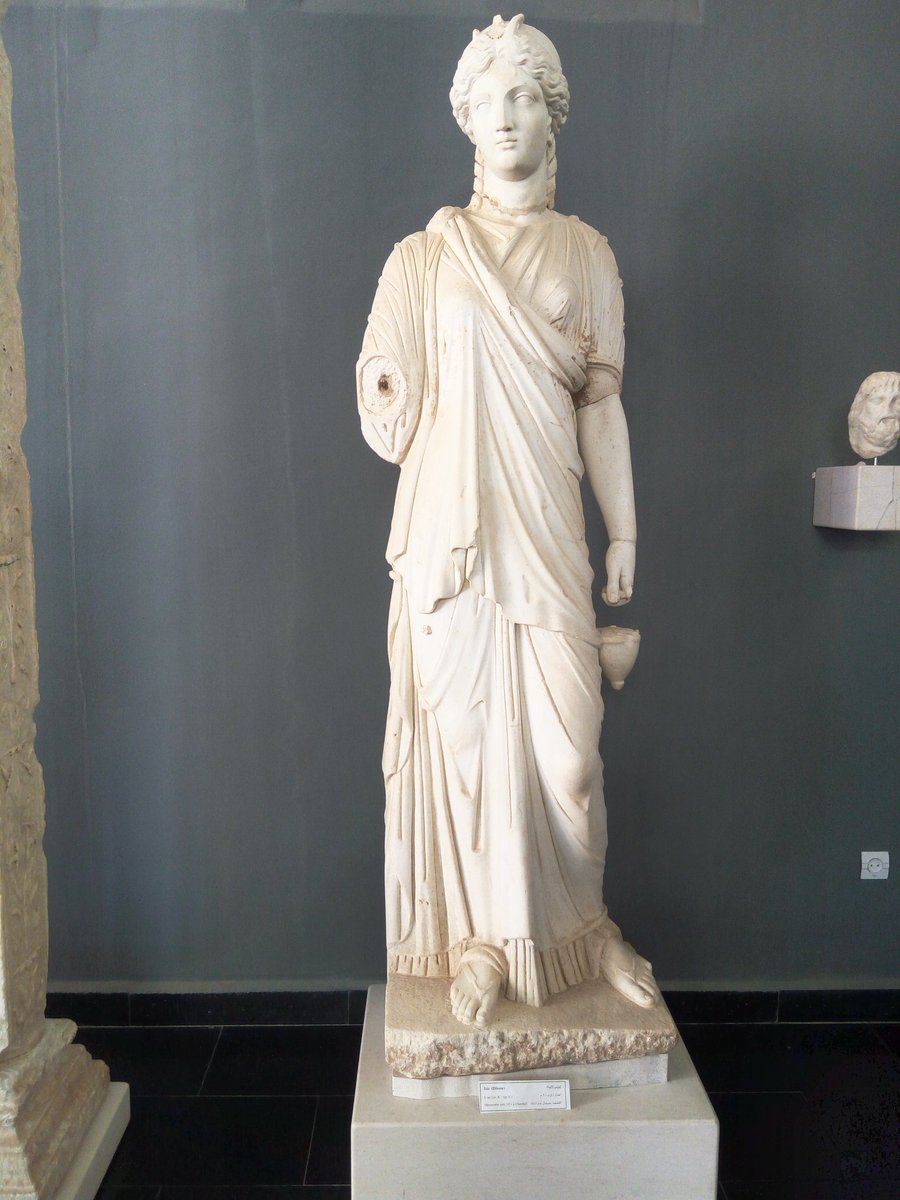
Statue d'Isis au Musée public national de Cherchell en Algérie.

#### Voile d'Isis

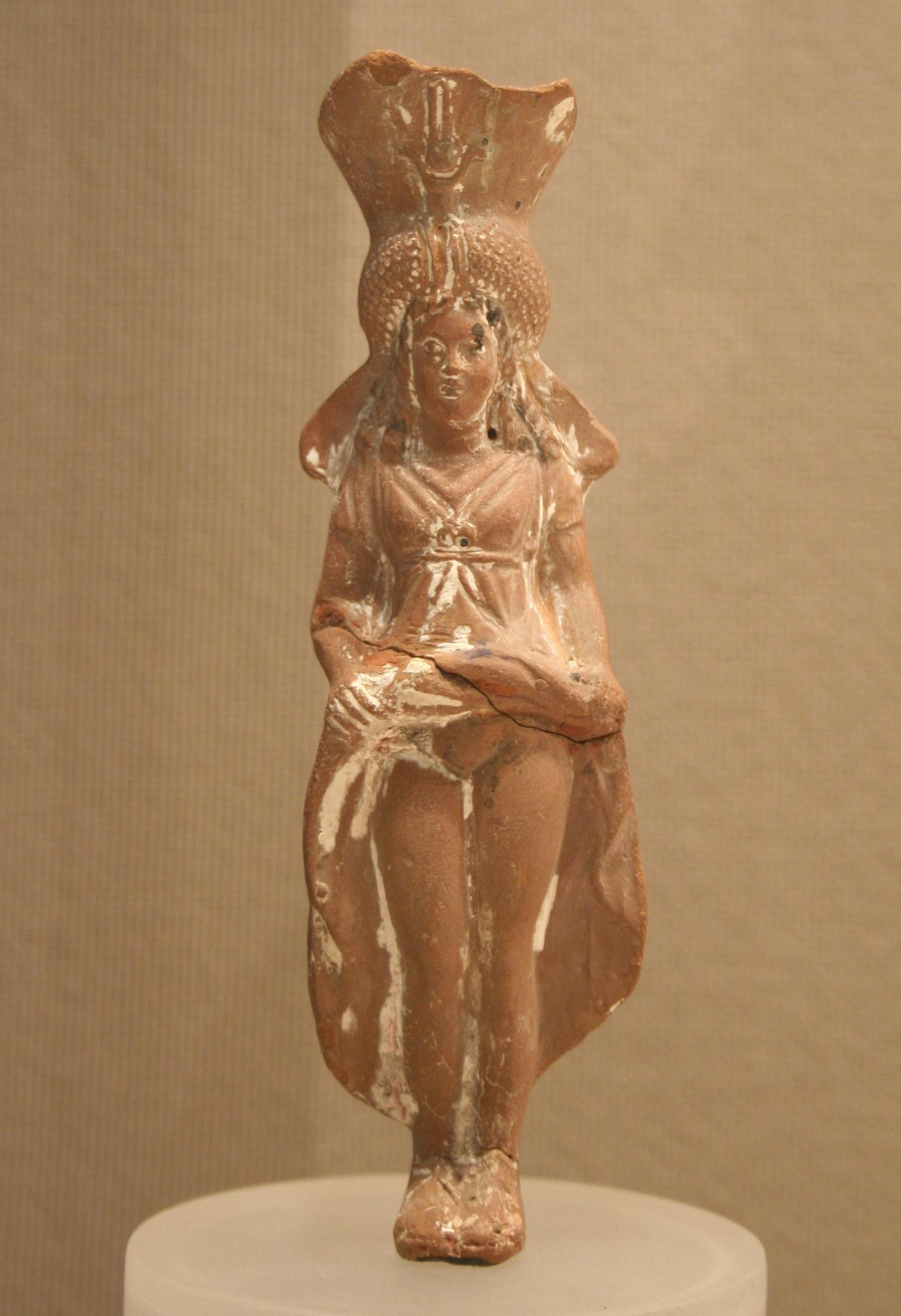
Isis-Aphrodite soulevant sa tunique.

Au IIe siècle, dans son traité Sur Osiris et Isis, le grec Plutarque s'est efforcé de donner une explication philosophique au mythe égyptien. D'après lui, le peuple égyptien est détenteur d'un très ancien savoir réservé à un petit groupe de prêtres et d'initiés. Cette vérité est dissimulée derrière des symboles et chaque pharaon, lors de son intronisation, est « initié à cette philosophie où tant de choses, sous des formules et des mythes qui enveloppaient d'une apparence obscure la vérité et la manifestation par transparence, étaient cachées ». Pour démontrer cette dissimulation, Plutarque met en avant trois exemples : les sphinx, qui suggèrent la présence dans les temples d'une énigmatique sagesse, le nom du dieu Amon qui signifie « Celui qui est caché » et une inscription gravée sur une statue de Neith vénérée à Saïs et assimilée à Athéna et à Isis : 

« À Saïs, la statue assise d'Athéna, qu'ils identifient à Isis, porte cette inscription : « Je suis tout ce qui a été, qui est et qui sera, et mon voile (peplos), aucun mortel ne l'a encore soulevé. »

— Plutarque, Sur Isis et Osiris, 9. Traduction de Pierre Hadot,.
L'inscription de Saïs est évoquée, une seconde fois, au Ve siècle, par le grec Proclus dans son Commentaire du Timée de Platon, mais sous une forme différente et plus développée :

« Ce qui est, ce qui sera, ce qui a été, je le suis. Ma tunique (chitôn), personne ne l'a soulevée. Le fruit que j'ai engendré, c'est le soleil. »

— Proclus, Commentaire du Timée de Platon, 21e. Traduction de Pierre Hadot,.
L'expression « aucun mortel n'a jamais soulevé mon voile » qu'adopte Plutarque prête à confusion. Il est tentant d'imaginer une statue d'Isis, le visage caché sous un châle que l'initié soulève tel un époux le jour des noces lorsque se présente à lui son épouse voilée, le dévoilement signifiant la découverte des mystères cachés. Cette interprétation est peu crédible, les Égyptiens ne voilant pas leurs déesses. Plutarque parle plutôt d'une tunique, le péplos étant un lourd vêtement en laine, tandis que le soulèvement de la robe et le dévoilement du sexe féminin d'Isis (ou des déesses qui lui sont identifiées) est un motif mythique et iconographique attesté en Égypte.

#### Voyages de la vache Io - Isis
Le personnage de Io, prêtresse grecque transformée en génisse a très vite été rapproché d'Isis, la déesse égyptienne aux aspects bovins. D'après un mythe grec connu au moins depuis Eschyle, Zeus remarqua Io et la belle devint rapidement une de ses nombreuses maîtresses. Leur relation continua jusqu'à ce que Héra, l'épouse de Zeus, les eût presque surpris. Zeus parvint à échapper à cette situation en transformant Io en une magnifique génisse blanche. Cependant, Héra ne fut pas dupe et exigea de Zeus qu'il la lui donnât comme présent. Héra confia la génisse à la garde d'Argos, aux cent yeux, pour qu'il la maintienne à l'écart de Zeus. Ce dernier demanda alors à son fils Hermès de tuer Argos. Ce geste accompli, Héra se vengea en envoyant sur Io un taon chargé de la piquer sans cesse. Celle-ci, affolée et rendue furieuse, s'enfuit et parcourut de nombreux pays. Elle traversa à la nage plusieurs mers d'Europe et d'Asie pour arriver finalement en Égypte où Zeus lui fit retrouver sa forme humaine. Elle y épousa le roi Télégonos et leurs descendants régnèrent sur le pays.

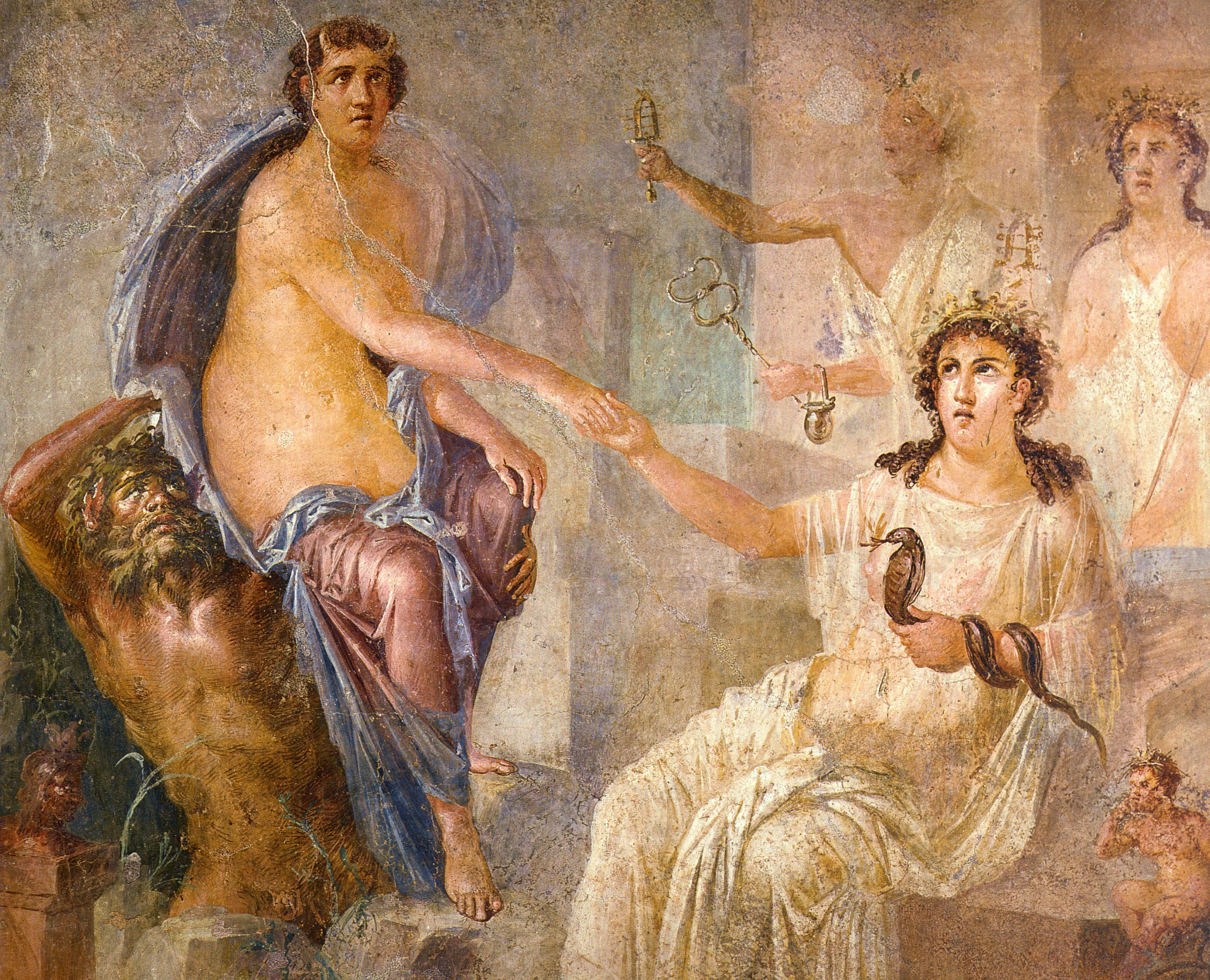
Le dieu Nil portant la jeune Io cornue vers Isis, fresque de Pompéi.

À partir de cette histoire, les auteurs latins ont multiplié les rapprochements entre Isis et Io, tel l'écrivain Ovide qui, dans ses Métamorphoses (IX, 686-694), désigne Isis comme étant la fille d'Inachos, le dieu-fleuve réputé être le père de Io. Au IIe siècle, Apollodore le Mythographe résume le mythe de Io dans son ouvrage la Bibliothèque (II, 7-9), en assimilant la déesse grecque à Isis :

« Io gagna tout d'abord le golfe Ionien, ainsi nommé à cause d'elle ; ensuite, après avoir parcouru l'Illyrie et franchi l'Haimos, elle traversa le détroit qui s'appelait alors le détroit de Thrace et qui s'appelle maintenant, à cause d'elle, le Bosphore. Elle s'en alla en Scythie et au pays des Cimmériens et, après avoir erré sur de vastes étendues de terre et traversé à la nage de vastes étendues de mer, elle arriva en Égypte. Là, elle retrouve sa forme primitive et, sur les bords du fleuve Nil, elle met au monde un fils, Épaphos (l'Attouché). Héra demande aux Courètes de faire disparaître l'enfant, ce qu'ils firent. Zeus, lorsqu'il l'apprend, tue les Courètes. Io, de son côté, se mit à la recherche de son fils. Elle erra dans toute la Syrie (on lui avait révélé que son fils s'y trouvait, nourri par la femme du roi de Byblos) et, quand elle eut trouvé Épaphos, elle revint en Égypte et se maria avec Télégonos, qui régnait alors sur les Égyptiens. Elle érigea une statue de Déméter et les Égyptiens appelèrent la déesse Isis. À Io aussi ils donnèrent le même nom d'Isis »

— Extrait de la Bibliothèque d'Apollodore, trad. de J.-Cl. Carrière et B. Massonie.

### Mystères d'Isis
La rencontre des cultures grecques et égyptiennes durant la période ptolémaïque a donné naissance aux Mystères d'Isis, un culte de la déesse basé sur des événements festifs publics et sur des cérémoniels plus confidentiels. Ces derniers ne sont accessibles qu'aux individus ayant entrepris un enseignement spirituel inauguré par une initiation aux mythes et symboles de la croyance en Isis, durant des épreuves, nocturnes et secrètes, tenues dans l'enceinte des temples isiaques.

#### Fêtes publiques

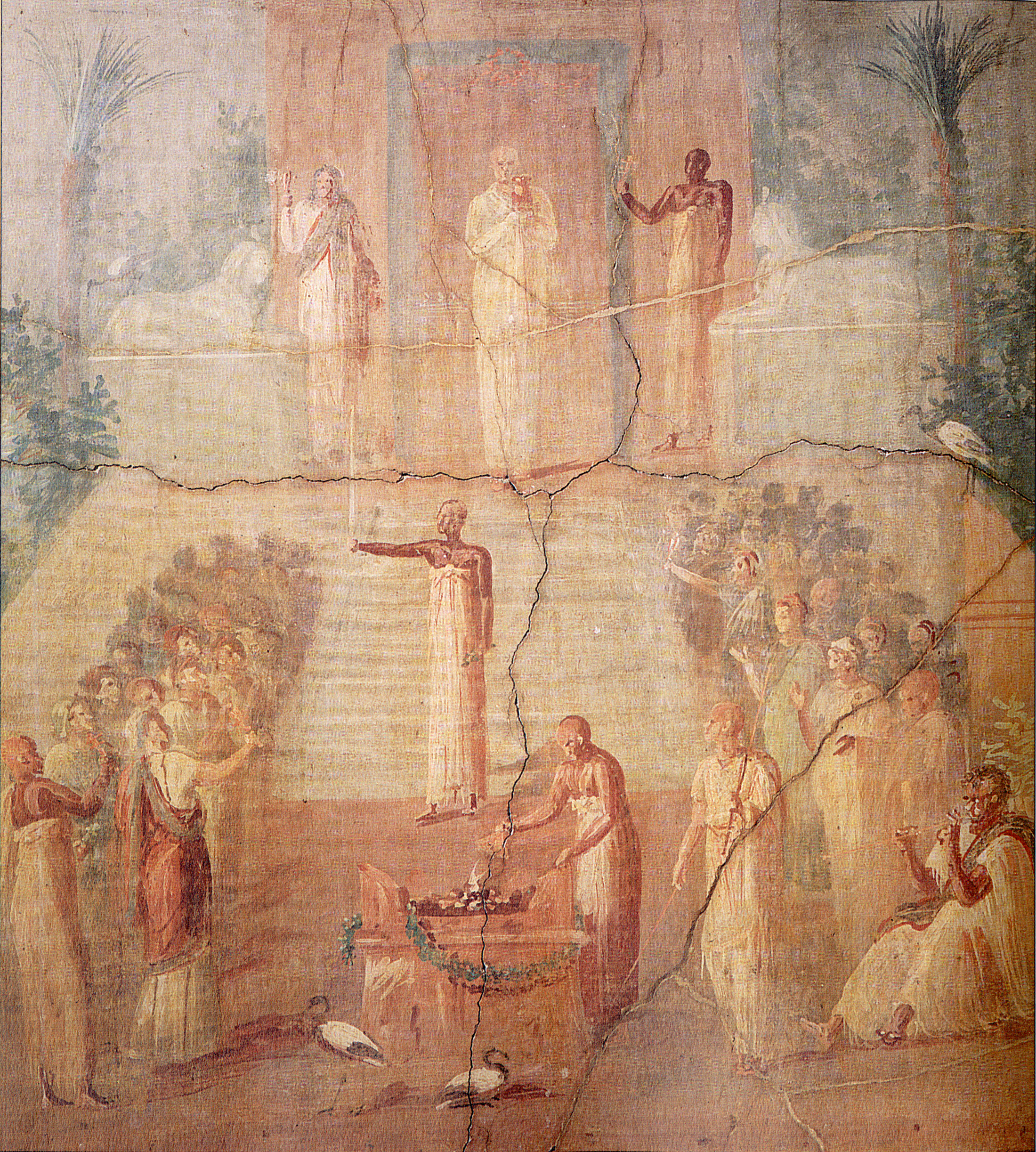
Fête isiaque, fresque d'Herculanum.

De nombreux documents gréco-romains attestent l'existence de journées festives destinées à rendre grâce à Isis. Ces dates rappellent les principaux exploits mythiques de la déesse et structurent la vie communautaire de ses adorateurs. D'une manière générale, une fête commence par une procession destinée à présenter les statues divines à la foule. La manifestation se poursuit par des prières, des libations et des sacrifices, pour s'achever par un banquet dans l'aire du temple. D'après le Calendrier de Philocalus, daté de l'an 354, les journées isiaques sont la Navigation d'Isis (Isidis navigum) le 5 mars, les fêtes de Péluse (Pelusia) du 20 mars, la fête de Sarapis (Serapia) du 25 avril, la fête des lampes (Lychnapsia) du 12 août, les fêtes d'Isis (Isia) du 28 octobre au 1er novembre, et les réjouissances (Hilaria) du 3 novembre. La navigation d'Isis célèbre la déesse en tant que protectrice des bateaux et des navigateurs, à l'occasion de la réouverture de la navigation en mer après l'arrêt hivernal. L'écrivain Apulée de Madaure nous a laissé une description pittoresque de cette manifestation (Métamorphoses ou Âne d'or, chapitre XI). Une autre célébration en lien avec la mer est la fête du Sacrum Pharia (avril), destinée à protéger les convois de blé entre Alexandrie et Rome. Les Serapea sont des fêtes agricoles qui correspondent à des célébrations égyptiennes du 30 Pharmouti. Il est probable que les Pelusia sont en rapport avec le jeune dieu Harpocrate, fils d'Isis. À l'automne, la semaine des Isia célèbre la passion d'Osiris ; elle commence le 28 octobre par la mort du dieu et s'achève le 3 novembre par sa résurrection. Ces journées transposent en terres gréco-romaines les célébrations égyptiennes du mois de Khoiak où, lors de rituels secrets et publics, des officiants rejouaient la quête d'Isis et reconstituaient le corps d'Osiris sous la forme de figurines.

#### Initiation

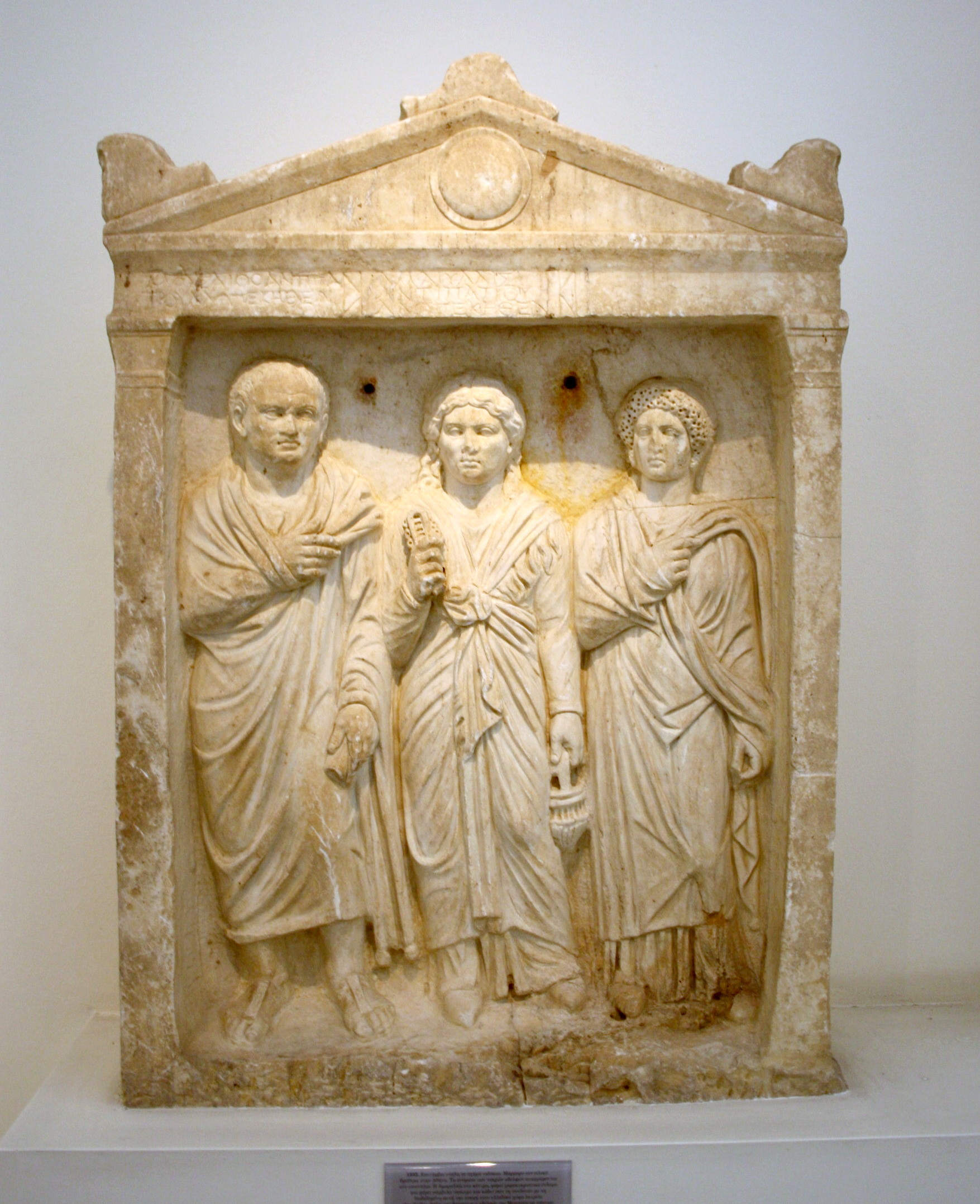
Stèle isiaque romaine.

Dans l'esprit de nombreux Grecs, l'être humain peut échapper à la mort et survivre aux limites fixées par la vie et le destin. Cette idée est pleinement vécue et intégrée dans les Mystères d'Éleusis et dionysiaques. Là, dans le cadre d'un rituel secret et initiatique, le myste prend conscience de la signification profonde des mythes et reçoit le réconfort d'un bonheur spirituel. Très peu de documents parlent des Mystères d'Isis, les initiés ayant l'obligation du secret. L'Arétalogie d'Isis fait dire à la déesse qu'elle a enseigné aux hommes les initiations, ce qui implique qu'il devait exister, dans le cadre de son culte, la révélation d'un enseignement caché à ceux qui lui en faisaient la demande. Cette révélation devait sûrement être accompagnée de rites destinés à tester la détermination, les capacités et le courage du candidat, mais aussi à l'intégrer dans le petit groupe des bénéficiaires du savoir. Un hymne du Ier siècle avant notre ère, mis au jour à Maronée en Thrace, loue Isis pour avoir « découvert avec Hermès les écrits, et parmi ceux-ci, les écrits sacrés pour les mystes, et les écrits à caractère public pour tous »,. L'existence de groupes d'initiés est très peu attestée mis à part quelques allusions sur des stèles funéraires des Ier et IIe siècles exhumées en Bithynie, à Rome et à Brindisi.

#### Origines des Mystères d'Isis

##### Secrets égyptiens
Selon une tradition grecque qui remonte à l'historien Hérodote, les dieux hellènes et leurs cultes à mystères ont des origines égyptiennes (Histoire, II, 49-50). Cette affirmation n'a cependant aucun fondement crédible. Par ailleurs, Hérodote évoque ces cérémoniels égyptiens accomplis en l'honneur d'Osiris. Il rapporte que l'on donne, de nuit, sur le lac sacré du temple de Saïs, « des représentations de Sa passion, que les Égyptiens appellent des mystères ». Il rapproche cette fête des mystères éleusiens de Déméter, mais ne donne guère de détails, préférant garder un pieux silence sur ces deux rites (Histoire, II, 170-171). En l'état actuel des connaissances, il semble toutefois qu'il n'existait pas en Égypte des mystères dans le sens où l'entendaient les Grecs, à savoir des rites d'initiation à des secrets religieux. Le témoignage d'Hérodote se réfère plutôt à une mise en scène théâtralisée des principaux épisodes du mythe osirien, un jeu sacré où le personnage d'Isis tenait une grande place. Dans le cas égyptien, le secret évoqué par Hérodote tient au mutisme auquel les prêtres s'astreignaient au sujet du meurtre d'Osiris. Le silence s'exerçait aussi à propos des saintes reliques déposées dans les sépultures fondées par Isis lors de sa quête des membres épars.

##### Rituel grec

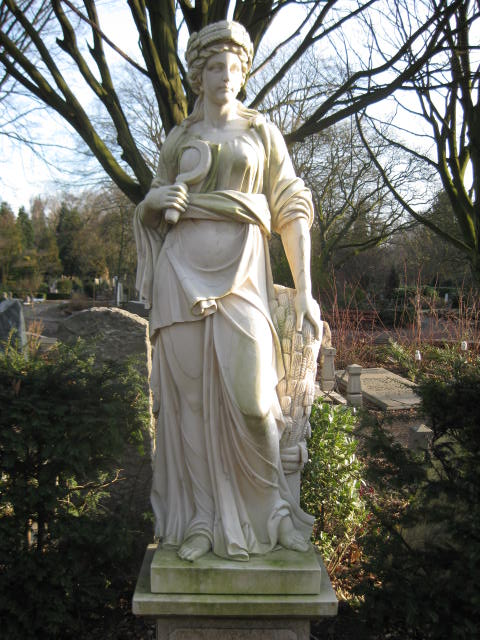
Statue moderne de Déméter.

Si les mystères d'Isis ne découlent pas de traditions égyptiennes, il est alors probable que les Mystères de Déméter, célébrés à Éleusis, près d'Athènes, soient à l'origine de cette manifestation de piété isiaque. Il est avéré que dès le Ve siècle, les deux déesses, Isis et Déméter, ont été assimilées l'une à l'autre dans la pensée grecque. Hérodote affirme ainsi que « dans la ville de Bousiris en l'honneur d'Isis, il y a un très important sanctuaire d'Isis ; la ville est située au milieu du Delta égyptien ; Isis est celle qu'en langue grecque on appelle Déméter » (Histoire, II, 59). À l'époque ptolémaïque, les prêtres égyptiens du Fayoum ont eux-mêmes popularisé ce rapprochement à l'attention des colons grecs. Dans un hymne à Isis gravé en caractères grecs sur le temple du village de Narmouthis, il est ainsi affirmé que la déesse est « Isis au grand nom, très sainte Déô », le dernier théonyme se rapportant évidemment à Déméter, la « Terre Mère ». Les mystères de Déméter et Perséphone (sa fille) ont peut-être été célébrés en Égypte-même, un faubourg d'Alexandrie ayant pris le nom d'Éleusis. Au IIe siècle, un hymne vantant les vertus d'Isis, l’Arétalogie de Maronée lie clairement la déesse égyptienne au sanctuaire athénien d'Éleusis : 

« L'Égypte t'a plu comme lieu de séjour ; de la Grèce, tu as surtout honoré Athènes ; c'est là en effet que pour la première fois tu as révélé les fruits de la terre. Triptolème, après avoir mis sous le joug tes serpents sacrés, distribua, emporté sur son char, la semence à tous les Grecs ; voilà pourquoi nous avons à cœur d'aller voir, dans la Grèce Athènes, et dans Athènes Éleusis, en estimant que la cité est la parure de l'Europe, et que le sanctuaire est la parure de la cité »

— Arétalogie de Maronée (extrait), trad. de Y. Grandjean.

#### Enseignement secret

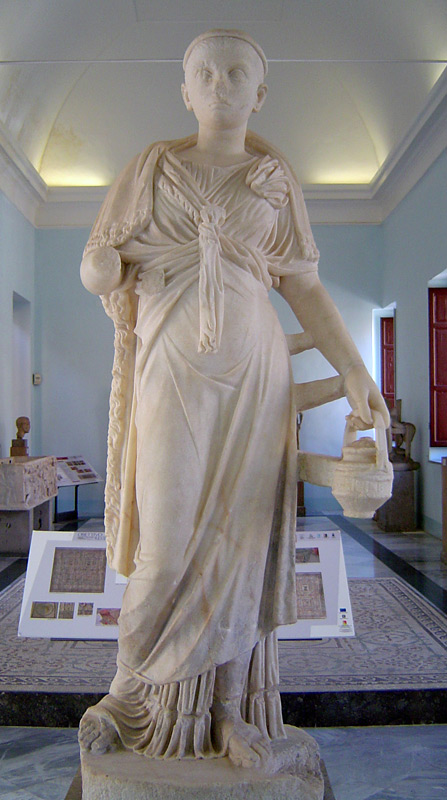
Statue d'une prêtresse d'Isis.

Le récit d'Apulée de Madaure au livre XI des Métamorphoses est la seule source antique décrivant le déroulement de l'initiation aux Mystères d'Isis. La déesse n'y occupe pas la place centrale et sert plutôt de médiatrice. Lucius, le héros du roman apuléen, après avoir vu en songe la déesse, se décide à subir l'initiation. Elle est décrite comme une mort volontaire et un salut obtenu par la grâce divine. Le myste accomplit une descente aux enfers où il voit briller le soleil en pleine nuit :

« J'ai approché des limites de la mort ; j'ai foulé le seuil de Proserpine, et j'en suis revenu porté à travers les éléments ; en pleine nuit, j'ai vu le soleil briller d'une lumière étincelante ; j'ai approché les dieux d'en-bas et les dieux d'en haut, je les ai vus face à face et les ai adorés de près. (...) Le matin venu, et tous les rites achevés, je parus, ayant sur moi douze robes de consécration (...) Au milieu même de la demeure sacrée, devant l'image de la déesse, une estrade en bois avait été dressée, sur laquelle je fus invité à monter. Debout et revêtu d'une étoffe de fin lin, mais brodée de vives couleurs, j'attirais les regards. (...) Les initiés donnent à ce vêtement le nom de robe olympienne. Je tenais de la main droite une torche allumée, et ma tête était ceinte d'une noble couronne de palmes, dont les feuilles brillantes se projetaient en avant comme des rayons. Ainsi paré à l'image du soleil, on m'expose comme une statue et, des rideaux s'écartant brusquement, c'est un défilé de passants désireux de me voir. Je célébrai ensuite l'heureux jour de ma naissance à la vie religieuse par un repas de fête et de joyeux banquets. (...) »

— Apulée, Métamorphoses, Livre XI (extraits). Traduction de Paul Valette.
L'initié a été conduit dans les cryptes du temple suggérant la Douât, le royaume des morts égyptiens. Dans l'Égypte antique, le défunt accède à la vie éternelle en étant assimilé à Osiris. Durant le Nouvel Empire, les pharaons bénéficient dans leurs tombeaux d'une littérature funéraire réservée à eux seuls ; les Livres du monde souterrain présentent, heure par heure, le parcours nocturne de la barque solaire. Dans les Mystères d'Isis, il semble que l'initié bénéficie de son vivant de ce voyage secret. Au milieu de la nuit, il s'identifie à Osiris et naît le matin comme Rê, le soleil régénéré. Ce voyage mystique est placé sous la protection d'Isis. En échange de cette révélation, l'initié est tenu à des obligations de piété, de pureté et d'obéissance. La cérémonie l'ouvre à une vie nouvelle ; sa connaissance du sens profond du mythe lui permet de participer, en tant que prêtre, au culte de la déesse.

#### Vêtement initiatique

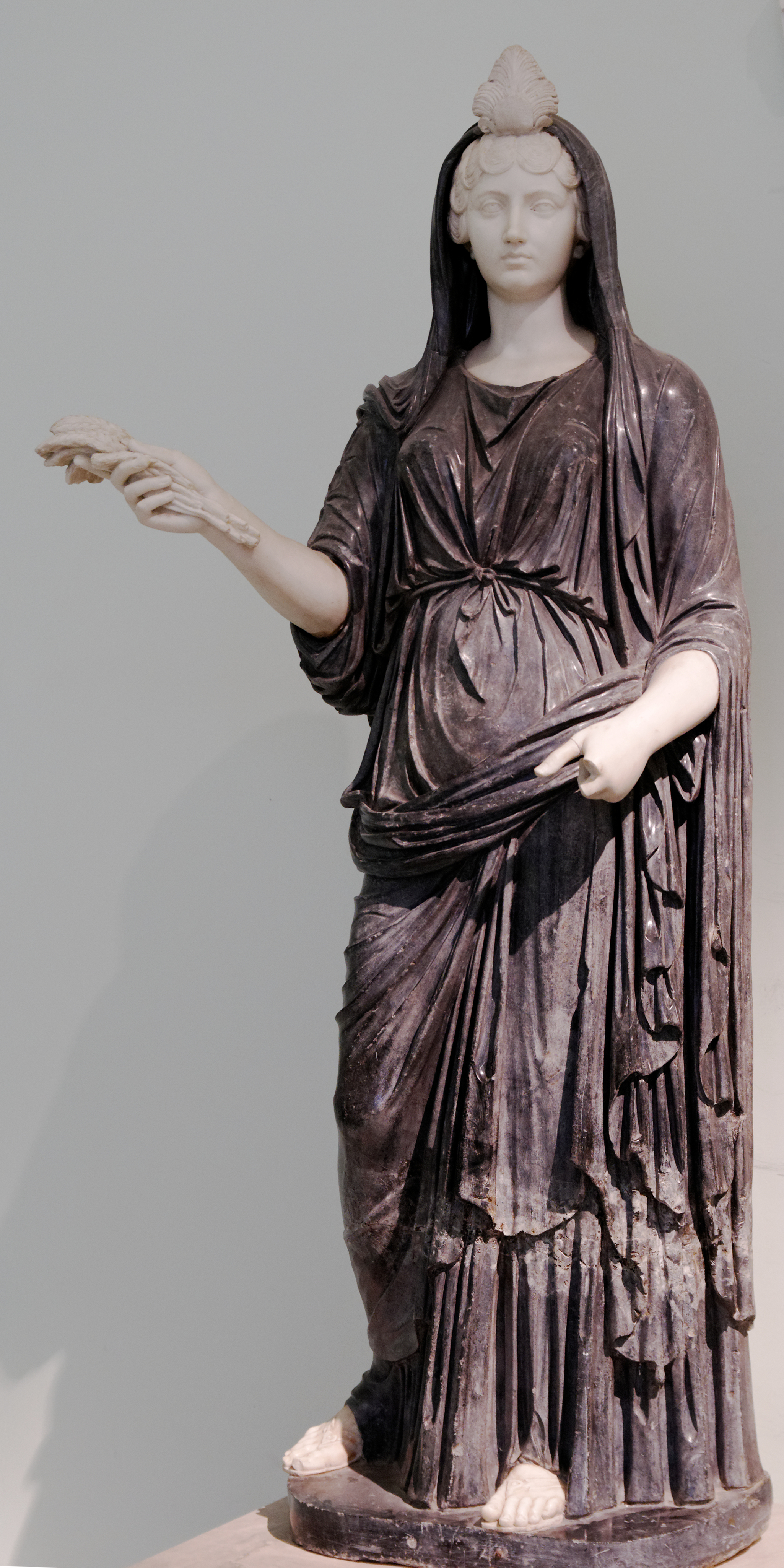
Isis-Fortuna portant une tunique noire (ciel nocturne).

Lors de l'initiation de Lucius aux Mystères d'Isis (Métamorphoses, XI), Apulée mentionne le port de douze tuniques-stolæ. Ces vêtements évoquent les douze heures de la nuit et les douze régions de l'au-delà traversées par Rê lors de son voyage souterrain : « Et sur toutes les faces, j'étais orné de figures d'animaux multicolores : ici c'étaient des dragons de l'Inde, là ces griffons hyperboréens qu'un autre monde engendre, munis d'ailes comme des oiseaux. Les initiés donnent à ce vêtement le nom de robe olympienne ».
D'autres sources rapportent l'existence d'initiés heptastolos porteurs de sept tuniques à l'imitation de la déesse Isis. Les sept habits évoquent les sept planètes astrologiques (Soleil, Lune, Mercure, Vénus, Mars, Jupiter et Saturne) sur lesquelles la déesse Isis exerce son pouvoir divin en tant que reine du ciel regina caeli. D'après le Pseudo-Hippolyte de Rome dans son ouvrage Contre les hérésies (IIIe siècle), les Mystères d'Isis sont pour les Égyptiens « sacrés, augustes et impénétrables à quiconque n'est pas initié. Or ces mystères ne sont pas autre chose que l'enlèvement des parties honteuses d'Osiris et leur recherche par Isis vêtue de sept robes noires. Osiris, disent-ils c'est l'eau. La nature est revêtue de sept robes éthérées – il s'agit des sept planètes, auxquelles ils donnent le nom allégorique de robes éthérées ». D'après Plutarque, « les vêtements d'Isis sont teints de toutes sortes de couleurs bigarrées, parce que son pouvoir s'étend sur la matière qui reçoit toutes les formes et qui subit toutes vicissitudes, puisqu'elle est susceptible de devenir, lumière, ténèbres, jour, nuit, feu, eau, vie, mort, commencement et fin ».

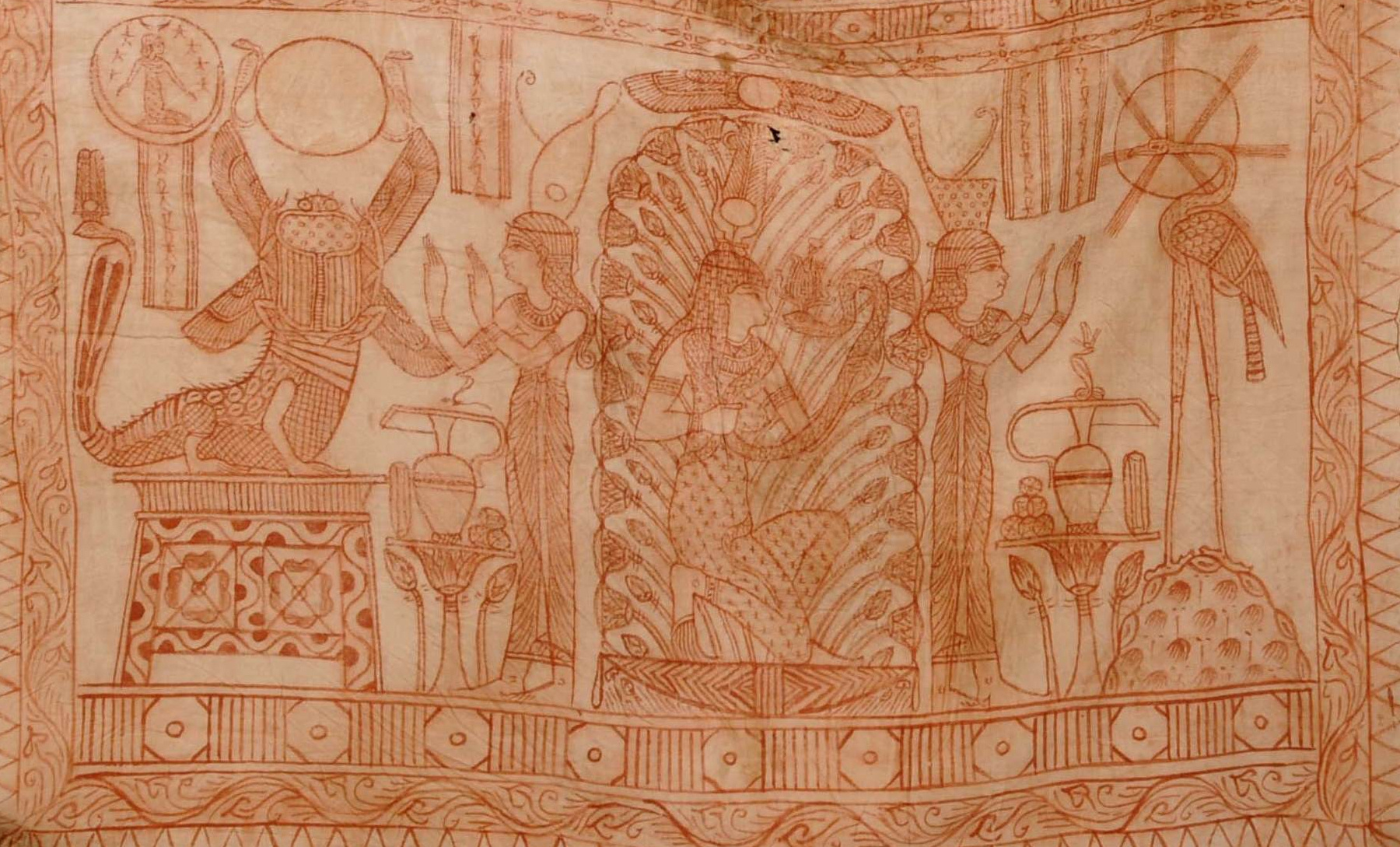
Tunique de Saqqarah (détail).

Lorsque Lucius reçoit en songe la visite d'Isis celle-ci ne porte pas les sept robes astrologiques mais une tunique lumineuse, symbole du jour et un manteau noir symbole du ciel nocturne : « Sa tunique, de couleur changeante, tissée du lin le plus fin, était tour à tour blanche comme le jour, jaune comme la fleur crocus, rougeoyante comme la flamme. Mais ce qui surtout éblouissait surtout mes yeux, c'était un manteau d'un noir intense, resplendissant d'un sombre éclat ». Une tunique en lin d'époque romaine (IIIe siècle), trouvée en 1922 dans une tombe de Saqqarah, est sans doute un vêtement porté lors d'une séance initiatique. Chaque côté est orné de deux scènes. À l'avant, le registre inférieur montre un groupe de divinités. Isis est représentée au centre, agenouillée dans un fourré de papyrus. Elle est vêtue d'une longue robe égyptienne parsemée d'étoiles. Elle tient à la main un serpent couronné de l'atef et semble lui donner un baiser. Cette scène évoque probablement l'union d'Isis et d'Osiris, le serpent devant figurer l'époux de la déesse.

## Isis face au christianisme

### Fin du paganisme
Dès le IIe siècle, des groupes chrétiens se montrent actifs en Égypte. Mais, jusque tard dans le IIIe siècle, il ne s'agit que d'une très faible minorité ; la nouvelle religion peine à se diffuser, hors des villes, dans les campagnes. Il est probable que, sous le règne de l'empereur Constantin Ier, la religion païenne conserve sa supériorité numérique. Le christianisme ne commence à montrer sa puissance que vers la fin du IVe siècle, encouragé par une politique impériale très favorable. Sous Théodose Ier, la destruction du Sérapéum (temple de Sarapis) d'Alexandrie en 391 est le signal des très durs affrontements qui vont secouer l'Égypte durant tout le Ve siècle. Après 450, la victoire du christianisme est manifeste. La situation demeure pourtant confuse, beaucoup de païens se convertissant pour éviter des persécutions, tout en gardant les anciennes divinités égyptiennes dans leur cœur. En 485-487 le temple d'Isis du village de Ménouthis, situé à quelques kilomètres à l'est d'Alexandrie, est encore en pleine activité. Durant le Ve siècle, la déesse Isis reste populaire en Haute-Égypte où les païens locaux s'allient aux forces Blemmyes (des nomades) pour piller les monastères chrétiens situés aux portes du désert.

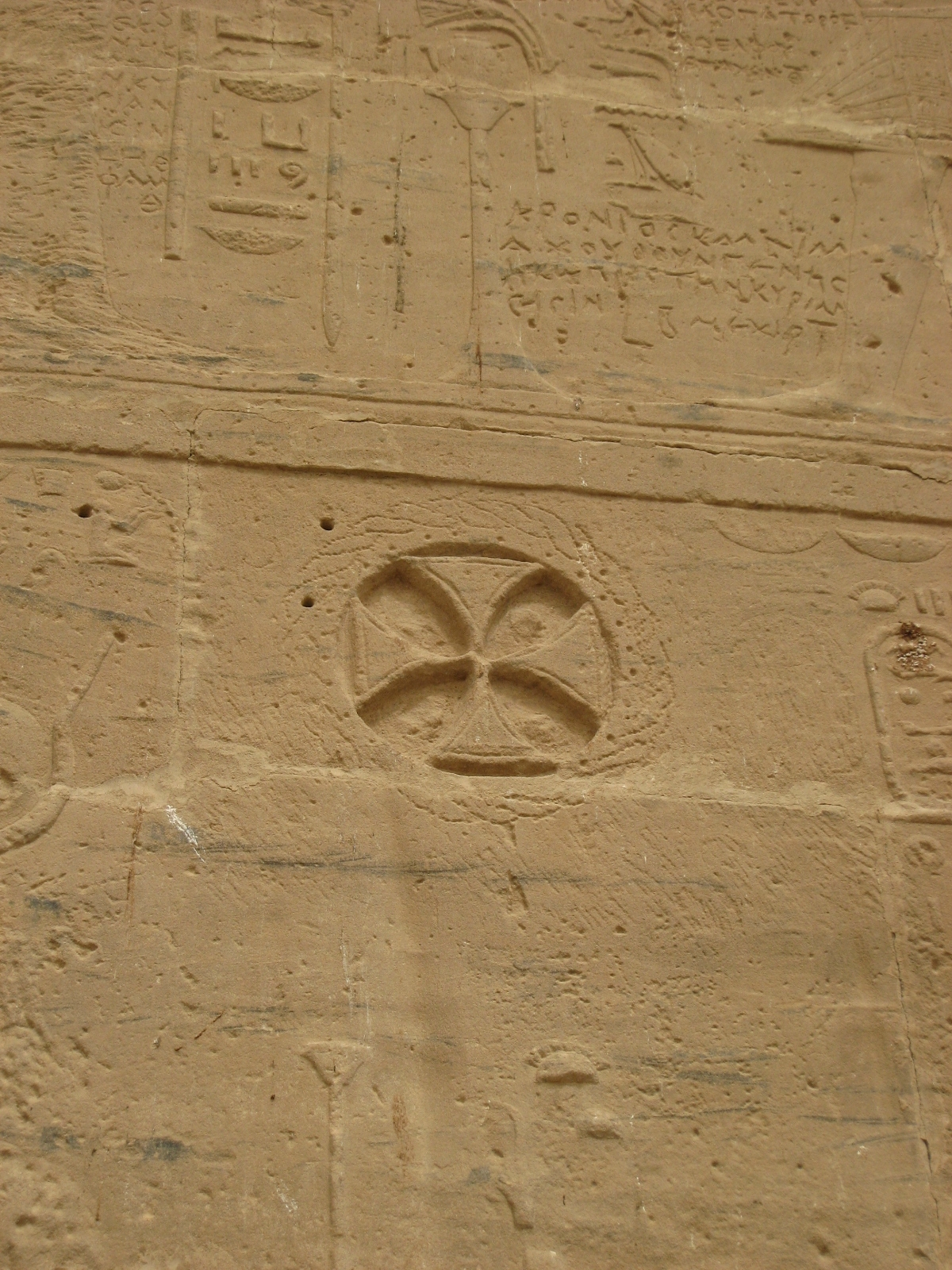
Croix copte gravée sur une façade du temple d'Isis de Philæ.

Durant les IVe et Ve siècles, sur l'île de Philæ, des prêtres continuent à exercer le culte d'Isis au profit des peuples Noubades et Blemmyes. La pratique réussit à se maintenir après l'an 453 au terme d'une trêve politique conclue entre les Byzantins chrétiens et les Nubiens païens. Selon l'historien Procope de Césarée, ces païens furent privés du temple de Philæ lorsque l'empereur Justinien décida d'y envoyer une armée aux ordres du général Narsès, aux alentours des années 535-537 :

« Ces barbares eurent jusqu'à moi ces sanctuaires de Philæ, mais l'Empereur Justinien décida de les leur enlever. C'est pourquoi Narsès, Persarménien d'origine (...), commandant des soldats de là-bas, détruisit les sanctuaires sur l'ordre de l'Empereur, fit mettre les prêtres sous bonne garde et envoya les statues à Byzance. »

— Procope, Guerres perses, 1.19.36-37. Traduction de A. Bernand.
Selon l'égyptologue Jitse Dijkstra, l'affirmation de Procope est à l'évidence une exagération. Le temple de Philæ est l'un des mieux conservés d'Égypte, il n'a donc pas été détruit. Tout au plus, les militaires ont-ils été réquisitionnés afin de marteler quelques bas-reliefs représentant les divinités honnies. Il est fort douteux que le culte d'Isis fût encore très florissant à Philæ durant la décennie 530. Les témoignages épigraphiques laissés par les pèlerins sont encore nombreux au IIIe siècle mais commencent à s'épuiser au IVe siècle. Quant aux dernières mentions, elles ne dépassent pas les années 456-457 et n'ont été laissées que par des prêtres isolés issus d'une même fratrie. Depuis la fin du IVe siècle, l'île est le siège d'un évêché. Entre 525 et 577, son évêque est un certain Théodore qui fit placer, après le passage des soldats, un portrait de saint Étienne au sein d'un temple converti en église copte. Dans les décennies suivantes, les trois royaumes nubiens se convertissent au christianisme, en l'an 543 pour la Nobatie, en 550 pour la Makurie et vers 570 pour l'Alodie.

### D'Isis à la Vierge Marie
Durant les quatre premiers siècles de l'ère chrétienne, les figures maternelles d'Isis, mère d'Horus et de Marie, mère de Jésus ont coexisté. Tant en Égypte qu'autour de la mer Méditerranée, le culte d'Isis est florissant jusqu'au IVe siècle et ses figurations sont très répandues. La plus ancienne représentation connue de la mère du Christ est une peinture de la catacombe de sainte Priscille à Rome qui pourrait être datée du IIe siècle. La Vierge est assise et elle allaite son fils, tandis qu'un personnage montre du doigt une étoile située au-dessus de sa tête. La chrétienté a pris naissance dans le milieu juif, où l'interdit des images divines est très fort, « Tu ne te feras point d'image taillée, ni de représentation quelconque des choses qui sont en haut dans les cieux, qui sont en bas sur la terre, et qui sont dans les eaux plus bas que la terre » (Exode, 20, 4). Les premiers croyants chrétiens n'ont donc pas disposé d'une tradition picturale monothéiste. Par conséquent, il est fort possible qu'ils aient puisé dans le répertoire polythéiste. Or, l'iconographie d'Isis montre très souvent la déesse assise sur un trône en train d'allaiter le très jeune Horus. L'emprunt aux cultes isiaques est d'autant plus probable que la culture gréco-romaine n'offre pas d'autre modèle de déesse allaitante.

Déesse mère
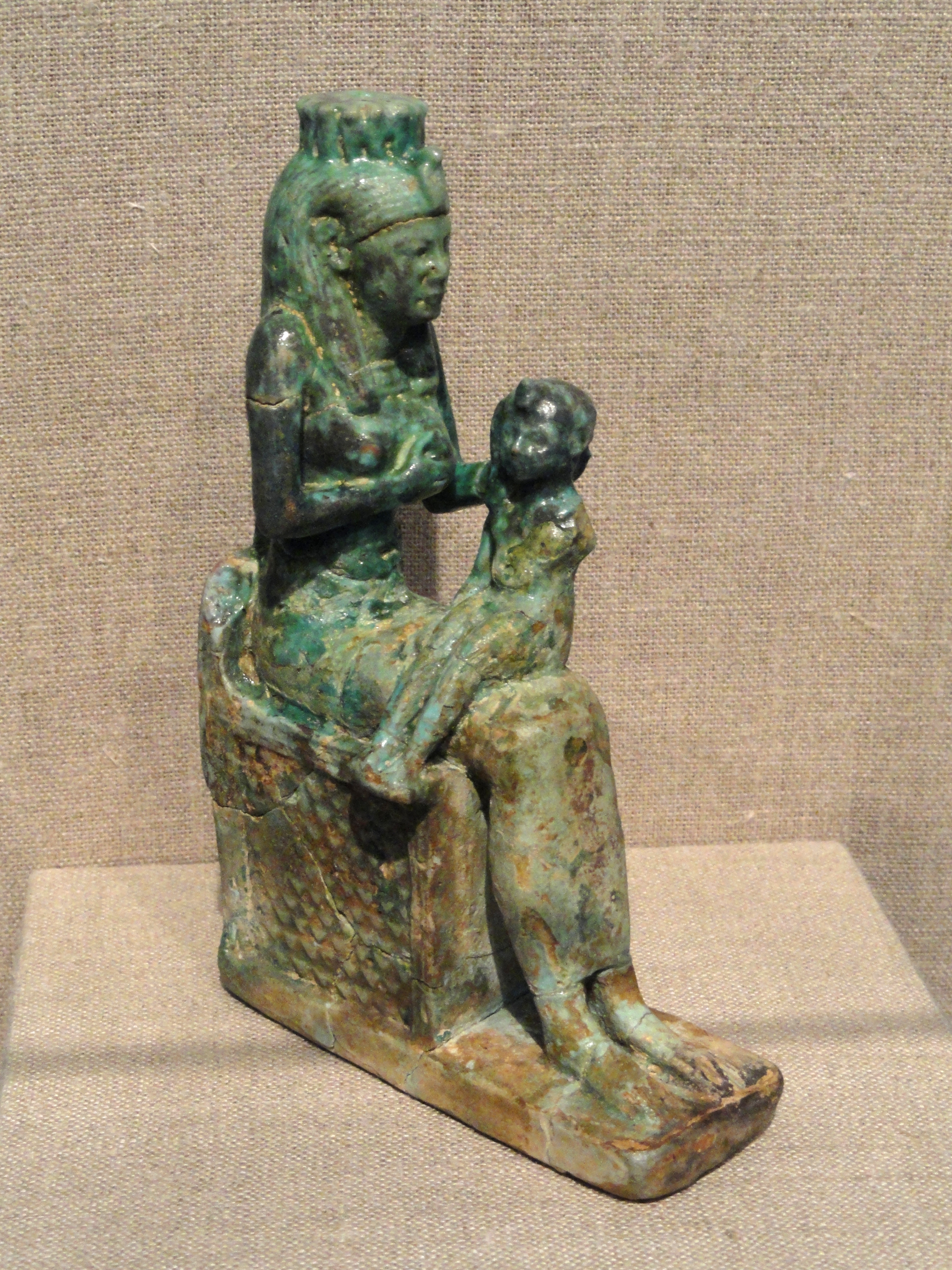
Isis allaitante, statuette égyptienne.
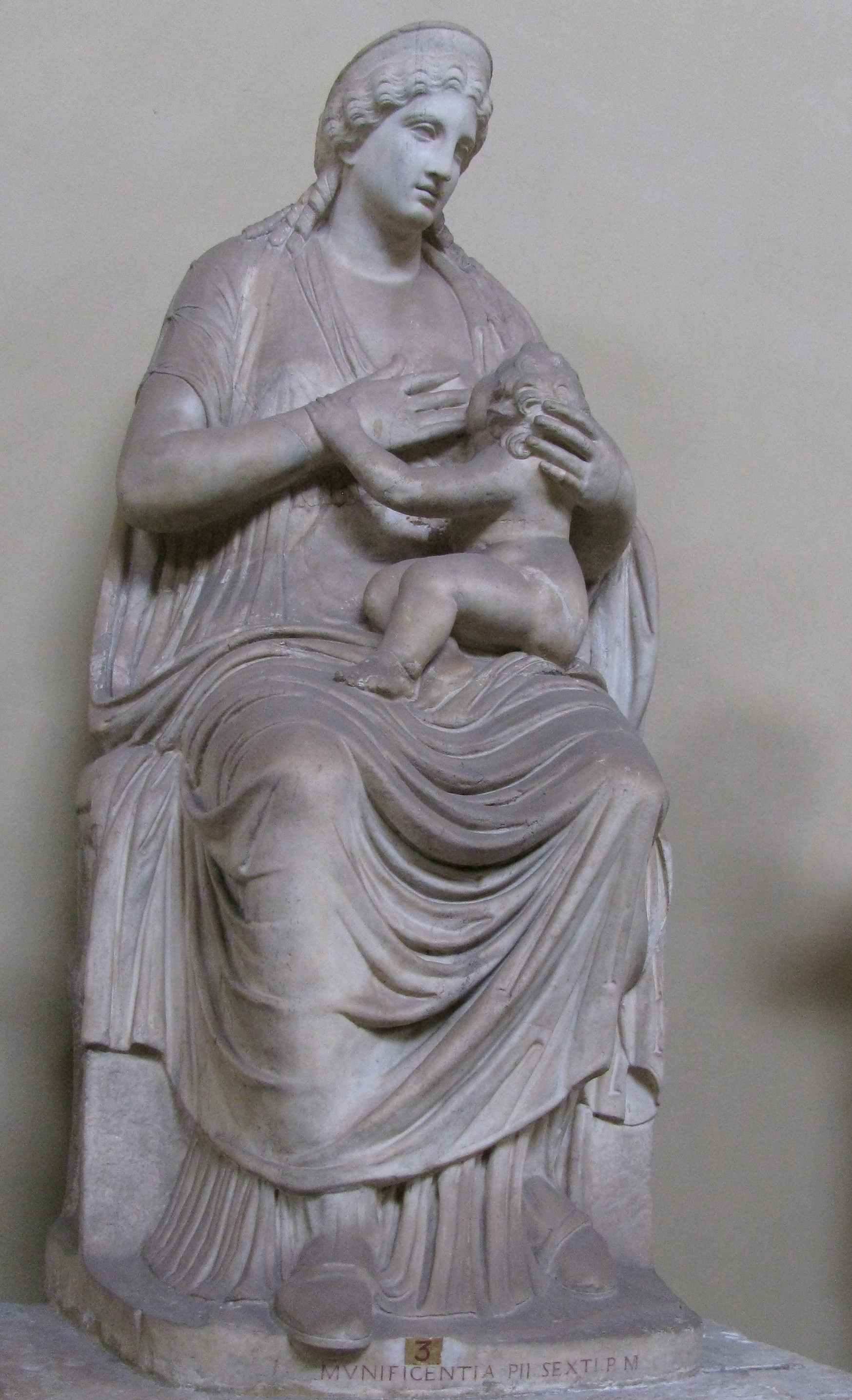
Isis lactans, statue romaine.
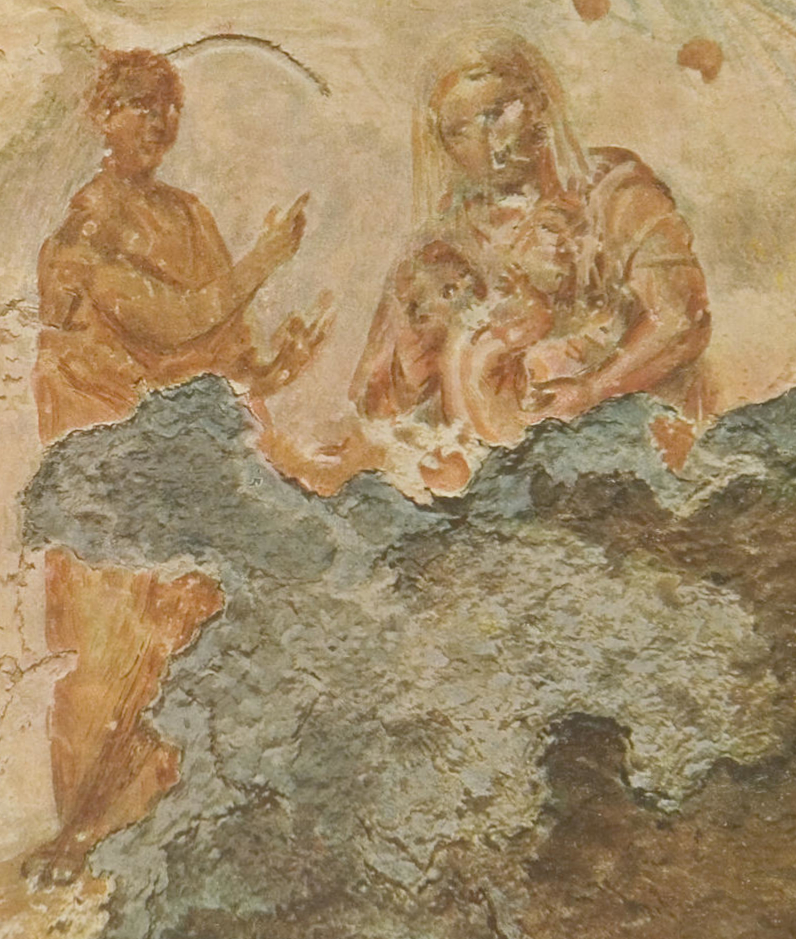
Vierge allaitante de Sainte-Priscille.
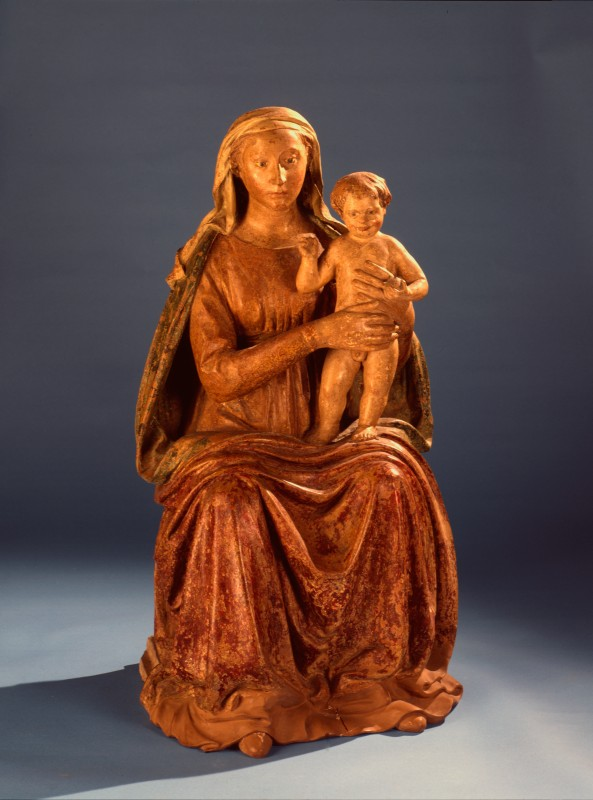
Vierge à l'enfant (XVe siècle).

## Imaginaire européen
Malgré la disparition du culte d'Isis en Égypte et en Europe, balayé par la croyance en Jésus-Christ, la déesse égyptienne est restée dans la mémoire des lettrés et érudits européens en tant qu'objet de curiosité intellectuelle, artistique et savante. Entre la fin du Moyen Âge et le déchiffrement des hiéroglyphes en 1822, les érudits n'ont cessé de se pencher sur le phénomène de la présence d'Isis en Europe. De nombreuses théories historiques et étymologiques ont ainsi été élaborées. Tenues pour vraies en leur temps, la plupart de ces réflexions ont depuis été invalidées par les sciences modernes (égyptologie, archéologie, philologie, etc.).

### Moyen Âge tardif

#### Une dame de renom

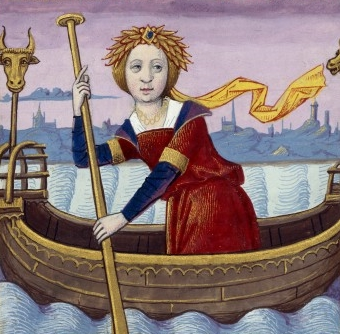
Isis arrivant en Égypte dans une barque à enseigne bovine,
miniature de Robinet Testard tirée d'un manuscrit du De mulieribus claris de Boccace, vers 1488-1496,
BNF, Fr.599, f.10v.

Dans la littérature scolastique avec ses encyclopédies savantes et ses recueils grammaticaux, les allusions aux dieux égyptiens sont nombreuses. La connaissance de la langue égyptienne s'étant perdue, leurs mythes ne sont cependant plus perçus qu'à travers le prisme des auteurs latins tardifs et transformés en paraboles pieuses. L'histoire d'Isis-Io est ainsi régulièrement reprise et commentée entre les Ve et XIIIe siècles. Dans sa Généalogie des Dieux et dans ses Dames de Renom, le toscan Boccace, est le premier érudit à se dégager des préjugés de la théologie chrétienne. Chez cet auteur, Isis, Apis et Thot/Mercure sont complètement grécisés. Identifiée à la déesse Io, Isis passe pour être la fille d'Inachos, une tradition qu'il juge inaugurée par le latin Ovide. Boccace interprète les errances de la génisse piquée par un taon d'une manière double. En s'inspirant de Macrobe, il donne à la légende une explication naturelle et physique en disant qu'Isis/Io est la Terre, Jupiter/Zeus le Soleil, Junon/Héra la Lune et le géant Argos la Raison. Boccace s'inscrit toutefois aussi dans une tradition évhémériste et fait de ces personnages des héros historiques. Il les inscrit dans une chronologie humaine en leur donnant des origines généalogiques grecques. En s'inspirant d'un passage tiré de Clément d'Alexandrie, Boccace fait d'Isis la fille de Prométhée. Dans cette seconde interprétation, Isis est en guerre contre Argos, le roi des Argiens. Ce dernier fait d'elle sa prisonnière et Jupiter suggère alors à Mercure, fils de Nilus d'assassiner le geôlier. L'assassinat accompli, Isis prend alors la fuite dans un bateau qui a pour pavillon et enseigne une vache. Elle navigue jusqu'en Égypte où elle épouse le roi Apis. Boccace note aussi une certaine contradiction dans l'œuvre d'Eusèbe de Césarée (IVe siècle). Selon ce dernier, Io fille d'Inachos serait soit née en l'an 3397 du monde soit en l'an 3547, tandis qu'Isis censée être la même personne ne serait née qu'en l'an 3783. Dans sa nouvelle patrie, Isis enseigne aux Égyptiens l'écriture, à vivre ensemble sous le règne de la loi, leur apprend les travaux agricoles et à faire du pain. En remerciement, ils la hissèrent au rang de déesse et instituèrent son culte,, :

« La majesté, la déité et excellence, après la mort fut tant grande et tant renommee que les rommains, les seigneurs de tout le monde, lui firent edifier un temple moult grant auquel ils instituèrent faire à elle sacrifice et reverences grandes et solemnelles selon que on avoit accoustume faire en egipte. »

— Boccace, Des claires et nobles femmes, traduction de 1401 par Laurent de Premierfait.

#### Allégorie théologique
Vers 1400, la poétesse française Christine de Pizan, dans son Épitre d'Othéa, utilise le mythe d'Isis-Io pour inciter les hommes à la foi chrétienne. Les deux déesses sont traitées séparément comme deux allégories, l'une ayant trait aux Saintes Écritures, l'autre à la Conception du Christ. La transformation d'Io en vache et l'invention de l'écriture hiéroglyphique une fois arrivée en Égypte doit être comprise métaphoriquement par le chrétien comme une incitation à se délecter de la lecture des Évangiles, :

« Elle devint vache car si comme la vache qui donne laict lequel est doulx et nourrissant, elle donna par les lettres qu'elle trouva, doulce nourriture à l'entendement »

— Épitre d'Othéa, allégorie XXIX.

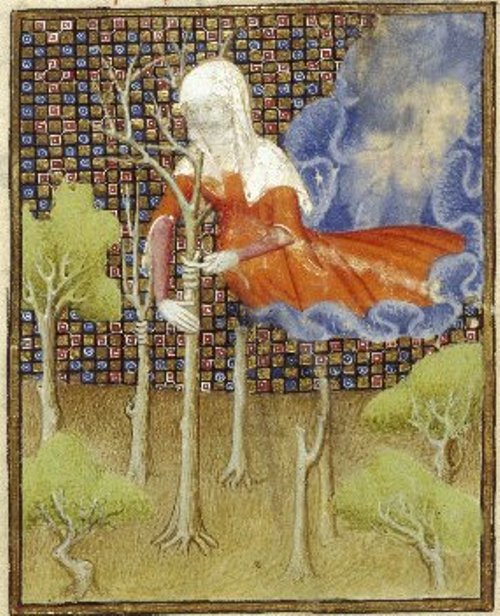
Isis soignant les arbres, enluminure de l'Allégorie XXV, début du XVe siècle.

L'allégorie XXV se base sur la tradition gréco-romaine qui fait d'Isis l'incarnation de la terre fertile et l'inventrice de l'agriculture. La déesse est aussi celle qui sema pour la première fois les blés et qui, chaque année, fait fructifier les arbres. Cette image de la fertilité doit inviter le chrétien à cultiver en son esprit les graines de la connaissance :

« Toutes vertus entes et plantes en toy comme Ysis faict les plantes et tous les grains fructifier ; ainsi doidbs tu edifier »

— Épitre d'Othéa, allégorie XXV
Christine de Pisan inaugure aussi une nouvelle idée en faisant d'Isis la préfiguration de la Vierge Marie. La fertilité d'Isis qui fait naître les plantes est une métaphore de la conception de Jésus-Christ :

« Là ou il dit que a Isys qui est plantureuse doibt ressembler, povons entendre la benoiste conception de jesucrist par le sainct esperit en la benoiste Vierge Marie mere de toute grace (...) Laquelle digne conception doit le bon esperit avoir entee en soy et tenir fermement le digne article comme dit sainct Jacques le grand Qui conceptus est de spiritu sancto natus es Maria virgine »

— Épitre d'Othéa, allégorie XXV,.

### Renaissance

#### Reine d'Italie

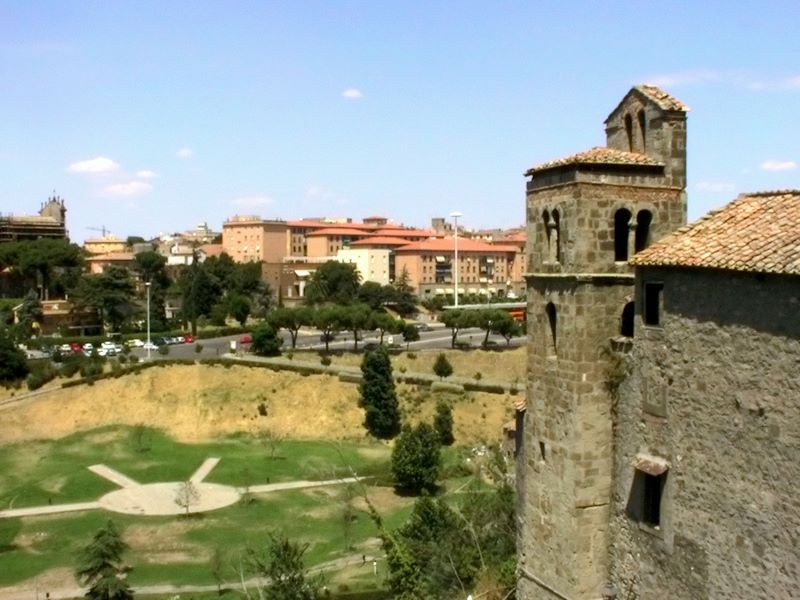
Vue sur Viterbe, lieu de séjour d'Isis-Cérès selon Giovanni Nanni.

Au début de la Renaissance, le vif intérêt des érudits pour la mythologie égyptienne se manifeste le plus spectaculairement en la personne de Giovanni Nanni dit « Annius de Viterbe », véritable érudit et faussaire de génie. En 1498, il publie un recueil connu en langue française sous le titre des Antiquités d’Annius. Dans cette anthologie commentée se trouvent rassemblés des écrits attribués à des auteurs de l'Antiquité, tels Bérose ou Manéthon de Sebennytos. Ces textes sont des faux, sans doute fabriqués par Annius lui-même, car ils sont manifestement influencés par les travaux de Boccace. Il n'en reste pas moins qu'Annius a grandement influencé ses contemporains. En s'appuyant sur Diodore de Sicile plus que sur Ovide, son principal apport fut d'avoir scindé en deux les mythes d'Isis et de Io, jusqu'alors intimement unifiés dans la pensée européenne. D'après son pseudo-Bérose, Annius élabore une chronologie où les personnages mythologiques sont des héros divinisés (Livre V, Antiquités babyloniennes) et où sont résumés les évènements marquants des règnes de dix-sept rois babyloniens. Annius insère dans ce cadre temporel les hauts faits du couple égyptien. Osiris serait né de Rhéa la vingtième année du règne de Nino, troisième roi de Babylone. Sous la quarante-troisième année, il aurait été adopté par Dionysos le fils d'Ammon et intronisé roi d'Égypte. Sa sœur et épouse Isis, quant à elle, serait née la première année du règne de la reine Sémiramis et aurait inventé le jardinage et la culture des céréales sous Zaméa, cinquième roi de Babylone. En s'inspirant des pérégrinations d'Osiris narrées par Diodore (Bibliothèque historique, Livre I, 20), Annius relate un voyage d'Osiris et Isis en Europe. Durant ce séjour, le héros s'attarde plus particulièrement en Italie où il est occupé à batailler contre des géants durant dix longues années. Après la mort d'Osiris en Égypte, Isis retourne en Italie où elle poursuit son œuvre civilisatrice (sous le nom de Cérès) et où, selon Annius, la déesse aurait cuit du pain pour la première fois (à Viterbe). Ce dire s'inspire de Pline l'Ancien (Histoires naturelle, Livre VII, chap. 57, 1) qui rapporte que la déesse a remplacé les glands par les céréales pour nourriture des humains en Attique et en Sicile,,.

#### Plafond peint de Pinturicchio
Pour un article plus général, voir Appartements Borgia.

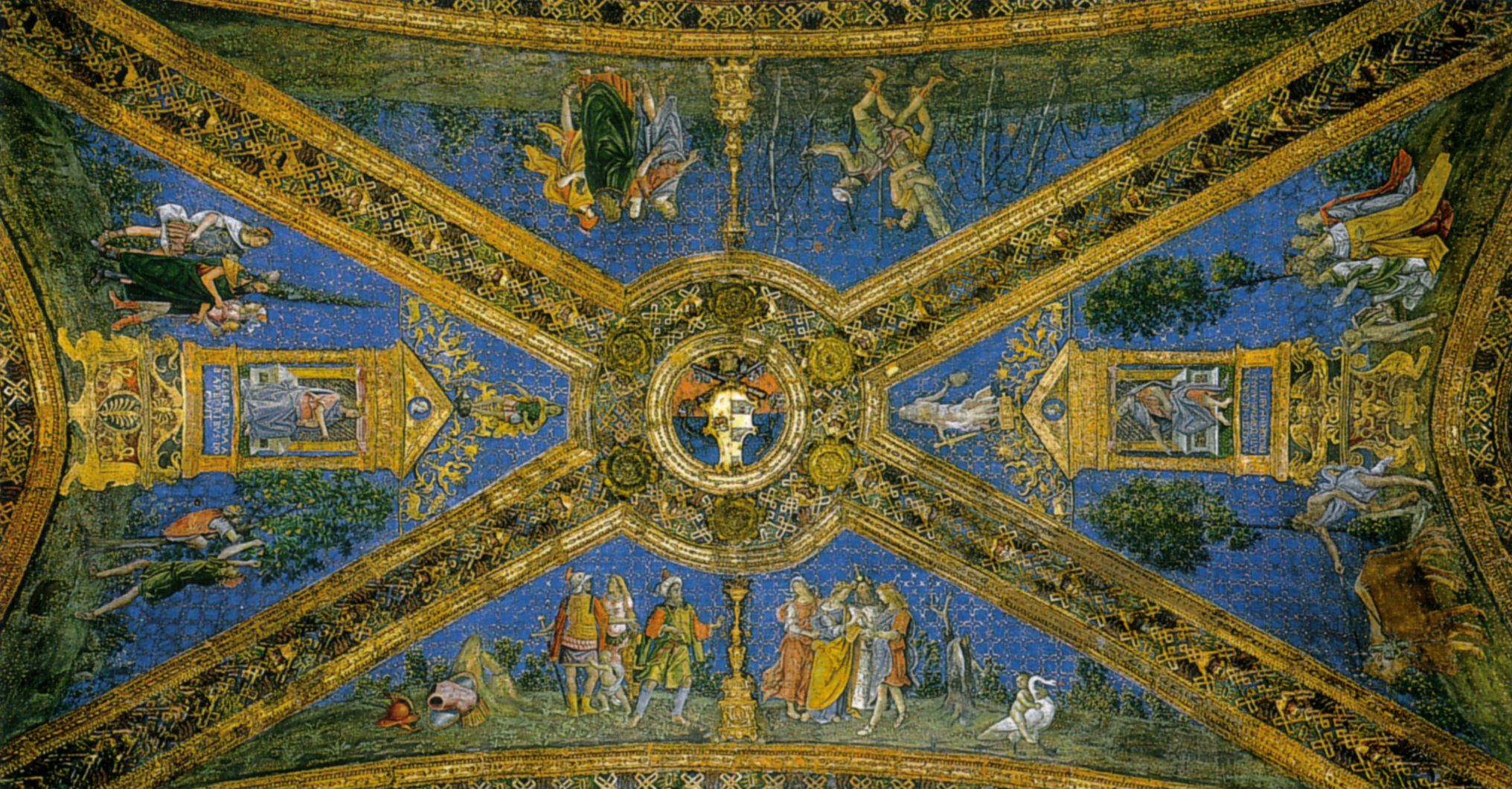
Scènes du mythe d'Osiris d'après Pinturicchio. En haut, enseignement du jardinage ; à gauche, enseignement de l'arboriculture ; en bas, mariage d'Isis et d'Osiris ; à droite, enseignement de l'agriculture.

Proche du pape Alexandre VI, le mythographe Giovanni Nanni influença l'artiste Pinturicchio quant à la mise en scène du mythe d'Osiris sur le plafond de l'Appartement Borgia, situé dans le palais du Vatican à Rome. Cette version peinte rompt avec la traditionnelle version de Isis-Io maîtresse de Jupiter. On y voit six épisodes successifs, le mariage d'Isis et d'Osiris, le couple enseignant les savoirs agricoles, le meurtre d'Osiris par Typhon et les Géants, Isis cherchant le corps démembré d'Osiris et ses funérailles, l'apparition du taureau Apis devant la tombe d'Osiris (imaginée comme un objet d'orfèvrerie pyramidal), et le triomphe final d'Apis. La dernière scène montre une procession où le bœuf sacré est porté à l'intérieur d'un tabernacle portatif. Cet ultime épisode est une invention de Giovanni Nanni destinée à glorifier le pape Alexandre VI dont l'emblème familial est le taureau. La famille des Borgia aurait en effet une origine fabuleuse et descendrait en ligne directe de l'Hercule égyptien, fils d'Isis et d'Osiris.

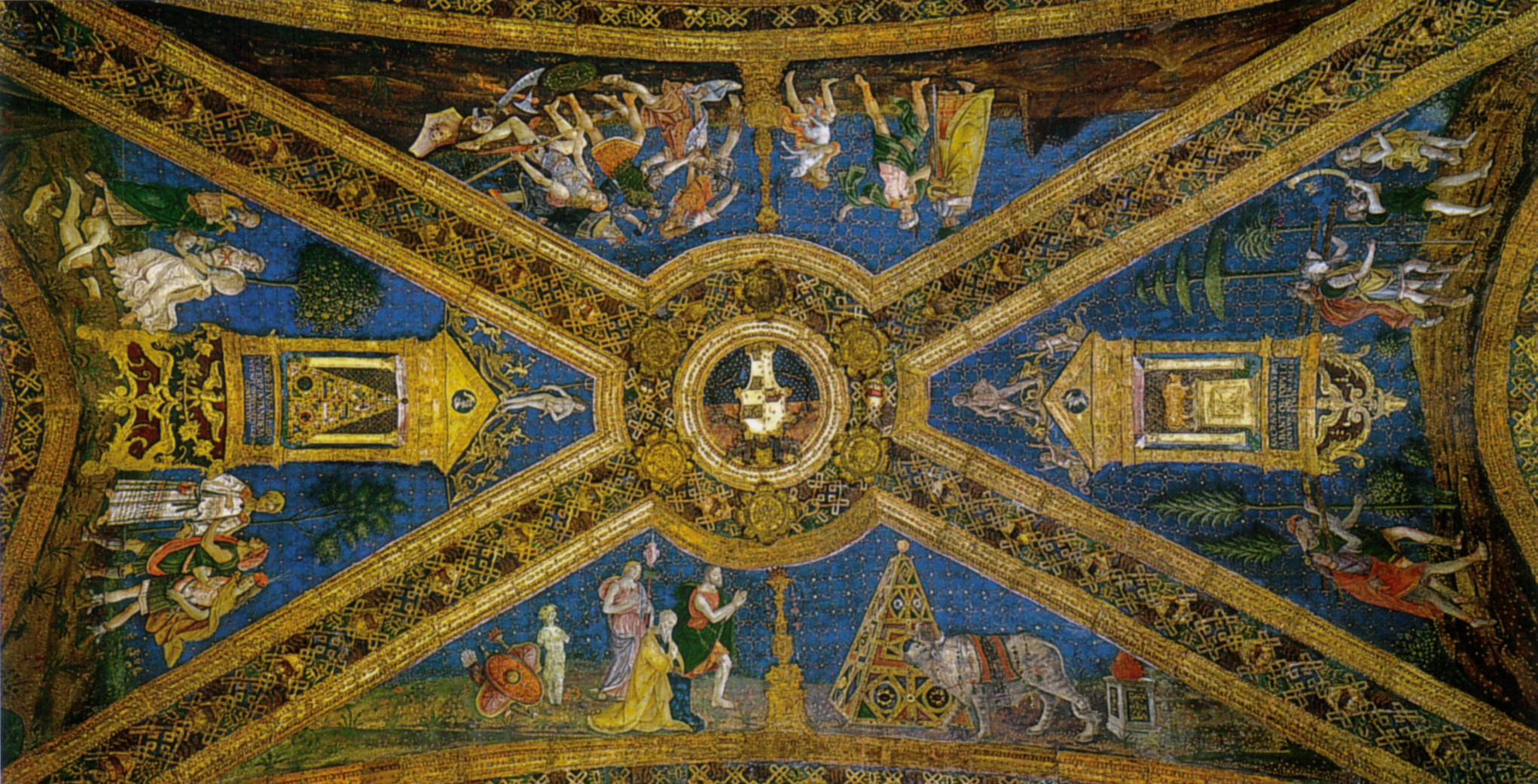
Scènes du mythe d'Osiris d'après Pinturicchio. En haut, meurtre d'Osiris ; à gauche, quête d'Isis ; en bas, apparition d'Apis, à droite, apothéose d'Apis.

#### Fille du Trismégiste

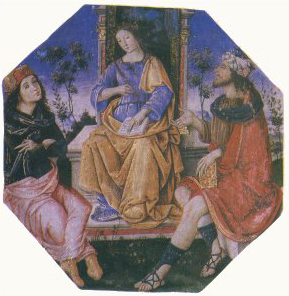
Isis enseignant les sciences à Moïse et Hermes Trimégiste (Pinturicchio).

Durant la Renaissance, les lettrés européens redécouvrent le Corpus Hermeticum, un ensemble hétéroclite de textes philosophiques basés sur un enseignement mystique et ésotérique attribué à Hermès Trismégiste, le « Trois fois grand ». Derrière ce maître, se cache le fameux dieu égyptien Thot assimilé aux figures divines de Hermès et de Mercure. Déjà lors de la période médiévale, les clercs chrétiens ont été intrigués par le savant Trismégiste et ont tenté de cerner sa personnalité. La question était alors de savoir si ce dernier devait être considéré comme un antique dieu ou seulement comme un sage qui avait perçu certains mystères divins. Une des solutions fut de reconnaître en lui un homme réel, un héros divinisé dans les temps obscurs de l'histoire humaine. Certains ont vu en lui le valeureux Mercure qu'envoya Jupiter pour endormir et tuer Argos, le geôlier de Io-Isis. Influencé par les Arétalogies d'Isis qui font dire à la déesse qu'elle a été engendrée par Hermès et que tous deux ont inventé l'écriture, les personnages d'Isis et de Trismégiste ont été considérés comme des contemporains historiques de Moïse, voire des annonciateurs ou des rivaux de ce prophète, connu et reconnu comme l'inventeur des lois juives et comme le précurseur du christianisme.

« Aussi dit-on qu'elle trouva (qui fut beaucoup plus merveilleuse en une femme) moyennant les subtilités de son esprit, certaines figures et lettres, non seulement convenables à leur parler, mais, d'avantage, propres à comprendre les sciences, leur montrant par quel ordre ils les devaient conjoindre, et par quelle manière en user »

— Boccace, Les Dames de renom, invention des hiéroglyphes et de la science par Isis.

#### Voyages germaniques
À partir du Moyen Âge tardif, la déesse Isis connaît un nouvel intérêt de la part des érudits grâce à l'étude attentive des auteurs de l'Antiquité et aussi par les nombreuses découvertes de statues et figurines égyptiennes ou égyptisantes laissées par les adeptes des antiques cultes isiaques. La Renaissance est une époque où nombre de savants croient pouvoir affirmer la présence, un peu partout, d'anciens temples d'Isis : à Paris, à Augsbourg, à Soissons, à Tournai, etc. Les progrès des sciences historiques, durant le XIXe siècle, ont démontré que la plupart de ces affirmations se sont montrées abusives et sans réels fondements sérieux.

##### Attestations antiques

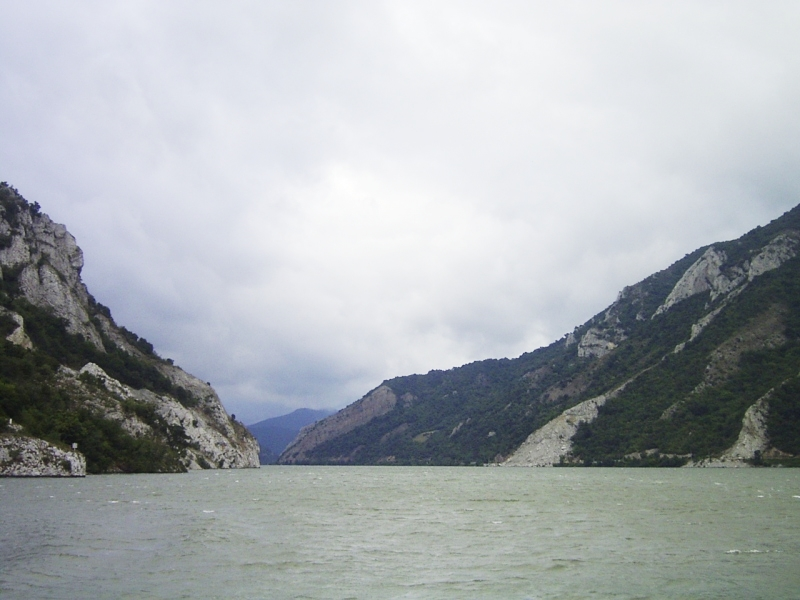
Selon le grec Diodore, Osiris et Isis auraient remonté le cours du Danube.

Deux auteurs gréco-romains rapportent la présence des dieux Osiris et Isis en Europe. Selon Tacite, sénateur et historien romain du Ier siècle, les Anciens Germains auraient porté un culte à la déesse égyptienne :

« Une partie des Suèves sacrifie aussi à Isis. Je ne trouve ni la cause ni l'origine de ce culte étranger. Seulement la figure d'un vaisseau, qui en est le symbole, annonce qu'il leur est venu d'outre-mer. Emprisonner les dieux dans des murailles, ou les représenter sous une forme humaine, semble aux Germains trop peu digne de la grandeur céleste. Ils consacrent des bois touffus, de sombres forêts ; et, sous les noms de divinités, leur respect adore dans ces mystérieuses solitudes ce que leurs yeux ne voient pas. »

— Tacite, Mœurs des Germains, chap. IX.
La présence d'Osiris en Europe centrale est attestée par Diodore de Sicile, historien grec du Ier siècle, qui rapporte une inscription lapidaire censée avoir été gravée sur une colonne commémorative à Nysa en Arabie :

« J'ai parcouru toute la terre jusqu'aux lieux inhabités des Indes et aux régions inclinées vers l'Ourse, jusqu'aux sources de l'Ister, et de là dans d'autres contrées jusqu'à l'Océan. »

— Diodore, Bibliothèque historique, Livre I, chap. 27.

##### Mythographes allemands
À l'image des Italiens, les érudits allemands ont eux aussi porté leurs réflexions sur le mythe d'Isis et Osiris. En s'inspirant de Tacite et de Diodore, Johann Turmair publie en 1554 à Ingolstadt une chronique très détaillée du voyage en Allemagne du couple Oryz et Eysen (Osiris et Isis). De nombreux détails sont puisés, sans retenue ni esprit critique, dans l'œuvre du faussaire viterbois Giovanni Nanni, comme la mention de l'expédition guerrière d'Osiris en Italie, son règne de dix ans en cette contrée, le retour d'Isis en Europe après le meurtre de son époux ou l'existence d'une stèle osirienne à Viterbe — en réalité un faux grossier prétendument découvert par Nanni en sa ville natale. Le mythographe allemand situe l'expédition égyptienne vers l'an 2200 du monde et en présentant le couple comme des humains héroïques déifiés après leur mort :

« Le roi Apis ou Oryz a continué à remonter le Danube jusqu'à ses sources, où il a été admirablement accueilli par notre roi Marsus auquel il a enseigné avec sa femme Eysen l'art de forger le métal, l'agriculture, la médecine, les vertus des herbes et la fabrication de la bière avec de l'orge. (...) (Eysen) a vécu quatre cents ans environ. Après la mort de son époux, elle repartit pour enseigner à tous les peuples les connaissances qu'elle partageait avec son conjoint. Elle vint aussi chez le roi Schwab, en Allemagne. Elle y a enseigné, entre autres, la cuisson du pain et le tissage du lin, montré aux hommes l'utilité du vin et de l'huile. Aussi fut-elle considérée comme une bienfaitrice et reconnue comme reine des dieux. Son image a été peinte en forme de bateau pour indiquer par cela qu'elle est venue des pays étrangers en traversant les mers. La reine Frauw Eysen se rendit ensuite en Italie où elle fut appelée Cérès, Junon, regina dearum ou reine du ciel. »

— Johann Turmair, Chronica (extraits), 1566, folio XXXIX verso.

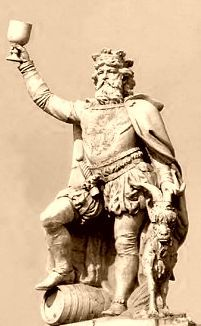
Statue du roi Gambrinus auquel Isis a enseigné le brassage de la bière.

Si Johann Turmair place le voyage d'Isis sous le règne du mythique Marsus, cinquième roi d'Allemagne, d'autres comme Konrad Peutinger, Andreas Althamer ou Burckard Waldis, placent ce voyage sous le règne de son successeur le fameux roi Gambrinus :
| Er hat auss Gerten Maltz gemacht, und des Bierbrauwen erst erdacht, Wie er solchs von Osiride Gelehrnt hat und von Iside | De l'orge il en a fait du malt Et le premier de la bière il brassa Comme Osiris le lui enseigna Ainsi qu'Isis |  |

##### Eysen ou Isis en Germanie

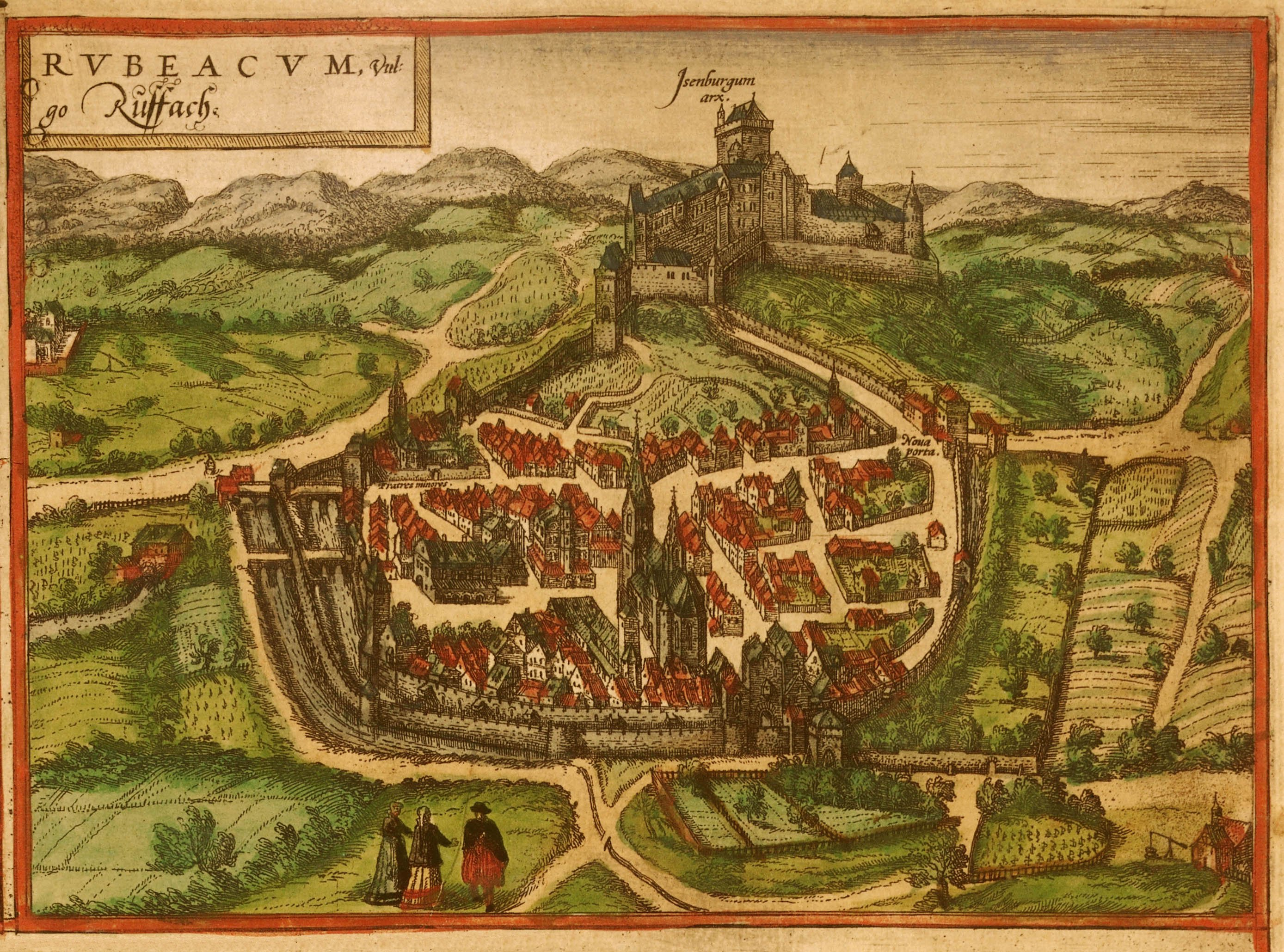
Gravure montrant la ville de Rouffach et le château Issenburg dédié à Isis selon l'étymologie fabuleuse du XVIe siècle.

Entre le XVIe siècle et le XVIIIe siècle, les humanistes et historiens allemands n'ont cessé de s'intéresser au personnage d'Isis et de gloser sur les citations de Tacite et de Diodore de Sicile qui affirment la présence d'un culte d'Isis en Germanie antique (lire plus haut). En 1506, Konrad Peutinger croit pouvoir relier la fondation de sa ville d'Augsbourg au culte d'Isis. En se basant sur une chronique du XIIIe siècle qui affirme que les Suèves vénéraient la déesse Zisa (Cisa) avant l'arrivée des Romains et sur Tacite qui prétend qu'il s'agit d'Isis, Peutinger écrit « Le temple qui s'élevait comme on le croit à l'endroit où se trouve actuellement l'hôtel de ville, était dédié non pas à Cisa mais à Isis. De même, la montagne, où s'élève la prison, n'est pas le Cisen mais le Isenberg ». Selon Andreas Althamer, la ville de Eisenach (Isenac) en Thuringe a reçu son nom d'Isis car « les Suèves qui dans l'Antiquité rendaient un culte à Isis habitaient sur l'Elbe pas loin d'Isenac ». La ville d'Eisleben (Islebia) en Saxe, patrie de Martin Luther, a elle aussi été associée à ce culte. La question s'est vite posée de savoir si ces étymologies reposent vraiment sur le nom d'Isis (baptisé Eysen par Johann Turmair) ou sur le mot « fer », Eisen en allemand. La question fut rondement tranchée par Georg Fabricius pour qui seuls les incultes pouvaient s'opposer à l'explication mythologique ; les Souabes ayant baptisé le fer d'après le nom de la déesse pour la remercier de leur avoir enseigné l'art de forger le métal. Selon Sebastian Münster, le roi Dagobert fit construire un château à Rouffach en Alsace et « lequel il fit appeler Isenbourg, c'est-à-dire bourg de fer [parce] que c'est une forteresse bien sûre contre les ennemies, combien que les autres disent qu'à cause de la déesse Isis qui trouva les blés (pour ce qu'ils estiment qu'elle ait été autrefois adorée en ce coteau pour la fertilité d'iceluy) le dit château doit été appelé Isisbourg ». De semblables explications sont avancées pour un nombre considérable de villes, villages, ruisseaux, rivières et autres lieux-dits, par exemple pour Issenheim près de Colmar ou pour l'Isenberg, une montagne dans le canton suisse de Zurich, etc..

#### Paris, auprès d'Isis

##### Statue d'Isis de Saint-Germain-des-Prés

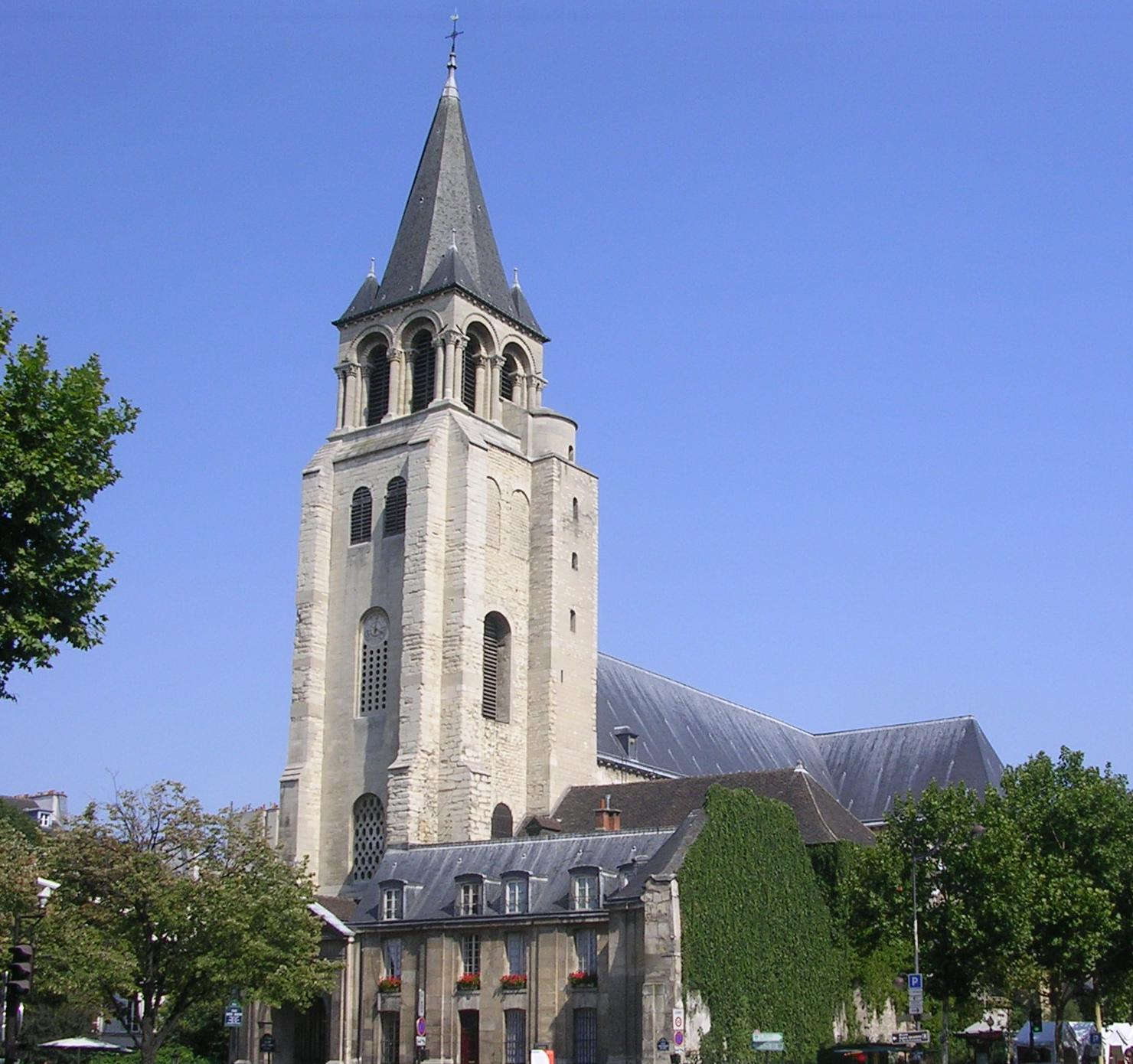
Selon les moines de l'Abbaye de Saint-Germain-des-Prés, leur sanctuaire aurait été fondé sur un temple d'Isis.

Plusieurs histoires fabuleuses ont été élaborées à propos de la fondation de la ville de Paris. Selon Giovanni Nanni, la ville aurait été fondée 900 ans après le Déluge (vers l'an 1440 avant notre ère), par le prince Paris fils du roi Romus XVIII des Gaulois. L'humaniste et poète italien Battista Mantovano allègue, lui, que la cité a pour origines le peuple grec des Parrasiens venu en Gaule à la suite du dieu Hercule. À ces spéculations savantes de la Renaissance, précède toutefois une thèse isiaque élaborée par les clercs de l'abbaye royale de Saint-Germain-des-Prés. Selon eux, leur abbaye a été fondée en un lieu où se situait un temple d'Isis. La plus ancienne mention connue de cette thèse est une notule ajoutée à la chronique De Gestis Francorum du moine Aimoin (IXe siècle). Cet ajout est difficilement datable, des XIIIe et XIVe siècles ou peut-être plus précisément du règne de Charles V ; il y est dit que :

« cette Isis fut adorée et vénérée jadis par le peuple de la ville de Lutèce dit maintenant Paris, en un lieu nommé Lutoticia, à l'opposé du Mont de Mars. Elle s'y voit jusqu'à présent et elle y était adorée et vénérée par plusieurs princes francs païens, Francion, Pharamond, Mérovée, Childéric, jusqu'au temps de Clovis, premier chrétien. Un temple y fut élevé en l'honneur de Saint Étienne, de la Sainte Croix et de Saint Vincent. Childebert, fils de Clovis, roi des Francs, l'avait fondé. »

La notule mentionne la présence d'une statue d'Isis au sein de l'abbaye. L'affirmation n'est pas surprenante en soi, car, jusqu'au XVIe siècle, nombres d'édifices religieux abritaient d'antiques statues : une Artémis multimammia en l'église Saint-Étienne de Lyon, un Hercule en la cathédrale de Strasbourg, etc. D'après la description de l'écrivain et éditeur Gilles Corrozet, dans son guide, Les Antiquitez et Singularitez de Paris : « Elle était maigre, haute, droite, noire pour son antiquité, nue sinon avec quelque figure de linge entassé autour de ses membres (...) elle fut ôtée par un monseigneur Briçonnet, évêque de Meaux et abbé du dit lieu, environ l'an 1514 ». En acceptant ce témoignage, il est bien peu probable qu'il s'agissait réellement d'une figuration d'Isis : la nudité de la statue et les habits à ses pieds font plus penser à une déesse gréco-romaine célibataire de type Vénus ; les déesses mariées comme Isis ou Junon ne sont généralement pas représentées entièrement dévêtues.

##### Étymologies isiaques

Blason isiaque de Paris (1811-1814).

Entre la fin du Moyen Âge et le milieu du XIXe siècle, les érudits français et européens ont massivement accepté et diffusé l'idée que la fondation de la ville de Paris est en lien avec le culte de la déesse Isis. À partir de la légendaire statue d'Isis de Saint-Germain-des-Prés, s'est élaborée une étymologie qui fait de Paris la ville située près de l'Isis de Saint-Germain ; le mot latin de Parisis devant être issu de l'expression Para Isis « qui jouxte, qui est près (du temple) d'Isis ».
Cette explication est cependant concurrencée par une étymologie alternative qui présente la ville de Melun comme un ancien lieu dédié à la déesse, sous le nom d'Iséos : Parisis serait alors quasi par Isis c'est-à-dire « pareil à Iséos », les villes de Paris et de Melun/Iséos étant toutes deux situées sur une île de la Seine, Paris autour de l'Île de la Cité et Melun autour de l'Île Saint-Étienne.
Sous le Premier Empire, des Lettres patentes signées le 20 janvier 1811 par Napoléon Ier accordent à la municipalité de Paris la possibilité de se doter de nouvelles armoiries inspirées par le culte d'Isis. Sur proposition d'une commission d'experts, le blason municipal pré-révolutionnaire portant le vaisseau de la corporation des Nautes (mariniers) est réinterprété comme étant le symbole de la déesse Isis, perçue durant l'époque gréco-romaine comme la protectrice des marins. La proue du vaisseau est surmontée d'une figure d'Isis assise sur un trône ("proue isis" ou "parisis", Paris) inspiré par le motif central de la table isiaque de Turin. Le blason est abandonné en 1814 avec le rétablissement de la monarchie.

### Grand Siècle

#### Allégorie alchimique
À partir du XVIIe siècle, Isis apparaît dans les réflexions et les spéculations des philosophes pratiquant l'alchimie. En tant que déesse symbolisant la Nature et ses mystères, Isis devient la « Mère alchimie » qui préside au Grand Œuvre et à la transmutation des métaux (plan physique) et des âmes (plan psychique). En 1672-73, dans un chapitre de la Bibliothèque des Philosophes chimiques publiée par William Salmon, Esprit Gobineau de Montluisant, gentilhomme à Chartres, disserte sur la symbolique cachée de la cathédrale Notre-Dame de Paris, sur les origines isiaques de la capitale française et sur le symbolisme des antiques statues de la déesse Isis. Selon lui, Isis et Osiris forment un couple alchimique où la femme représente la nature et l'humide, tandis que l'homme est le feu solaire et la chaleur naturelle.

« Pour expliquer l’énigme en un seul mot, Isis figurait l’assemblage de toutes les vertus supérieures et inférieures en unité dans un seul sujet essentiel et primordial. Enfin, cette idole était l’image de toute la
nature en abrégé, le symbole de l'épitome et du thélème de tout. C’était sous cette allégorie que les philosophes avaient donné leur science à la nation et qu'ils avaient dépeint et assorti la nature même ou la matière première qui la contient, comme mère de tout ce qui existe et qui donne la vie à tout. Telle était la raison pour laquelle ils attribuaient tant de merveilles à la nature en la personne de la fausse divinité d'Isis. »

— Esprit Gobineau, Enigmes et hiéroglyphes physiques (extrait).

Deux illustrations alchimiques
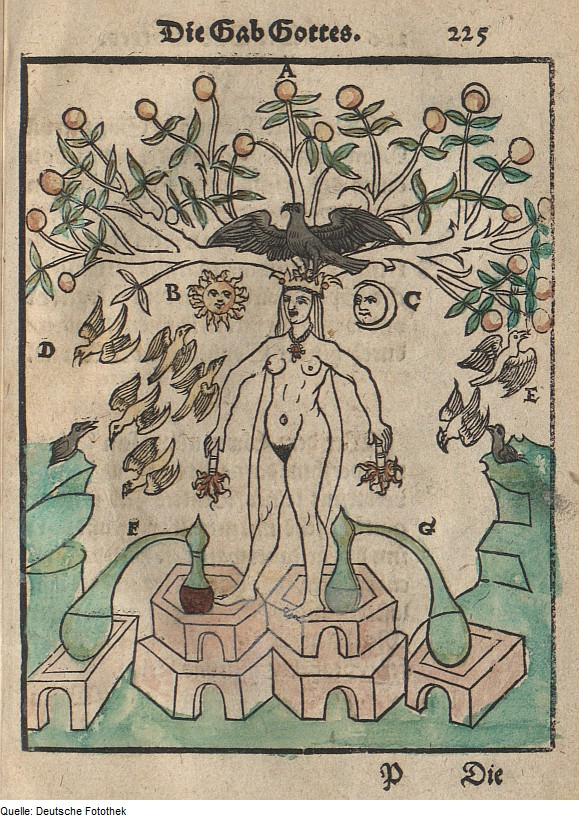
Arbre anthropomorphe symbolisant la Nature et le processus alchimique.
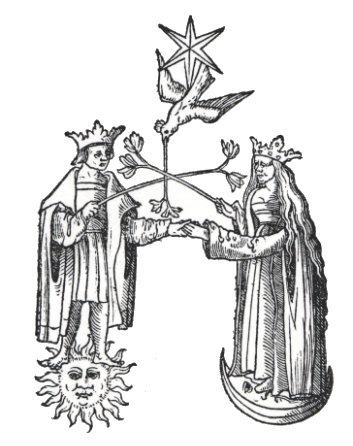
Noces alchimiques du Roi solaire et de la Reine lunaire.

#### L’Isisde Lully et Quinault
Le 5 janvier 1677, Jean-Baptiste Lully présente au roi Louis XIV une tragédie lyrique intitulée Isis d'après un livret de Philippe Quinault. L'histoire s'inspire du mythe gréco-romain de la nymphe Io, maîtresse de Jupiter devenue déesse en Égypte sous le nom d'Isis. Cet opéra, baptisé aussi l'opéra des musiciens, du fait d'une écriture harmonique particulièrement riche, se caractérise par un prologue triomphant avec trompettes, timbales et tambours afin de célébrer la gloire de Louis XIV après ses victoires aux Pays-Bas. Un des passages les plus remarquables est le chœur des trembleurs (Acte IV, scène 1) qui se déroule dans l'endroit le plus glacé de Scythie après que Io y a été envoyée par une furie aux ordres de Junon, l'épouse jalouse de Jupiter. L'opéra s'achève en Égypte avec le pardon de Junon envers Io et l'apothéose de cette dernière, sa transformation en divinité éternelle et son acceptation parmi les dieux du ciel au titre de déesse révérée par les peuples du Nil (Acte V, scène 3) :
Apothéose finale

Paroles de Junon :

Après un rigoureux supplice

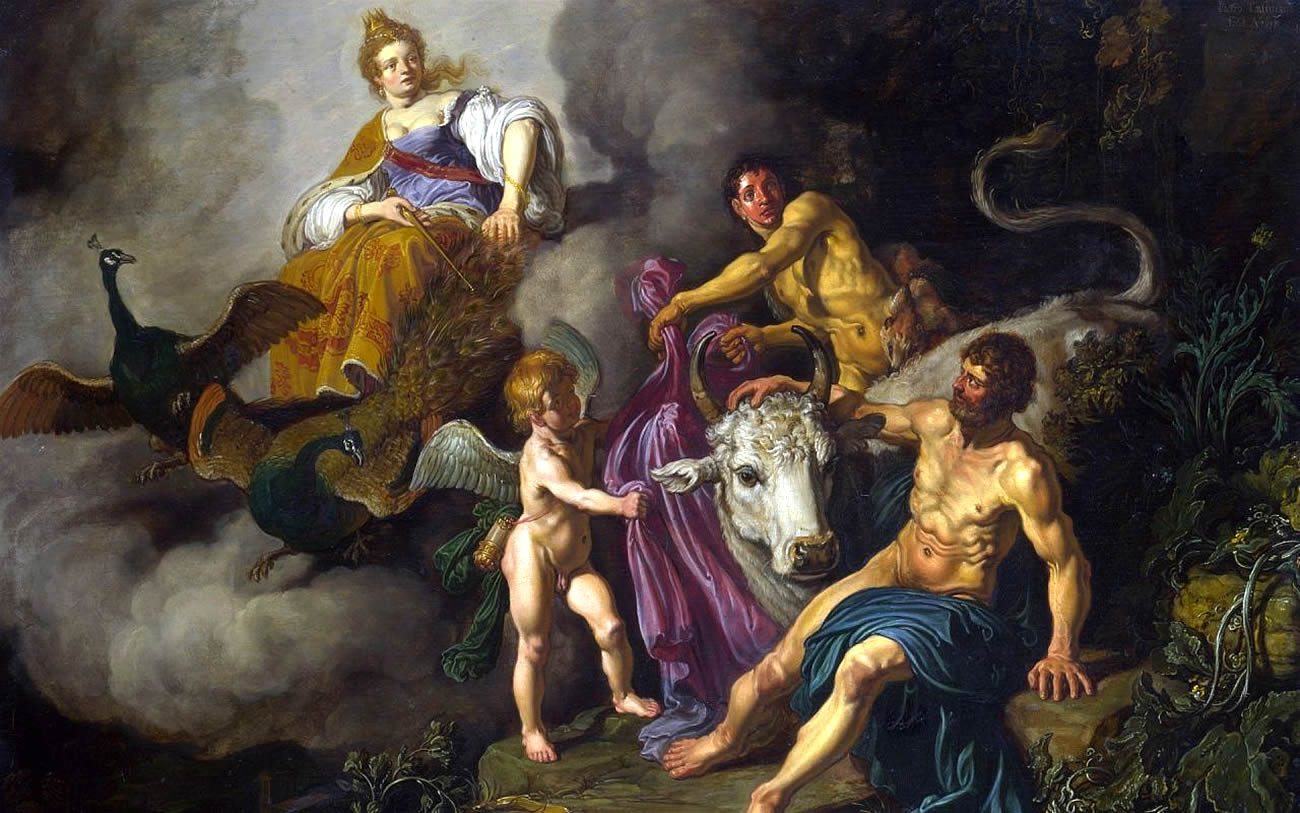
Junon transformant Io-Isis en génisse, tableau de Pieter Lastman.

Goûtez les biens parfaits que les Dieux ont choisis

Et sous le nouveau nom d'Isis

Jouissez d'un bonheur qui jamais ne finisse.

Paroles de Junon et Jupiter :

Dieux, recevez Isis au rang des immortels !

Au rang des immortels. 

Peuples voisins du Nil, dressez lui des Autels.

Paroles des Égyptiens :

Venez, venez, Divinité nouvelle,

Isis, Isis, Tournez sur nous vos yeux,

Voyez l'ardeur de notre zèle.

La céleste Cour vous appelle,

Tout vous révère dans ces lieux,

Isis, Isis est immortelle,

Isis va briller dans ces lieux.

Isis jouit avec les Dieux 

D'une gloire éternelle.

#### Fille de l'Atlantide hyperboréenne
Dans les pays de langues germaniques, le nom d'Isis a surtout été rapproché du mot Eisen-fer. Toutefois, sa consonance avec le mot Eis-glace a permis au suédois Olof Rudbeck, figure emblématique des théories gothicistes, d'intégrer la déesse égyptienne dans son système visant à faire de la Scandinavie le berceau de la civilisation européenne. Entre 1679 et 1702, il publie les quatre volumes de son Atlantica sive Manheim où, pensant trouver des liens entre les personnages des sagas nordiques avec ceux des mythes grecs, il arrive à situer le pays des Hyperboréens et le continent englouti de l'Atlantide, deux contrées fabuleuses, sur le territoire de l'actuelle Suède.

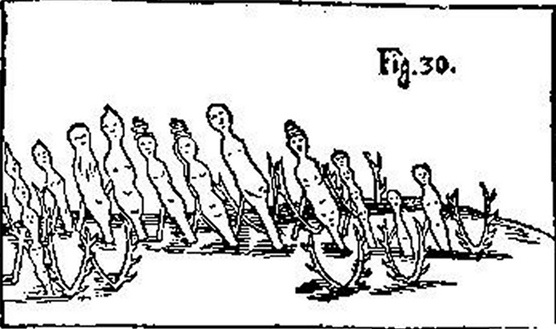
Idoles en bois fichée dans le sol enneigé de Laponie entre des cornes de rennes interprétées comme des figurations d'Isis par Olof Rudbeck.

En se basant sur une citation de Plutarque, « Ils pensent aussi qu'Homère, comme Thalès, apprit des Égyptiens à considérer l'eau comme le principe et la force productrice de tous les êtres. Ils affirment en effet, que l'Océan est Osiris et que Téthys regardée comme la déesse qui nourrit et entretient toute chose, est Isis », Rudbeck croit déceler un lien théologique entre Téthys l'emblème grec de la fécondité marine et Isis, la glace-Eis, première substance solide de l'univers, la terre et la vie étant issu de cette eau glacée primordiale. En suivant le mythe de la nymphe grecque Io baptisée Isis par les Égyptiens, Rudbeck donne au roi Inachos, le père de Io, une origine nordique, son nom devant signifier d'après une étymologie germanique Jonchor ou Jonätor (Pays de la Vache) décomposé en Jon / Jona (terre) et Kor (vache), Isis-Io ayant été transformé en vache en une certaine contrée. Les origines de la déesse égyptienne sont ainsi entièrement inversées. Le culte d'Isis ne provient pas du chaud pays d'Afrique mais du Grand Nord enneigé et Io-Isis serait descendue en Égypte, non pas à partir de la Grèce mais depuis la Scandinavie.

### Siècle des Lumières

#### Franc-maçonnerie

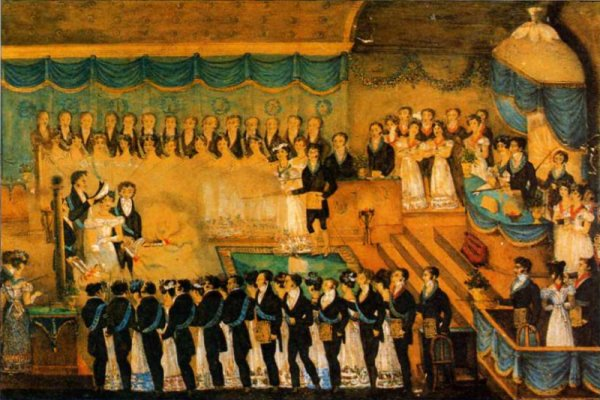
Cérémonie d'initiation à la Franc-maçonnerie au début du XIXe siècle en France.

La franc-maçonnerie, apparue vers la fin du XVIe siècle en Grande-Bretagne, s'inspire avant tout du mythe d'Hiram, l'architecte du temple de Salomon, et des textes des Anciens devoirs (les corporations des constructeurs des cathédrales). Toutefois, vers la fin du XVIIIe siècle, le mythe d'Isis et ses mystères deviennent un autre aspect fondamental de cet enseignement ésotérique et élitiste. En 1783, le grand maître anglais George Smith voit dans le couple d'Osiris et Isis une représentation mythique de l'Être suprême dont l'influence s'étend sur la nature à travers les deux luminaires (Soleil et Lune). En 1784, le comte Cagliostro, un célèbre imposteur, profite de la fascination de la bonne société envers l'Antiquité et ses mythes pour créer à Paris la Mère Loge de l'Adaptation de la haute maçonnerie égyptienne où il officie en tant que grand-prêtre dans un temple d'Isis. En 1812, lors d'un convent philosophique, le français Alexandre Lenoir, médiéviste et franc-maçon, considère l'Égypte antique comme la véritable source et l'inspiratrice de la tradition maçonnique. Cette thèse est à présent démentie par les historiens contemporains mais continue à être entretenue dans certaines loges, en particulier par celles qui suivent les rites de Memphis et de Misraïm. Lors de son initiation, le nouvel adepte apprend que les maçons se désignent sous l'expression des « enfants de la Veuve ». L'institution maçonnique est généralement interprétée comme étant la « Veuve » d'Hiram, une communauté constituée par les fils et filles spirituels d'Hiram, le fondateur mythique assassiné par trois de ses ouvriers avides de ses secrets. Cependant, la « Veuve » maçonnique peut aussi être perçue comme une reformulation du mythe d'Osiris, assassiné par Seth, pleuré et régénéré par Isis. En assimilant Hiram à Osiris, la Maçonnerie peut alors considérer Isis comme la personnification de la loge et Horus, fils d'Osiris comme le premier franc-maçon, l'initié primordial. L'enseignement étant progressif, l'initié passe par une structure philosophique et rituelle constituée de multiples grades. Dans sa forme la plus élaborée, le rite de Memphis-Misraïm compte quatre-vingt-dix-neuf grades ; le 76e s'intitulant « Patriarche d'Isis ». Dans un rituel remanié en 1862 et réduit au tiers, il s'agit du 27e grade sur un parcours initiatique qui en compte trente-trois (Grand Ordre Égyptien du Grand Orient de France),.

#### La Flûte enchantéede Mozart et Schikaneder

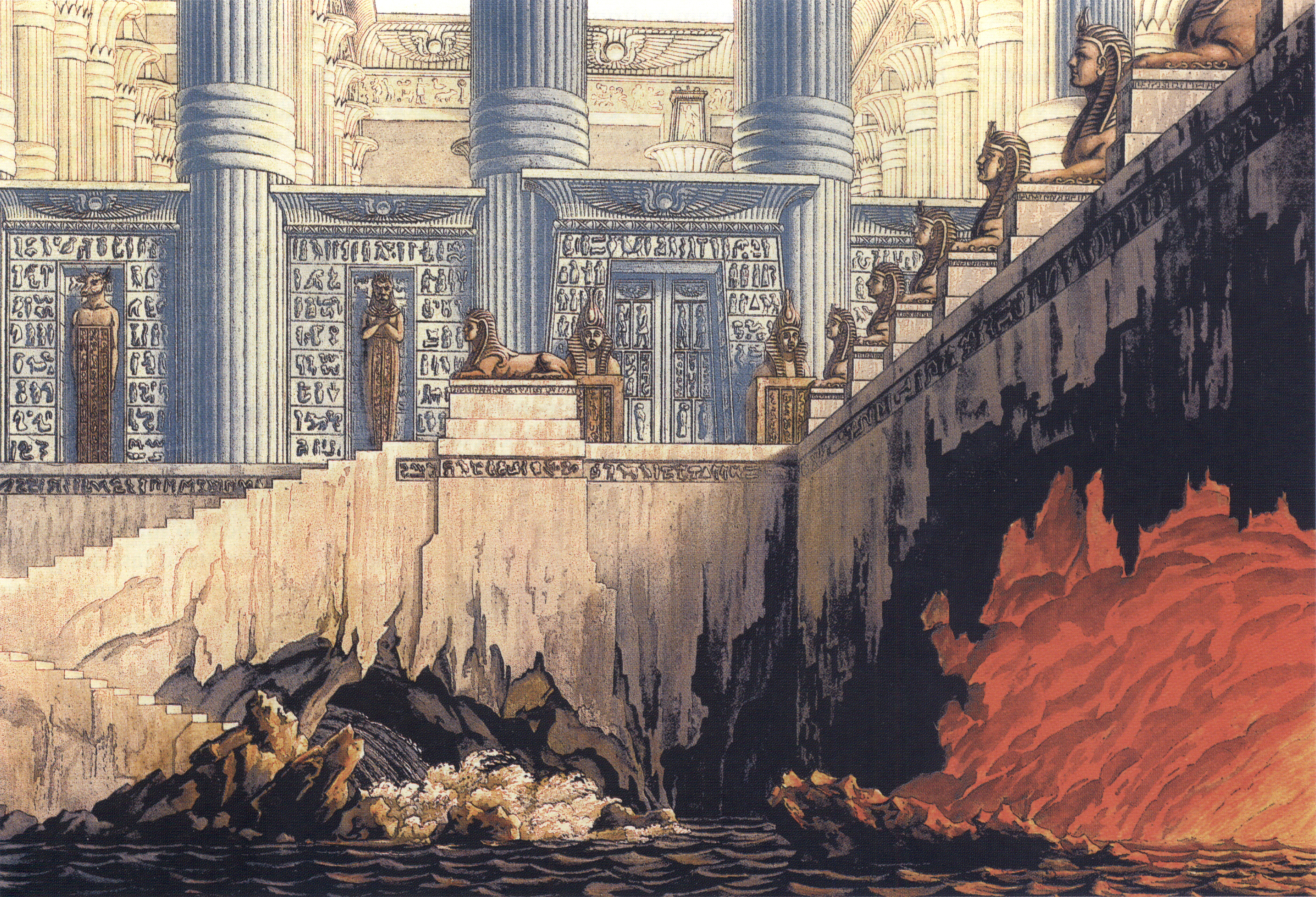
Temple égyptien avec ses souterrains initiatiques (épreuves de l'eau et du feu), projet pour un décor de théâtre.

Dans l'Europe du XVIIIe siècle, il est un lieu commun de considérer l'Égypte comme le pays des enseignements secrets, des mystères religieux et des pratiques initiatiques. Cette vision se reflète le plus parfaitement dans l'opéra en deux actes La Flûte enchantée. Cette œuvre fut jouée pour la première fois à Vienne, en 1791, la musique est une composition de Wolfgang Amadeus Mozart et le livret est d'Emanuel Schikaneder. Même si l'action n'est pas explicitement située en Égypte, l'utilisation du thème des Mystères d'Isis est flagrante (Acte II). Une prétendue version française a d'ailleurs été donnée à Paris en 1801, sous le titre Les Mystères d'Isis. Une des sources d'inspiration est le roman français Séthos, de l'abbé Jean Terrasson, paru en 1731 et traduit en allemand en 1732 et 1777, qui donne la part belle aux descriptions des rites initiatiques égyptiens (ou plutôt tels que l'on se les imaginait à l'époque). L'opéra est sans doute aussi influencé par les activités maçonniques de Mozart et Schikaneder, membres de la Loge Zur Wahren Eintracht fondée en 1781 à Vienne. Entre 1782 et 1786, la loge est dirigée par Ignaz von Born qui s'attachait, entre autres, à étudier les cultes à mystères. La Flûte enchantée peut donc être considérée comme un opéra maçonnique décrivant une religion double où les secrets divins ne sont réservés qu'à une élite d'initiés, tandis que le peuple est laissé dans l'ignorance. Deux puissances s'opposent : d'un côté, les ténèbres sont incarnées par la Reine de la Nuit et, de l'autre, la lumière personnifiée sous les traits de Sarastro, grand-prêtre du Royaume du Soleil et chef de la communauté des prêtres d'Osiris et d'Isis. Quand le prince Tamino apprend que sa bien-aimée Pamina, fille de la Reine de la Nuit, est retenue prisonnière par Sarastro, pour son bien et non pour lui nuire, le couple Tamino et Pamina décide de subir les épreuves de l'initiation à travers les quatre éléments
,. Sarastro et le chœur des prêtres entonnent alors une supplique aux dieux égyptiens :

« Isis, Osiris, faites descendre l'esprit de votre sagesse sur le jeune couple qui soupire après la lumière du temple. Vous qui guidez les pas du pèlerin, armez-les de courage dans l'épreuve et faites briller à leurs yeux le prix de la vertu. »

— la Flûte enchantée, extraits de l'air « O Isis und Osiris » (Acte II).

#### Isis ou la Nature dévoilée par les Sciences

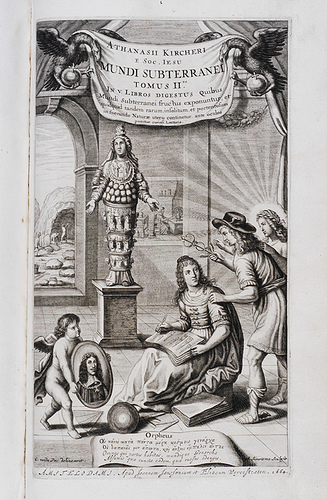
Frontispice du tome 2 du Mondus subterraneus d'Athanasius Kircher montrant une statue d'Isis-Artémis aux multiples seins.

Depuis l'Antiquité, la pensée européenne est traversée par l'idée du secret de la Nature. Cette idée est formulée pour la première fois sous l'aphorisme : « La Nature aime à se cacher » par Héraclite, un philosophe grec de la fin du VIe siècle avant notre ère. Dans l'art, ce secret est fréquemment personnifié sous les traits de la mystérieuse Isis qui, selon Plutarque, ne se laisse point dévoiler par les mortels. Entre la fin de l'Antiquité et le début du XIXe siècle, Artémis et Isis sont volontairement confondues pour personnifier la générosité de la Nature. Cette confusion fait ainsi dire à Macrobe, au IVe siècle, qu'« Isis est ou la terre ou la nature qui est sous le soleil. C'est pourquoi le corps tout entier de la déesse est hérissé d'une multitude de seins serrés les uns contre les autres, parce que l'ensemble des choses est nourri par la terre ou par la nature. ». Au début du XVIe siècle, les artistes de la Renaissance s'approprient cette description, et, très souvent, la Nature (Isis) prend les traits de l'Artémis multimammia « aux multiples seins » figurée comme une femme couronnée et voilée, les jambes étroitement gainées et dont la poitrine porte de nombreux seins. Avec le développement de la pensée scientifique aux XVIIe et XVIIIe siècles, l'esprit humain tente de percer les secrets de la Nature et, métaphoriquement parlant, de soulever le voile d'Isis. De nombreux ouvrages scientifiques, de botanique ou d'anatomie par exemple, s'ornent alors d'un frontispice montrant le dévoilement de la Nature. Plusieurs types de représentations existent. La plus fréquente consiste en une réinterprétation de l'Artémis multimammia figurée sous les traits d'une jeune femme vivante portant plusieurs seins, où le geste du dévoilement est amplement mis en valeur. Une des plus anciennes figure dans le traité Anatome animalium, publié en 1681 par le néerlandais Gerhard Blasius, où l'on voit la Science dévoiler la Nature. En 1687, dans le Anatomia seu interiore rerum d'Antoni van Leeuwenhoek, Isis se dévoile elle-même, mais aidée par le vieillard du Temps devant la Philosophie et la Recherche scientifique. En 1793, un Philosophe dévoile Isis en ouverture du livre De la Nature et de ses lois de François Peyrard. En 1899, la métaphore du dévoilement d'Isis reste d'actualité grâce au sculpteur Louis-Ernest Barrias, qui dote les facultés de médecine de Paris et Bordeaux d'une figuration où une Isis, portant un scarabée entre ses deux seins, se dévoile elle-même. L'exemplaire parisien de cette Nature se dévoilant devant la Science est désormais conservé au Musée d'Orsay.

Dévoilement de la Nature (Isis) par les Sciences
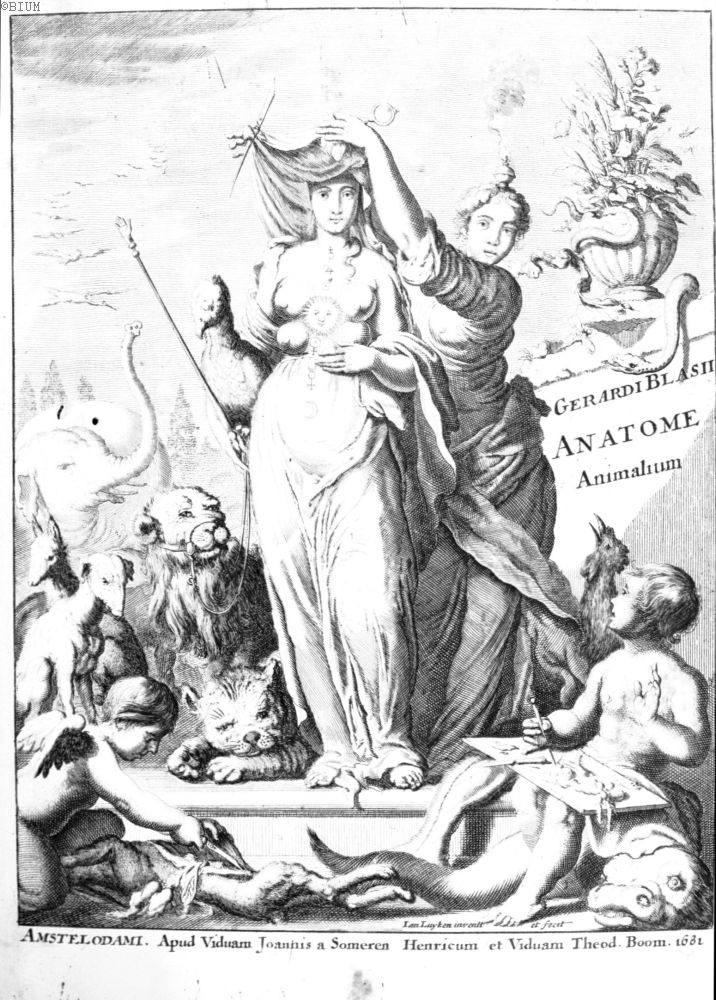
La Science dévoilant la Nature, 1681, Gerhard Blasius.
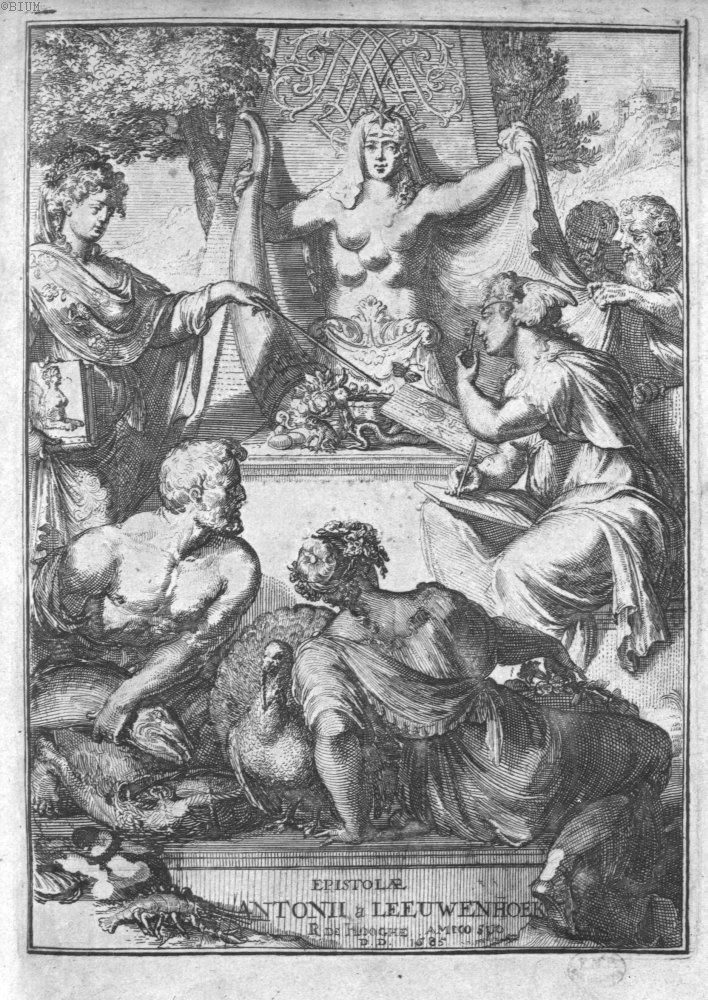
Isis se dévoilant aux sciences, 1687, Antonie van Leeuwenhoek.
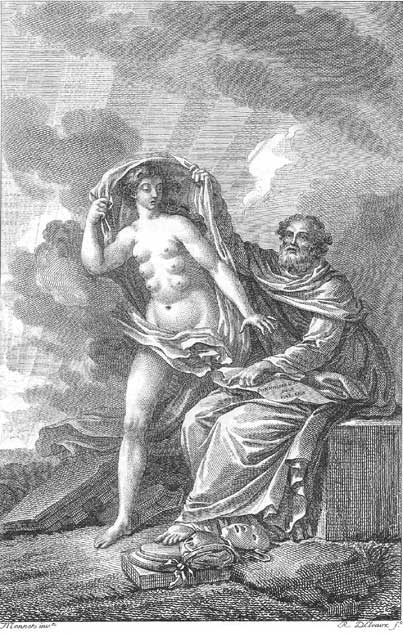
La Nature dévoilée par la Philosophie, 1793, François Peyrard.
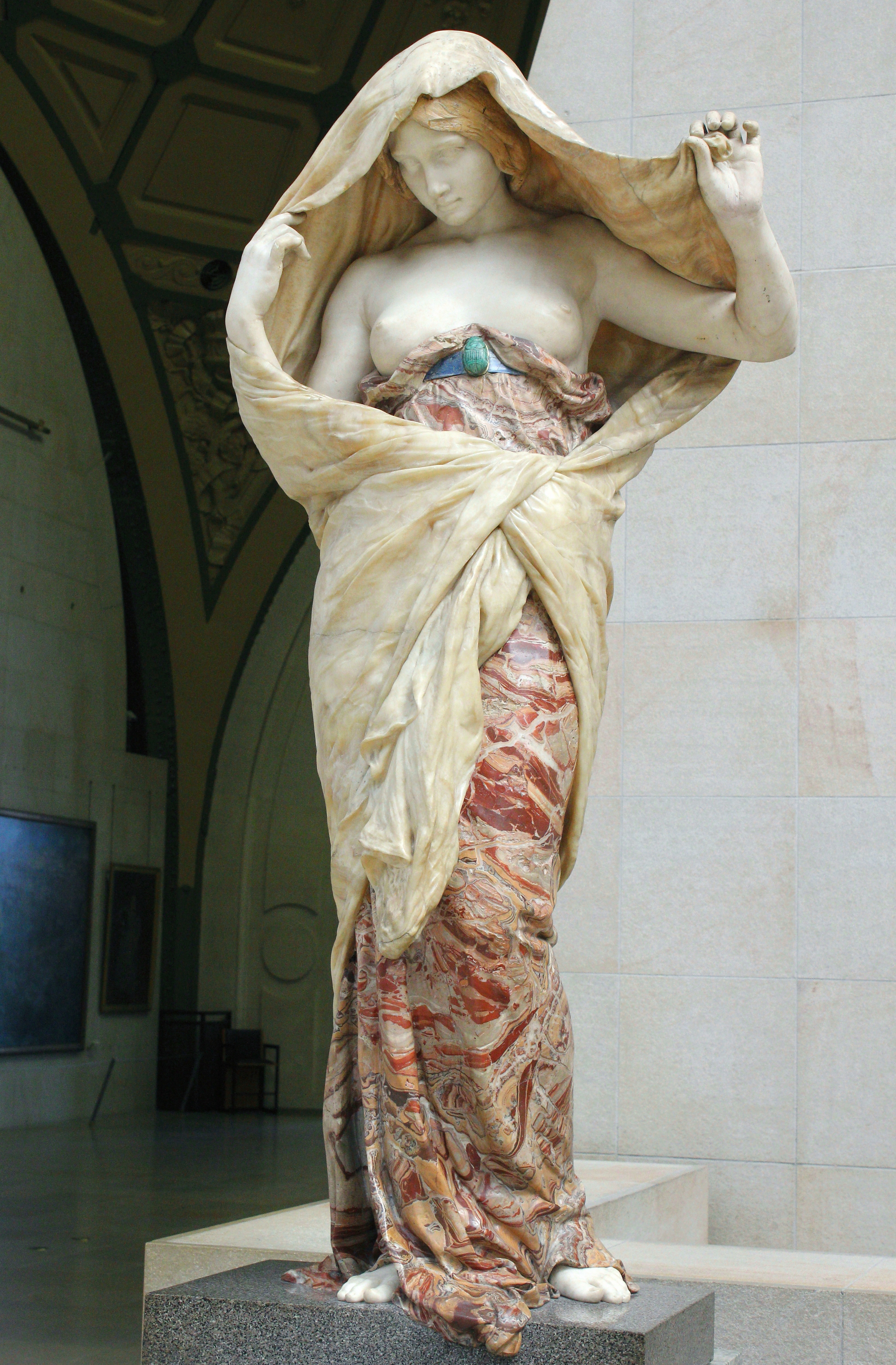
Nature se dévoilant devant la Science, 1899, Louis-Ernest Barrias.

#### Être Suprême
Vers la fin du XVIIIe siècle, la figure d'Isis en tant que personnification de la Nature connaît une évolution très nette et, désormais, les dangers du dévoilement sont mis en avant. Sous l'influence de la franc-maçonnerie, les idéaux des Lumières et de la philosophie se répandent dans la société. Le mouvement franc-maçon, épris d'égyptomanie, se proclame comme étant l'héritier des cultes à mystères de l'Antiquité. Dans ce cadre, la figure d'Isis va, peu à peu, jouer un rôle éminent. À Vienne, dans la Loge maçonnique Zur wahren Eintracht, s'élabore une nouvelle interprétation de l'Isis-Nature. En 1787, le philosophe Karl Leonhard Reinhold disserte sur les mystères hébraïques (Kabbale) et prend la suite de John Spencer et William Warburton, en voulant démontrer que la Révélation de Dieu à Moïse n'est qu'un emprunt à l'antique sagesse des Égyptiens. D'une manière forcée, il assimile les paroles d'Isis « Je suis tout ce qui a été, qui est et qui sera » à celles que Yahweh prononça devant Moïse lors de l'épisode du Buisson ardent « Je suis qui je suis (YHWH) » (Exode 3:13-14). Toutefois, si Isis affirme qu'elle est tout, à savoir la « Nature », Yahvé s'affirme quant à lui comme étant « Celui qui Existe ». En étant comparée à Yahvé, la déesse Isis-Nature devient la divinité suprême des cercles francs-maçons. Cette identification panthéiste s'inscrit aussi dans la mouvance des philosophes qui se réclament de Baruch Spinoza, pour qui Dieu et Nature sont d'autres appellations de l'Être éternel (deus sive natura). Isis étant Dieu et la Nature, l'Un et le Tout, Dieu et le Cosmos, la déesse doit inspirer au philosophe terreur, respect et vénération. Entourée d'une aura de mystère et d'indicible, Isis ne peut pas être atteinte par le raisonnement et le cheminement scientifique. Le philosophe ne peut l'atteindre que par la voie contemplative et seulement au terme d'un long cheminement initiatique graduel.

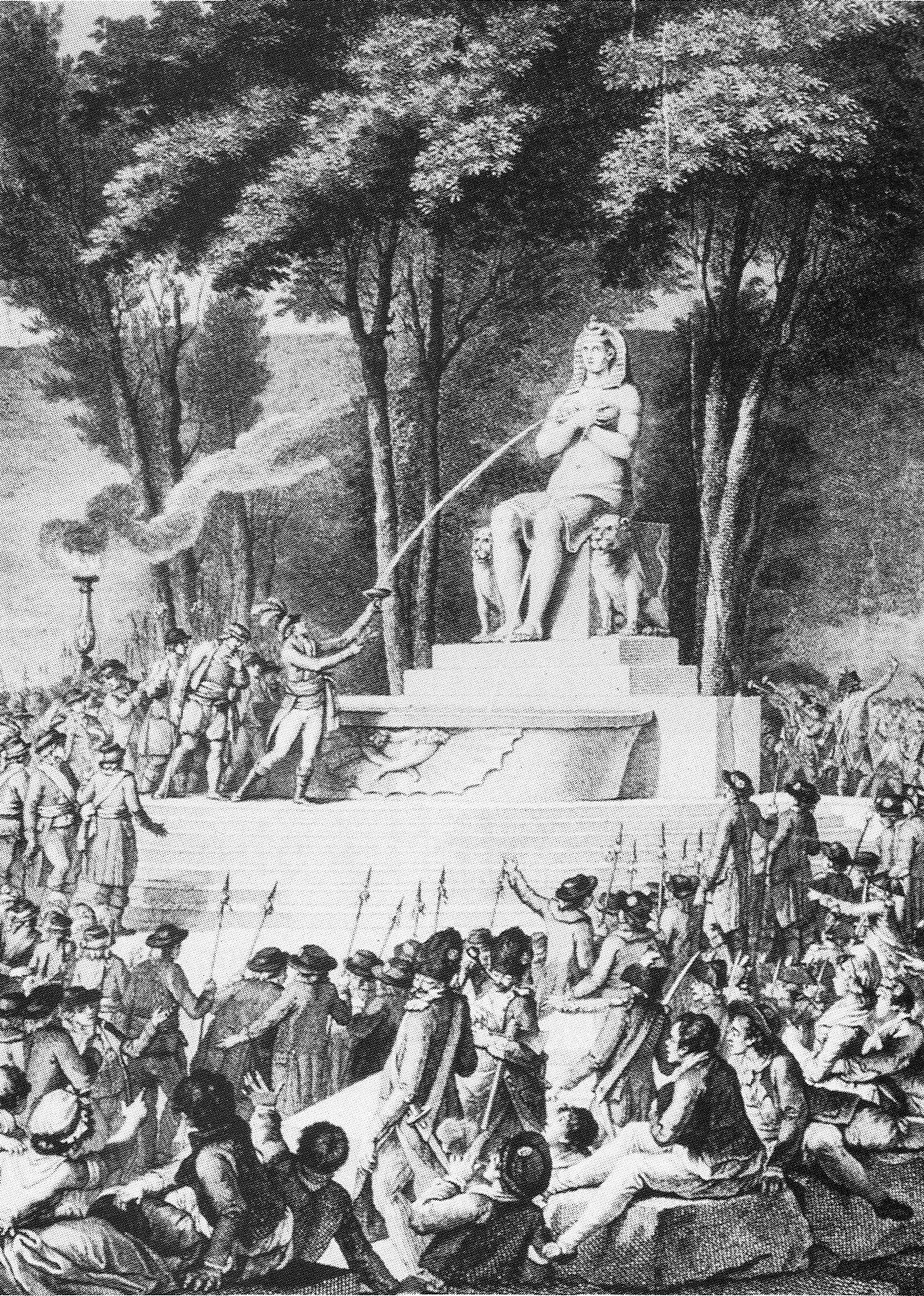
Fontaine d'Isis lors de la Fête de l'Unité (1793).

Influencés par la pensée maçonnique, les Révolutionnaires français ont tenté de restreindre l'influence du christianisme sur la société, entre autres, en mettant en avant le culte de l'Être suprême. Lors de la Fête de l’Unité et de l’indivisibilité du 10 août 1793, la déesse Isis-Nature, en tant que symbole visible de l'Être suprême, a été l'objet d'une cérémonie symbolique. Pour l'occasion, une imposante Fontaine d'Isis fut édifiée sur les ruines de la Bastille. La déesse apparaissait sous la forme d'une statue assise sur un trône, flanquée de deux lions assis, et qui faisait jaillir de l'eau régénératrice de ses seins :

« Le rassemblement se fera sur l’emplacement de la Bastille. Au milieu de ses décombres, on verra s’élever la fontaine de la Régénération, représentée par la Nature. De ses fécondes mamelles qu’elle pressera de ses mains, jaillira avec abondance l’eau pure et salutaire, dont boiront tour à tour quatre-vingt-six commissaires des envoyés des assemblées primaires, c’est-à-dire un par département ; le plus ancien d’âge aura la préférence ; une seule et même coupe servira pour tous. »

— Extrait du Décret ordonnant la fête

### Époque du Romantisme

#### Goethe ou Isis sans voile
À la fin du XVIIIe siècle et au début du XIXe siècle, Isis reste dans l'imaginaire européen la déesse voilée, et l'inscription de Saïs rapportée par Plutarque « Je suis tout ce qui est, qui fut et qui sera, et nul mortel n'a soulevé mon voile » est sans cesse reprise par les poètes ; en particulier par les Romantiques allemands qui se posent la question s'il faut ou non dévoiler la déesse. Pour Goethe, les sciences expérimentales ne doivent pas arracher par des moyens violents les secrets à l'Isis-Nature. Pour lui, seuls les poètes et les artistes sont aptes, par des moyens affectifs, à s'approcher de ces secrets. La Nature se tient sous les regards et seuls les sens humains peuvent l'apercevoir, Isis est sans voile et se montre à celui qui veut bien l'admirer. Mais Goethe, s'il s'oppose aux expérimentations scientifiques comme celles qu'Isaac Newton mena sur la réfraction de la lumière, se montre aussi réticent face à l'approche symboliste de Georg Friedrich Creuzer, pour qui les mythes ont nécessairement un sens caché.
Si vous, prétendants méprisés,

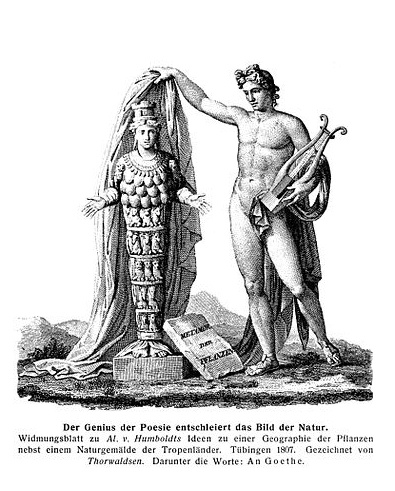
La Poésie (Apollon) dévoilant une statue de la Nature (Isis-Artémis).
Dédicace à Goethe du livre d’Alexander von Humboldt, de, 1807.

Ne faites pas taire votre lyre désaccordée,

Je désespère totalement.

Isis se montre sans voile,

Mais l'homme, il a la cataracte.

Les symboles expliqués par l'histoire,

Bien fou est celui qui y attache de l'importance.

Sans fin il mène une recherche stérile

Et il laisse échapper la richesse du monde.

Ne cherche pas d'initiation secrète.

Sous le voile, laisse ce qui est figé.

Si tu veux vivre, pauvre fou,

Regarde seulement derrière toi vers l'espace libre.
— Goethe, Xénies apprivoisées, Livre VI

#### L’Image voilée de Saïsde Schiller

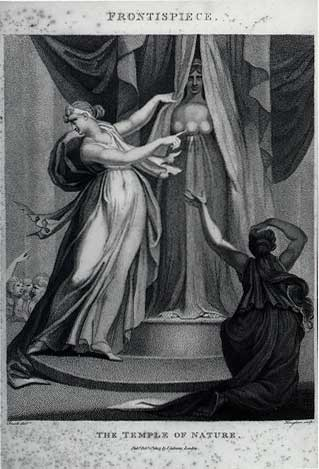
Une initiée saisie d'effroi lors du dévoilement d'Isis-Artémis par une prêtresse, en, Erasmus Darwin, 1809.

En 1795, Friedrich von Schiller s'empare du thème de l'initiation isiaque dans son poème intitulé L’image voilée de Saïs, où la déesse se montre terrifiante pour qui ose s'approcher d'elle en forçant les étapes de ses mystères. Dans cette composition, la déesse représente la Vérité au sujet de la Nature, mais aussi la Vérité au sujet de l'Homme. Un jeune homme entre dans le temple de la ville de Saïs afin d'entreprendre un parcours initiatique. Une nuit, impatient et désireux de s'approcher au plus près de l'entière Vérité, le jeune homme soulève le voile de la déesse. La terreur et l'effroi se saisissent de lui ; il tombe inanimé, perd sa joie de vivre et meurt dans les jours qui suivent :

« Demandez maintenant ce qu’il a vu. Je ne le sais ; le lendemain les prêtres le trouvèrent pâle et inanimé, étendu aux pieds de la statue d’Isis. Ce qu’il a vu et éprouvé, sa langue ne l’a jamais dit. La gaieté de sa vie disparut pour toujours. Une douleur profonde le conduisit promptement au tombeau, et lorsqu’un curieux importun l’interrogeait : Malheur, répondait-il, malheur à celui qui arrive à la vérité par une faute ! Jamais elle ne le réjouira. »

— Schiller, L’image voilée de Saïs, extrait.

#### Lilith-Isis de Victor Hugo

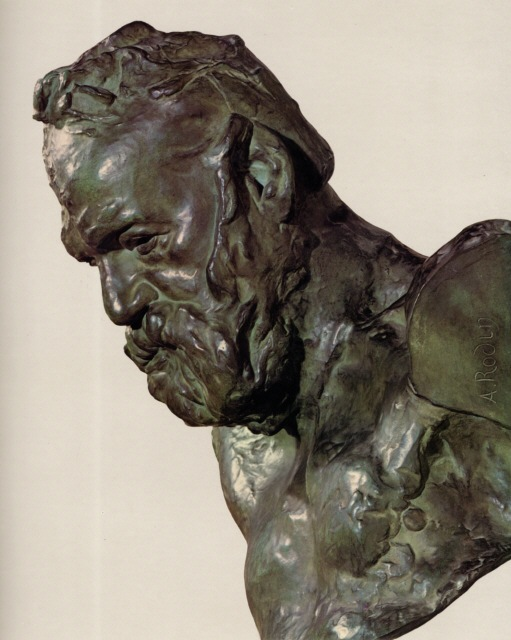
Buste de Victor Hugo par Rodin.

Pour Victor Hugo, l'Égypte ancienne est une civilisation vouée à la mort et Isis est une déesse noire, obscure, dangereuse car liée aux enfers. Dans le poème Tristesse du philosophe, la déesse est une prostituée, métaphore de l'enseignement catholique payant, et, aux ordres du régime tyrannique de Napoléon III :

« Dire au seuil rayonnant des écoles : Payez !
Tant que le fisc tendra devant l'aube sa toile ;
Tant qu'Isis lèvera pour de l'argent son voile,
Et pour qui n'a pas d'or, pour le pauvre fatal,
Le fermera, »

— Tristesse du philosophe, extrait
En 1854, dans La Fin de Satan, Isis est un être monstrueux en lien avec Lilith, un démon femelle de la tradition hébraïque et considérée comme la première femme d'Adam avant la création d'Ève. Par elle, le Mal se transmet au monde et, sans cesse, elle s'abat sur l'humanité.

« La fille de Satan, la grande femme d'Ombre, Cette Lilith qu'on nomme Isis au bord du Nil. »

— La Fin de Satan, Le Gibet - Livre deuxième, II. Jésus-Christ, X. Lilith-Isis.
Cependant, Hugo s'inscrit aussi dans la tradition littéraire qui fait d'Isis la lumineuse incarnation des secrets de la Nature, une puissance qui collabore à l'enseignement et à la connaissance. Comprendre la Vérité, dévoiler la déesse, c'est comme déshabiller sensuellement une femme :

« Un jour, dans le Portique, on demandait : quelle déesse voudriez-vous voir nue ? Platon répondit : Vénus. Socrate répondit : Isis. Isis, c'est la Vérité. Isis c'est la Réalité. Dans l'absolu, le réel est identique à l'idéal »

— Les Travailleurs de la mer, 1866.

## Période contemporaine
Durant la fin du XIXe siècle et le XXe siècle, Isis s'est révélée être très populaire auprès d'une multitude de cercles confidentiels pratiquant de nouvelles religions syncrétiques. Certains d'entre eux ont même reconstitué le culte d'Isis en s'inspirant plus ou moins des pratiques cultuelles des Anciens Égyptiens révélées par les avancées de la science égyptologique. En parallèle, Isis continue à fasciner les artistes tels les sculpteurs, les romanciers ou les auteurs de bandes dessinées.

### Nouvelles religions

#### Occultisme
Depuis le déchiffrement de l'écriture hiéroglyphique égyptienne par Jean-François Champollion en 1822, la littérature religieuse et funéraire de l'Égypte antique a été abondamment traduite et publiée dans les langues modernes (français, allemand, anglais, etc.). Des écrits comme les Textes des pyramides, les Textes des sarcophages ou le Livre des Morts sont largement diffusés auprès du grand public grâce à des traductions complètes ou partielles. De nombreux ouvrages de vulgarisation rendent compte des progrès de la science égyptologique et la vision théologique des Anciens Égyptiens est amplement exposée et commentée dans des ouvrages de référence aisément compréhensibles.
Malgré ce fait, de nombreuses sociétés occultes continuent à spéculer autour de prétendus « mystères » et « secrets » égyptiens. La fondatrice de la Théosophie moderne, la russe Helena Blavatsky, publie en 1877 son ouvrage majeur Isis dévoilée (titre anglais : Isis Unveiled) où elle cherche à faire la synthèse de multiples anciens savoirs (Égypte, Inde, Tibet). Mais, en fin de compte, à propos d'Isis, cette auteure s'inscrit dans une vision assez traditionnelle et ne fait de la déesse qu'un simple symbole de la Nature. Pour l'autrichien Rudolf Steiner, le fondateur de l'Anthroposophie, l'Isis des Égyptiens, la Marie des chrétiens, la Shekhina des kabbalistes juifs et la Sophia des gnostiques ne sont que des formes différentes d'un même féminin sacré. Le mage anglais Aleister Crowley, d'abord membre du temple Isis-Urania de l'Ordre hermétique de l'Aube dorée, élabore, après son exclusion, une démarche initiatique propre où la magie sexuelle a une grande place. Dans son poème « Le chant d'Isis », intégré dans la pièce Tannhäuser consacrée au voyage de l'âme, la déesse égyptienne assimile l'érotisme et la sensualité des déesses Hathor et Vénus. Cette puissance syncrétique est ambivalente, à la fois porteuse de vie et de mort, de ténèbres et de lumière.

#### Néopaganisme

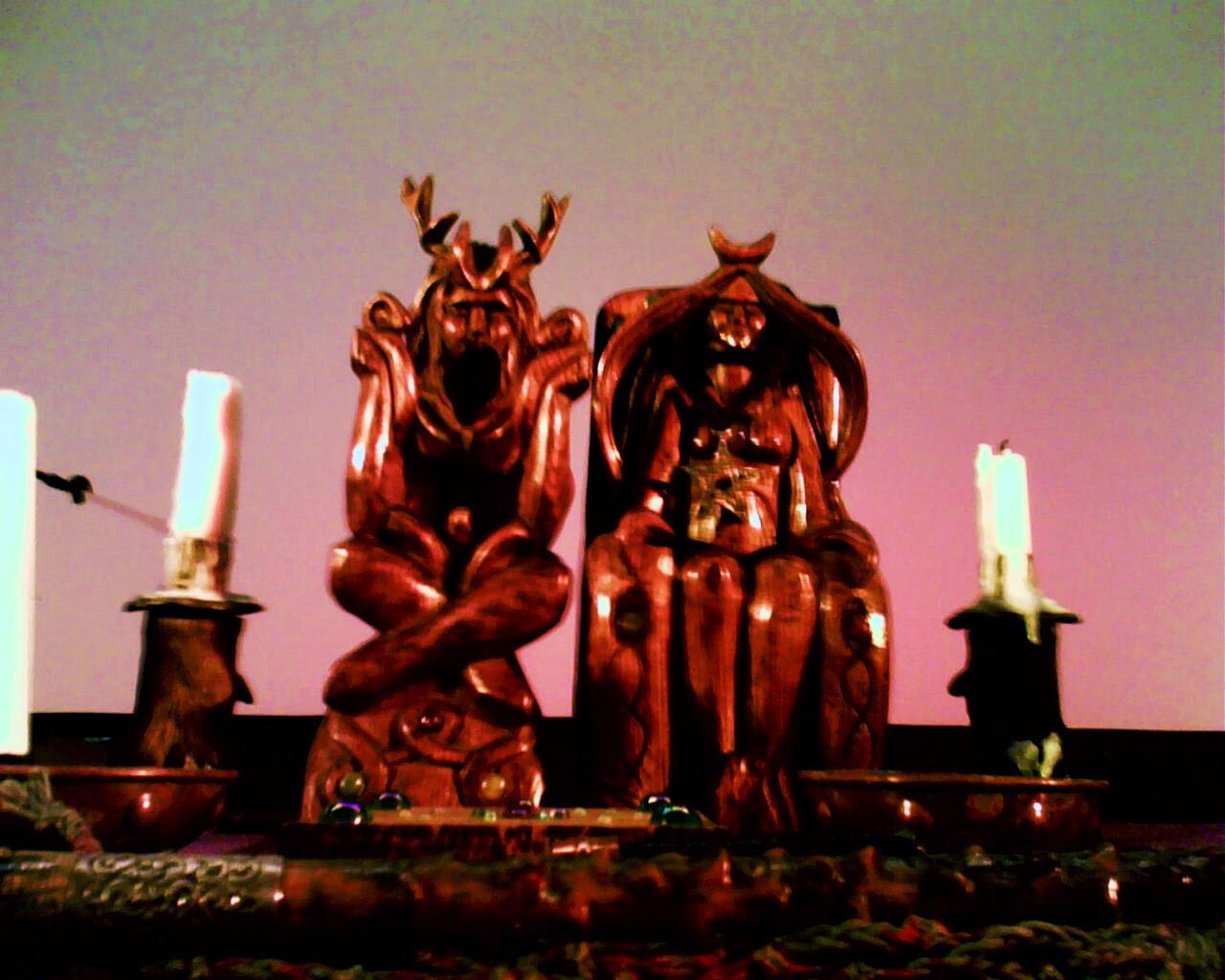
Autel wicca dédié au dieu cornu et à la Déesse Mère.

Dès la fin du XIXe siècle, la société secrète anglaise du Golden Dawn (Aube dorée) vénère Isis comme une déesse de la fertilité, de la magie, de la maternité et comme une incarnation mythique de la régénération. Depuis les années 1950, Isis est une des divinités majeures de la Wicca (du vieil anglais : wiccacraeft, sorcellerie) en tant que manifestation de la grande Déesse Mère et du féminin sacré. Cette mouvance religieuse, fondée par Gerald Gardner, regroupe quelque 150 000 fidèles aux États-Unis au début du XXIe siècle. La Wicca se rattache, dès ses origines, au néopaganisme et s'inspire du druidisme, du chamanisme et des mythologies slave, germanique, gréco-romaine et égyptienne. Depuis les années 1970, la Wicca s'est augmentée des valeurs de la contre-culture Hippie, du féminisme, de l'écologisme et du New Age. Pour les groupes qui se rattachent plus spécialement à l'Égypte antique et au Kémitisme (reconstruction du paganisme égyptien), Isis est le symbole de l'énergie magique féminine, de la nuit, de l'eau et sa puissance se manifeste principalement dans les phases de la Lune.
Parmi les mouvances pratiquant de pseudo-rites égyptiens, on peut citer le groupe de la Fellowship of Isis (Confrérie d'Isis), fondé en 1976 par la grande prêtresse Olivia Robertson, à Clonegal en Irlande. Ce groupe revendique en 2002 près de 21 000 adeptes à travers le monde. L'une des disciples, Tamara Siuda, fonde à Chicago en 1988 la Kemetic Orthodoxy (Orthodoxie khémite), enregistrée en 1993 comme association cultuelle dans l'Illinois sous le nom de House of Netjer.

### Sculpture

#### L’Isisde Georges Lacombe

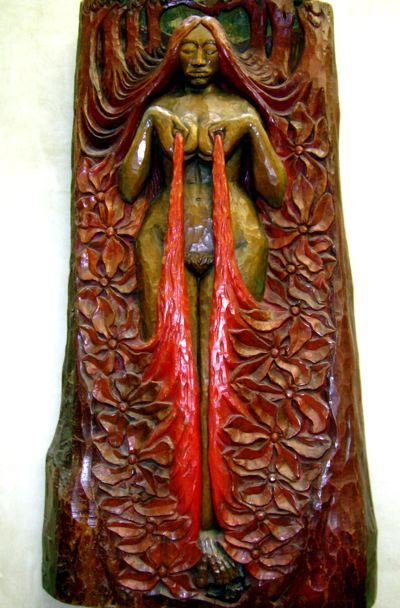
Isis par Georges Lacombe.

Vers 1893-1895, l'artiste postimpressionniste Georges Lacombe, attaché au mouvement des Nabis, sculpte un panneau en bois d'acajou rouge montrant Isis. L'artiste ne cherche aucunement à rappeler le passé pharaonique de la déesse en reprenant les canons esthétiques de l'art égyptien ou en s'inscrivant dans un style orientaliste alors en vogue dans les milieux académiques. La déesse est représentée à l'image d'une figure féminine nue, aux formes généreuses, debout et juchée sur un crâne. La déesse personnifie une Nature bienveillante et régénératrice telle qu'elle est perçue dans la pensée théosophique, un mouvement ésotérique aux multiples influences (Égypte antique, Inde, alchimie) dans lequel les adeptes tentent de connaître le Divin et les mystères de la Vérité. Influencé par cette philosophie, l'artiste choisit un mode représentatif symboliste. La chevelure d'Isis devient les racines des arbres qui couronnent sa tête tandis que de ses seins, qu'elle presse, jaillit un fleuve de lait perpétuel. Ce flot, d'un rouge ardent telles des flammes de feu, naît des fleurs à cinq pétales, symboles de vie.

#### Le Réveil de l'Égyptede Mahmoud Mokhtar

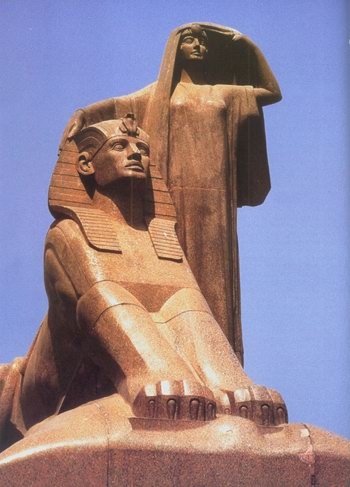
Le Réveil de l'Égypte.

En 1920, l'artiste égyptien Mahmoud Mokhtar, alors étudiant en sculpture à Paris, gagne un prix pour la première version de son œuvre Le Réveil de l'Égypte (en arabe Nahdet Misr, en anglais Egypt's Awakening ou Egypt's Renaissance). La composition s'inspire des premières manifestations survenues en 1919 en faveur de l'indépendance du pays alors sous protection coloniale britannique. La sculpture représente deux figures tournées vers le même horizon. À droite, un sphinx couché, les griffes vigoureusement ancrées dans le sol, symbolise l'histoire plurimillénaire de la nation égyptienne. À gauche, une paysanne debout qui soulève son voile est une référence implicite au dévoilement d'Isis. Le dévoilement de la femme symbolise l'avenir et la modernisation du pays tourné vers les lumières de la science. Après l'indépendance, une souscription est ouverte par les nationalistes égyptiens pour une réalisation monumentale de l'œuvre en granit rose d'Assouan. En 1928, la sculpture est achevée et inaugurée devant la gare de chemin de fer du Caire. Après la révolution de 1952, qui conduisit à l'instauration de la république, l'œuvre est déménagée vers l'extrémité de l'avenue qui mène à l'université du Caire.

#### Isis déesse de la vied’Auguste Putemanns

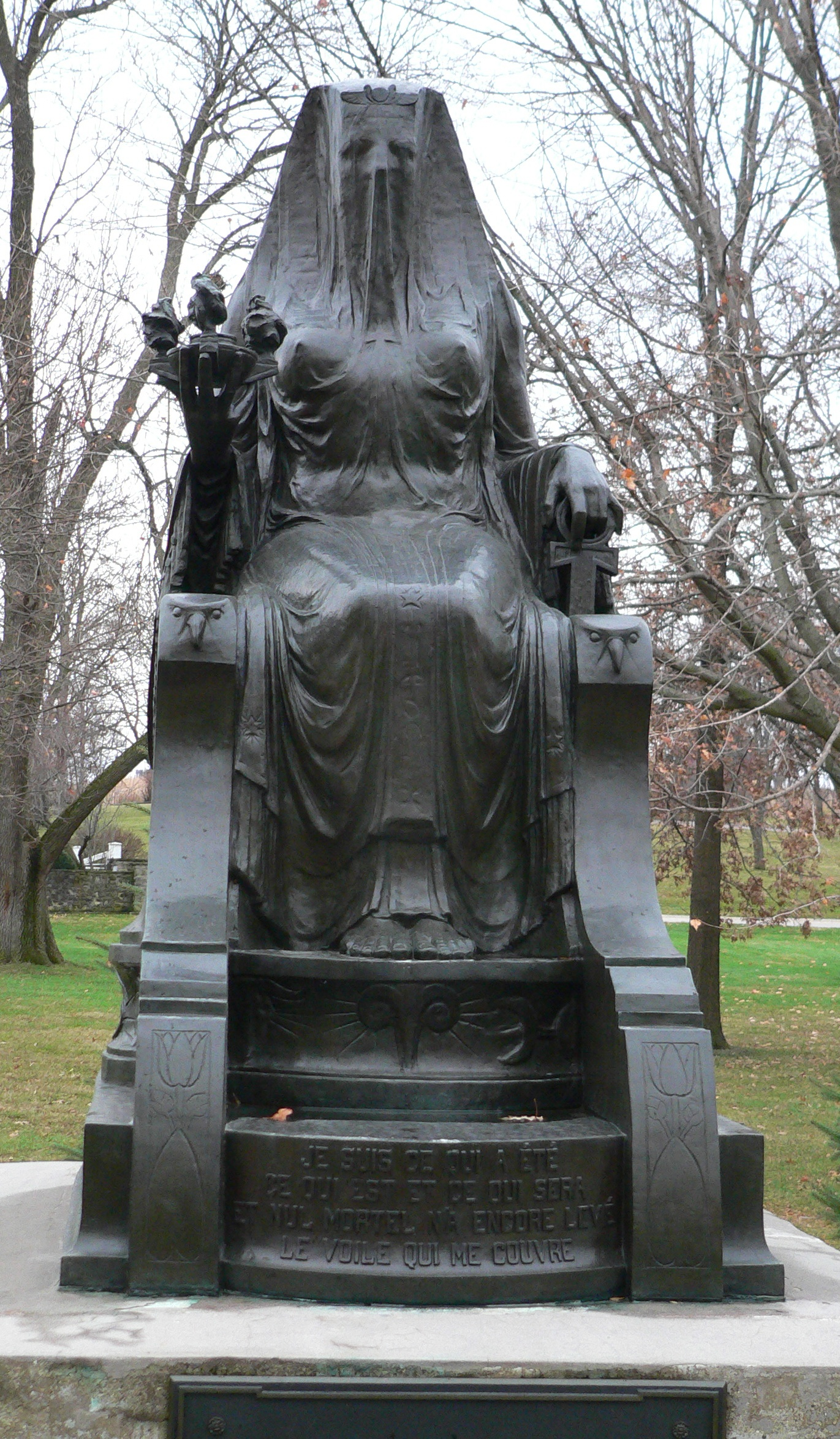
Statue d'Isis voilée par Auguste Puttemans.

Depuis 1939, une statue d'Isis en bronze est installée à West Branch, une petite localité de l’Iowa, devant la maison natale de Herbert Hoover, président des États-Unis d'Amérique entre 1929 et 1933. La statue est l'œuvre du sculpteur belge Auguste Puttemans, connu pour son engagement franc-maçonnique. Elle a été offerte en 1922 par un comité belge de victimes de guerre à Herbert Hoover en remerciement pour son engagement humanitaire lors de la Première Guerre mondiale. Entre 1922 et 1939, elle est d'abord installée sur le campus de l'université californienne de Stanford. Elle trouve sa place définitive en 1939 lorsque la propriété familiale des Hoover devient un mémorial dédié aux années de présidence. La déesse est représentée assise sur un trône dont les accoudoirs sont deux faucons, rappels du dieu Horus dont elle est la mère. Isis est liée à la sphère céleste par une frise circulaire, située entre les quatre pieds du siège, qui montre les symboles astrologiques du zodiaque. Les pieds d'Isis sont calés sur le symbole du bélier, animal lié à Amon, le dieu suprême et créateur de l'univers (pouvoir cosmique éternel). La déesse est vêtue d'une tunique à la mode grecque ornée d'étoiles, sa tête porte le némès, la coiffe des pharaons (pouvoir terrestre). Le visage d'Isis est voilé par un châle à franges, allégories des mystères de la Nature. Le socle du trône porte l'inscription en langue française : « Je suis ce qui a été, ce qui est et qui sera et nul mortel n'a encore levé le voile qui me couvre ». Isis tient dans sa main gauche la croix Ânkh, le symbole de la vie, et l'index est pointé vers le bas (sphère humaine). Sa main droite tient en avant un brûle-parfum à trois flammes, symboles du passé, du présent et de l'avenir (sphère divine).

### Culture de masse

#### Bandes dessinées
En 1975, la déesse Isis devient un personnage des éditions Marvel Comics (magazine Thor, no 240, octobre 1975) surtout connues pour ses célèbres Spider-Man, X-Men, Hulk, Thor, Captain America, Iron Man, etc. Voulant régner sans partage sur l'Héliopolis céleste (située dans une autre dimension), Seth enferme Isis, Osiris et Horus dans une pyramide. Mais, en contactant Odin, roi des dieux d'Asgard, les captifs parviennent à faire apparaître la pyramide aux États-Unis. Le personnage d'Isis possède différentes capacités surhumaines. Elle est capable de soulever environ 25 tonnes, de courir et se déplacer à grandes vitesses. Peu sujette à la fatigue, elle peut se dépenser à pleine capacité pendant plusieurs jours. Le corps d'Isis est très résistant aux dommages corporels. Isis est tout à fait capable de supporter de grandes forces d'impact, des températures et des pressions extrêmes, et subit sans préjudices les explosions d'énergie les plus puissantes. Comme tous les membres de sa race, Isis est capable de guérir très rapidement ou de régénérer des membres ou des organes manquants, ce qui la rend en pratique immortelle : à l'abri du vieillissement, elle n'a pas vieilli depuis qu'elle a atteint l'âge adulte et est immunisée contre toutes les maladies et les infections terrestres connues,.
En 2002, Darren G. Davis lance les aventures d'une Isis guerrière représentée sous les traits d'une plantureuse rousse, à forte poitrine, vêtue d'un pagne minimaliste inspiré des maillots bikini et cachant peu de son physique avantageux. Prise au piège durant 5 000 ans, Isis réapparaît au XXIe siècle dans la ville de Los Angeles. Non sans difficultés, Isis doit s'adapter à sa nouvelle vie et protéger le monde du mal qui le menace. Très vite, elle se lie d'amitié avec le policier Scott Dean et sa fiancée Crystal Van Howe, naturellement jalouse. Le policier lui crée une nouvelle identité sous le nom de Jessica Eisen pour lui permettre de travailler dans un musée exposant de nombreux objets anciens du monde entier ; la spécialité d'Isis est, bien sûr, la culture égyptienne.
Isis fait partie des nombreux dieux cités dans la série de bande dessinée Astérix.

#### Mona L’Isa

Mona Lisa / Amon l’Isa.

En 2003, l'écrivain américain Dan Brown développe dans le roman Da Vinci Code (86 millions d'exemplaires vendus en 2010), la thèse d'un secret vieux de 2 000 ans caché par l'Église catholique. Jésus aurait été marié à Marie Madeleine. Après la crucifixion, elle se serait installée dans le sud de la France afin de protéger leur fille Sarah de la persécution romaine. Depuis 1099, les membres du Prieuré de Sion, fondé par Godefroy de Bouillon, seraient chargés de protéger les descendants de Sarah c'est-à-dire le Saint Graal ou Sang Réel. Ces initiés maintiennent aussi vivace l'enseignement ésotérique du culte de la Déesse Mère dont Marie Madeleine serait une incarnation. Le peintre Léonard de Vinci, en son temps chef du prieuré, aurait mis dans ses peintures des symboles codés de ce secret. La déesse Isis, autre incarnation de cet Éternel féminin, est citée çà et là au cours de l'intrigue. Le tableau La Joconde serait une représentation d'Isis. Mona Lisa porterait au cou un pendentif, seulement visible par rayon X, représentant Isis (chapitre 40). De plus, le nom Mona Lisa serait l'anagramme de Amon L'Isa, une expression qui révélerait que le dieu égyptien Amon a pour contrepartie féminine Isa, variante pictographique d'Isis (chapitre 26). Dan Brown cite aussi la légende de la pseudo-statue d'Isis de l'abbaye de Saint-Germain-des-Prés détruite en 1514 (chapitre 19). Toutefois, pour les besoins de l'intrigue, l'église où cette statue était vénérée n'est pas l'abbaye mais l'église paroissiale de Saint-Sulpice qui a pour pittoresque avantage de renfermer, depuis 1743, un gnomon dont la forme s'inspire des obélisques égyptiens. Il est à noter qu'un petit opuscule pseudo-scientifique rédigé en 2011 par Thierry Gallier reprend le thème de l'inspiration égyptienne de la Joconde. Le tableau raconterait par d'ingénieux artifices picturaux le mythe d'Isis et d'Osiris.

#### Billet de banque
La déesse Isis est représentée simplement par son visage, tel qu’il apparaît au Musée public national de Cherchell, sur le billet de banque d’une valeur de 1 000 francs émis en Algérie en 1948.